# Sperry Corporation
Корпорація Сперрі (англ. Sperry Corporation, далі по тексту — Sperry) — американська корпорація, що функціювала у 1910—1986 роках і займалась випуском озброєння та військової техніки, електротехніки й електроніки, у першу чергу військового призначення, а також промислової та побутової продукції. Фірму було засновано винахідником і підприємцем Елмером Сперрі (1860—1930), який і дав їй своє ім'я. При тому, що засновник корпорації сам був видатним конструктором-новатором (другий американський винахідник після Томаса Едісона за кількістю патентів і зареєстрованих винаходів), зібраний ним колектив наукових і інженерно-технічних кадрів підтримував корпоративну репутацію на високому рівні, — корпорації належить низка революційних нововведень у сфері військової та електронно-обчислювальної техніки, зокрема, на рахунку інженерів корпорації Сперрі: перший у світовій військовій історії літак-снаряд — ударний БПЛА; перша взята на озброєння радіокерована ракета класу «повітря — повітря»; створення авіагоризонту, автопілота, систем прицільного бомбометання, корабельного стабілізатора в умовах хитавиці; розробка тонкоплівкових магнітних носіїв інформації; оптимізація процесів отримання і обробки інформації до мікросекунд, а потім наносекунд; створення одного з ранніх цифрових комп'ютерів тощо. Компанію Сперрі було засновано у 1910 році для реалізації суднових гірокомпасів власного виробництва, офіційно вона стала корпорацією 13 квітня 1933 року. У 1986 році корпорація Sperry припинила існування під своєю назвою, в результаті злиття з корпорацією Burroughs було утворено консорціум Unisys.

## Історія

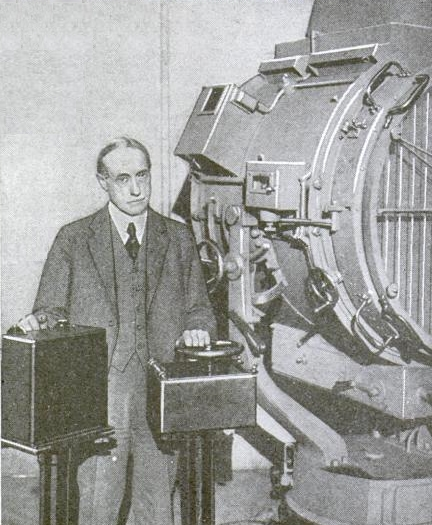
Засновник корпорації Елмер Сперрі

Елмер Сперрі зареєстрував спочатку вісім компаній у період з кінця XIX до початку XX століть. Усі вони мали різну виробничу спеціалізацію а у кінцевому підсумку влились у новостворену корпорацію.

### Предвоєнний період
Гірокомпас першої моделі від Sperry складався з двох тисяч деталей, виготовлених уручну ювелірним способом, і за міркам свого часу вважався «супергаджетом». Першим судном, на яке у 1911 році було встановлено гірокомпас Sperry, став дредноут «Делавер». У 1913 році компаньйони засновника корпорації Реджинальд Гілмор і Том Морган перебралися до Лондона, де заснували британську філію, котра серед іншого займалася конкурентною розвідкою і моніторингом останніх досягнень передових європейських винахідників в галузі систем керування вогнем, надсилаючи детальні звіти до США.

### Перша світова війна
Продукція Sperry добре зарекомендувала себе у предвоєнний період. У роки Першої світової війни основними замовника гіроскопічних навігаційних приладів стали ВМС США і флоти союзних держав, що дозволило суттєво розширити виробничу базу. Тоді ж розпочалось освоєння компанією виробництва обладнання для авіаційної галузі — цьому сприяла та обставина, що один із синів засновника компанії Лоуренс Сперрі сам був авіатором та винахідником як його батько. Він запатентував у 1912 році сучасний автопілот або «стабілізатор аероплана», як він сам назвав свій винахід. Однак, окрім потужного поштовху до розвитку промислових потужностей корпорації, війна виступила й свого роду відбірковим етапом для визначення подальших напрямків розвитку на перспективу. Морські стабілізатори, так само як і автопілоти на довгий час виявилися незатребуваними ані військовими, ані цивільними моряками та авіаторами. Тому даний напрямок було визнано безперспективним і подальші науково-дослідні зусилля наукових та інженерних кадрів зосереджені були на гіроскопах, що користувались попитом (хоча в приватному порядку обидва Сперрі, і батько, і син, продовжували свої досліди) .
У 1915—1918 роках в інтересах флоту було проведено низку експериментів зі створення «автоматичних повітряних торпед» (automatic aerial torpedo), того, що у подальшому реалізовуватиметься у формі літаків-снарядів чи ударних БПЛА. Перед інженерами Sperry було поставлено досить конкретне технічне завдання, яке вимагало від них створення безпілотного літального апарата, здатного летіти на заданій висоті по заданому курсу і доставляти заряд вибухової речовини на потрібну відстань. Результатом його виконання у 1918 році стала перша свого роду «літаюча бомба».

### Міжвоєнний період

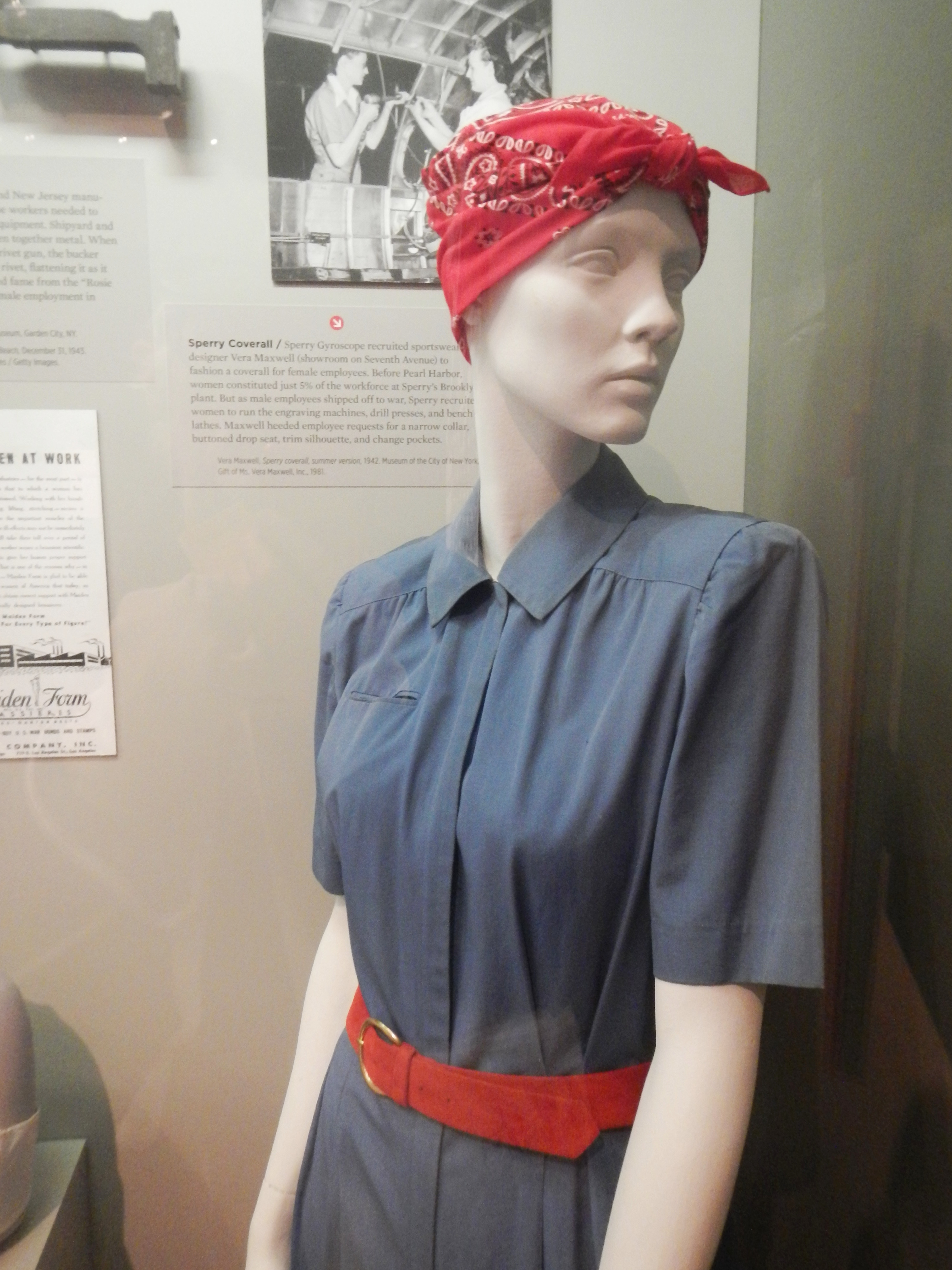
Корпоративна уніформа працівниць заводів Sperry

Розвиток авіації у 1920-ті роки заставило керівництво корпорації зосередити зусилля на розробці обладнання, яке потім отримало назву «авіоніка». Першим досягненням у цьому напрямку стало створення і успішне випробування авіагоризонту. Восени 1929 року тоді ще молодий лейтенант корпусу армійської авіації Джеймс Дуліттл в умовах нульової видимості злетів з летовища Мітчел у Лонг-Айленді та здійснив перший в історії повітроплавання політ за приладами від злету до посадки, допомагали йому у цьому два прилади від Sperry — гірогоризонт (Gyro Horizon) і дирекційний горизонт (Directional Horizon) — попередники сучасних авіаційних навігаційних приладів. Під враженням від безпрецедентного навіть за мірками пізніших років польоту Дуліттла (а у 1929 році інакше як самовбивчим його було не назвати), армійський генералітет дав розпорядження оснастити усі армійські літаки продукцією Sperry. Розвиток пасажирської авіації в 1930-ті роки дозволив повернутися до відкладеної теми автопілота. Один з піонерів американської авіації Вайлі Пост, відомий тим, що він був однооким, у 1930 році разом зі штурманом успішно облетів земну кулю на літаку. У 1933 році він замінив штурмана в кабіні на прилад, що називався «гіропілотом» (Gyropilot) і виконав перший в історії авіації одиночний навколосвітній переліт.
Крім того, вдалося випробувати судновий стабілізатор для зниження впливу хитавиці на судно, екіпаж та пасажирів на борту. Першим судном, обладнаним апаратурою гіроскопічної стабілізації, став італійський океанський лайнер«Конте ді Савойя». За час експлуатації стабілізатор показав непогані результати, проте Велика депресія змусила судноплавні компанії відмовитися від ідеї обладнання пасажирських суден такого роду апаратурою.
У міжвоєнний період корпорація закріпила свою роль як постачальника електротехнічних приладів та приладів точної механіки для Збройних сил США. У 1930 році управління озброєння Армії США створило спеціальну посаду Армійського інспектора озброєння (англ. Army Inspector of Ordnance), офіс якого розташовувався на Бруклінському заводі Sperry, та на який було покладено функції контролю якості продукції, що випускалась для Френкфордського арсеналу, — це було зародженням інституту військового представництва з боку замовника продукції на підприємствах військової промисловості.

### Друга світова війна

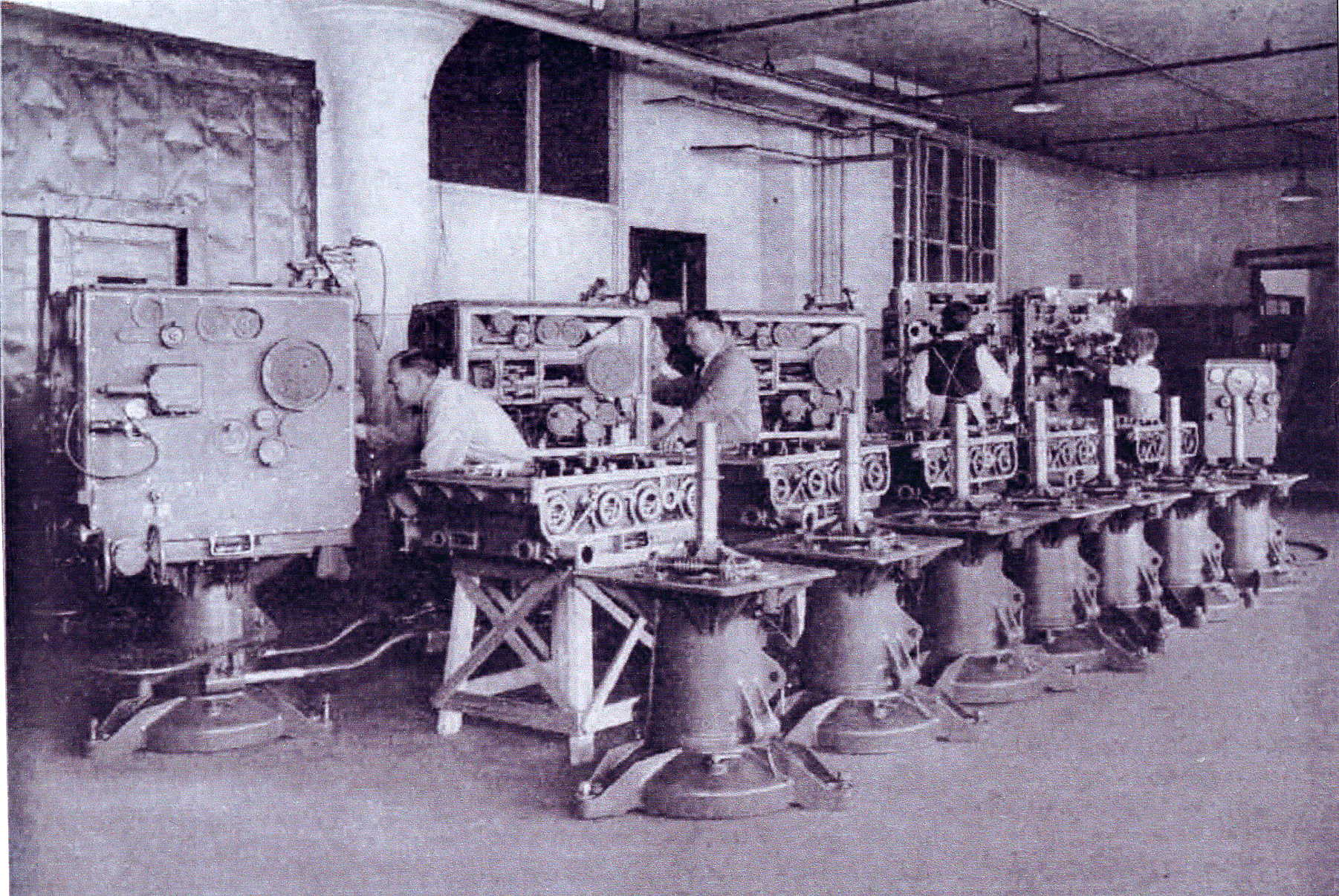
Виробництво приладів керування зенітним вогнем M2

У роки Другої світової війни перед інженерами корпорації було поставлене завдання виходу за межі окремих авіаприладів та створення інтегрованих бортових систем та підсистем забезпечення польоту, в яких би усі прилади сполучалися один з одним для досягнення максимального результату. У 1941 році корпорація Sperry об'єднала два своїх підрозділи, що відповідали за виробництво гідравлічних систем і гідравлічних механізмів — «Вотербері тул» і «Віккерс інкорпорейтед».
Війна стала стимулом до стрімкого укрупнення та розширення всіх підрозділів корпорації, дозволила розширити та доповнити лінійку продукції, що випускалася. Крім своєї традиційної сфери діяльності, — виробництва гіроскопічних навігаційних приладів, — корпорація отримала замовлення на поставку приладів для управління зенітним вогнем, і, хоч виробництво їх довелось налагоджувати на ходу, вже незабаром після запуску виробничих ліній воно пішло випереджаючими темпами. За роки війни Sperry і «Форд» випустили близько 2500 приладів M7 і M9 для 76,2-мм зенітної гармати M1918 і 120-мм зенітної гармати M1. Інженерами корпорації було зроблено суттєвий внесок у справу розвитку обладнання для всепогодних цілодобових польотів, прицільного бомбометання, протичовнової та протиповітряної оборони.

### Повоєнний період
Після закінчення війни корпоративний менеджмент зіткнувся з дилемою подальшого розвитку, яка випливала з необхідності перебудови виробництва на норми мирного часу, що, з одного боку, вимагало скорочення персоналу, скорочення обсягів виробництва, перепрофілювання виробничих потужностей під випуск нових видів продукції, з іншого боку, пошуку нових ринків збуту та нових сфер залучення розрослих капіталів та фінансових можливостей корпорації. В ході перебудови виробничих ліній було освоєно випуск нової продукції, зокрема, клістронів і ламп біжної хвилі, яких до 1960-х виготовлялось понад сто різновидів. Також додалась сільськогосподарська техніка та різноманітні товари для фермерського господарства.

### Ракетна програма США
Після того, як американські війська заволоділи трофейними зразками німецьких ракет «Фау-2» і технічною документацією до них, ці артефакти разом із супровідними матеріалами та німецькими науковцями-ракетниками поступили у підпорядкування інженерів Sperry. Німецькі фахівці, обрані за їхній багатий досвід та численні науково-технічні досягнення в галузі інерційної навігації, Sperry і «Форд-інструмент» (заснована головним інженером Sperry Ганнібалом Фордом) були в авангарді ракетної програми США. Згодом отримані напрацювання стали в нагоді не лише при створенні балістичних та крилатих ракет, а й у розробці навігаційної апаратури для літальних апаратів нового покоління та для атомних підводних човнів. З початком у 1947 році робіт по проєкту «Сперроу» — першої американської керованої ракети класу «повітря—повітря», — Sperry відразу ж була призначена головною організацією серед підрядників робіт. 3 грудня 1952 року відбулося перше в історії американської військової авіації успішне перехоплення повітряної цілі за допомогою керованої ракети «повітря-повітря» «Спарроу», запущеною з-під крила літака «Douglas F3D Skyknight». Було знищено переобладнаний у літак-мішень палубний винищувач «Grumman F6F Hellcat». Ракету «Спарроу» була взято на озброєння у 1954 році і у модифікованому варіанті залишається на озброєнні і надалі. У подальшому Sperry зробила значний внесок у створення систем керування ракетним озброєнням корабля в рамках програми «Трьох Т»: «Тер'єр», «Тартар» і «Талос», — трьох варіантів корабельних зенітних ракетних комплексів.

### Період холодної війни
У повоєнні роки розпочалось активне освоєння сфери виробництва електронно-обчислювальної техніки і в результаті тривалих досліджень у 1953 році було створено один з ранніх цифрових комп'ютерів SPEEDAC. У період Холодної війни корпорація придбала цілу низку електронних виробництв, серед яких, підрозділ Univac Federal Systems Division, став одним з найбільших на той час постачальників електронно-обчислювальної техніки для Збройних сил США, Національного аерокосмічного агентства, Федеральної авіаційної адміністрації, Комісії з атомної енергії та інших федеральних міністерств і відомств, а також союзників по блоку НАТО. Розробки у сфері інерційної навігації дозволили досягти небувалих результатів у вирішенні проблем забезпечення автономності кораблів і суден флоту та добитись рекордів автономного підводного плавання без випливання на поверхню, — у 1960 році підводний човен «Тритон», обладнаний судновою інерційною навігаційною системою SINS (Ships Inertial Navigation System), здійснив першу в історії мореплавання кругосвітну подорож, жодного разу не випливаючи на поверхню. На початку 1961 року у лабораторіях Sperry були розпочаті експерименти в галузі військового застосування лазера.
Тим часом, ще у 1950-ті роки корпоративний менеджмент ініціював програму децентралізації з метою збільшення ефективності адміністрування корпорації, яка вже розрослась і продовжувала зростати, що перегукувалося з федеральною програмою розосередження підприємств з виробництва військової продукції для забезпечення вищої живучості у випадку ракетного нападу. В рамках цієї програми виробничі потужності корпорації, до того сконцентровані у Нью-Йоркському промисловому районі, були роззосереджені по країні. Заводи Sperry незабаром запрацювали у Флориді, Вірджинії, Коннектикуті, Аризоні, Юті, Теннессі і Массачусетсі. В Садбері (штат Массачусетс), було створено науково-дослідницький центр «Сперрі-Ренд», куди було перенесено роботи у таких галузях наукових знань, як фізика твердого тіла, фізика плазми, фізика атмосфери, хімія, прикладна механіка. Великою підмогою у цьому відношенні стало те, що фінансування науково-дослідних, пошукових та проектно-конструкторських робіт тепер велося не лише за рахунок корпоративного бюджету на власний ризик керівництва, а й за рахунок залучених бюджетних коштів у рамках федеральних дослідницьких програм та проєктів.

### Космічна програма США
Напрацювання Sperry у сфері інерційної навігації виявились дуже доречними з початком космічної програми США. Гіроскопічні прилади Sperry стали стрижневим елементом навігаційної апаратури пілотованих космічних апаратів програм «Аполлон» і «Джеміні», безпілотних космічних апаратів «Лунар орбітер», «OSO», «Syncom», «Television Infrared Observation Satellite», «Telstar», «проєкту Ехо».

## Організаційні перетворення
Нижче подані основні віхи історії компанії як суб'єкта господарювання: організаційно-структурні перетворення, зміна назв та організаційних форм. У різні роки компанія, а згодом корпорація, мала такі назви: Sperry Gyroscope Company (1910—1933), Sperry Corporation (1933—1955), Sperry Rand (1955—1978), Sperry Corporation (1978—1986). Структурними підрозділами (філіями) корпорації були: компанія UNIVAC (з моменту злиття з Remington Rand у 1955 році), яка у різні часи називалась Sperry Univac (1978—1986) і Univac Defense Systems; підрозділ Uniscope (у складі Univac); компанія EMR-Computer (з 1972 року), що займалася виробництвом електронно-обчилювальної техніки однойменних марок.
|  | Науково-дослідницький центр в Садбері |

|  | Комп'ютерний центр у Солт-Лейк-Сіті |

## Злиття та поглинання
- 1913 — Sperry Gyroscope Company Limited, Лондон (електронна промисловість)
- 1935 — Waterbury Tool Company, Вотербері, Коннектикут (гідравліка)[25]
- 1937 — Vickers Incorporated, Детройт, Мічиган (гідравліка)[25]
- 1943 — Wheeler Insulated Wire Company, Бриджпорт, Коннектикут (електротехнічна промисловість)[26]
- 1945 — Wright's Automatic Machinery Company[en], Дарем, Північна Кароліна (промислове машинобудування, виробництво електродвигунів)[27]
- 1945 — Selenium Corporation of America, Ель-Сегундо, Каліфорнія (електротехнічна промисловість)[28]
- 1946 — Benwood-Linze Company, Сент-Луїс, Міссурі (електротехнічна промисловість)[28]
- 1946 — Tulsa Winch Manufacturing Company, Талса, Оклахома (автотранспортні вантажні лебідки, механічні трансмісії, вали відбору потужності)[28]
- 1947 — New Holland Machine Company[en], Нью-Голланд, Пенсільванія (сільськогосподарська техніка)[29]
- 1947 — Hertzler & Zook Company, Бельвіль, Пенсільванія (сільськогосподарський інвентар і товари для фермерського господарства)[29]
- 1948 — Dellinger Manufacturing Company, Ланкастер, Пенсільванія (зернозбиральна техніка)[18]
- 1951 — Ontario Hughes-Owens Company Limited, Оттава, Онтаріо (оптичні прилади, навігаційна і лічильно-механічна апаратура)
- 1952 — Engineering Research Associates[en], Сент-Пол, Міннесота (електронно-обчислювальна техніка)[30]
- 1955 — Vickers-Detroit Hydraulics, Pty., Ltd., Мельбурн, Австралія (гідравліка)
- 1955 — Remington Rand, Нью-Йорк (багатогалузева)[25]
- 1956 — Tokyo Keiki Seizosho Co., Ltd., Токіо, Японія (гідравліка)
- 1958 — Smoker Farm Elevators, Inc., Інтеркорс, Пенсільванія (засоби автоматизації сільськогосподарських робіт)[31]
- 1961 — National Data Processing Corporation, Даллас, Техас (електронно-обчислювальна техніка)[8]
- 1962 — Haro-Bed Company, Фаулер, Каліфорнія (прес-підбиральники і причіпи для перевезення сіна в тюках)
- 1964 — Werkhuizen Leon Claeys P.V., Зедельгем[en], Бельгія (сільськогосподарська техніка)
- North American Aviation, Inc. (авіакосмічна промисловість і ракетобудування)[8]
- Ford Instrument Company, Inc.[en], Лонг-Айленд-Сіті[en], Лонг-Айленд (електронна промисловість і апаратура точної механіки)[8]

Корпорація на доповнення до виробничих підприємств у США володіла 40 заводами за кордоном. Загальна кількість персоналу, зайнятого на виробництві до середини 1960-х років, становила 34 тис. осіб.

## Структура
Корпорація мала розгалужену структуру з шістьма головними управліннями, відповідальними за конкретний напрямок виробництва (електронно-обчислювальна техніка, електротехніка, сільськогосподарська техніка, гідравліка, суднове обладнання, федеральні військові замовлення), з численними філіями та структурними підрозділами, розосередженими територією США.
Науково-дослідницькі та обчислювальні центри
- Vickers Administration and Engineering Center, Роял-Оук, Мічиган[33]
- Sperry Rand Research Center, Садбері, Массачусетс[23]
- Univac Engineering Center, Філадельфія, Пенсільванія[8]

Заводи і фабрики
- Computer Systems Applications Development Center, Блю-Белл, Пенсільванія
- Remington Electric Shaver Division, Бриджпорт, Коннектикут
- Sperry Farragut Co., Бристоль, Теннессі
- Sperry Rubber & Plastics Co., Бруквілл, Індіана
- Sperry Gyroscope, Гарден-Сіті, Нью-Йорк
- Electronic Tube Division, Гейнсвілл, Флорида
- Sperry New Holland Plant, Гранд-Айленд, Небраска
- Electro Devices Laboratory, Грейт-Нек, Нью-Йорк
- Electro Components Plant, Дарем, Північна Кароліна
- Microwave Electronics Division, Клірвотер, Флорида
- Remington Office Equipment Division, Нью-Йорк
- Office Machines Division → Sperry Semiconductor, Norwalk Research Laboratory, Саут-Норуолк, Коннектикут
- New Holland Farmec Division, Смоуктаун, Пенсільванія
- Sperry Utah Company → Sperry Computer Systems, Солт-Лейк-Сіті, Юта
- Vickers Tulsa Products Division, Талса, Оклахома
- Flight Systems Division → Space Systems Division, Sperry Gyro Division, Фінікс, Аризона
- Sperry Piedmont Co. → Sperry Marine Systems, Шарлотсвілл, Вірджинія
- Remington Rand Division, Louisiana Army Ammunition Plant[en], Шривпорт, Луїзіана

## Закордонні філії
До 1965 року Sperry володіла контрольним пакетом акцій близько ста компаній поза межами США, крім того, у багатьох країнах світу діяли її філії, що включали не лише регіональні офіси та ліцензовані пункти реалізації продукції, а й виробничі підприємства, а також комп'ютерні обчислювальні центри (Univac Computing Center). Доходи від зовнішньоекономічної діяльності становили близько 25 % від річного сукупного доходу корпорації.
- Sperry Australia Proprietary Limited, Лідкомб, Новий Південний Уельс — головний офіс і завод, Remington Rand—Chartres Pty Ltd, Сідней — регіональне представництво і комп'ютерний центр (1953); Мельбурн, Вікторія — завод (1955)
- Sperry Rand France, Алжир
- Sperry Rand Sudamericana S.A. — Південноамериканське континентальне управління, Буенос-Айрес (1956), Remington Afeitadoras Electricas S.A.C.I., Буенос-Айрес — головний офіс і завод (1956)
- Clayson N.V., Зедельгем, Західна Фландрія (1964)
- Sperry Gyroscope Company Ltd, Лондон — Європейське континентальне управління, головний офіс і завод (1913); Глазго, Шотландія (1956)
- Sperry Rand Holland N.V., Амстердам — головний офіс, Гертогенбос, Північний Брабант — завод, Роттердам, Південна Голландія — комп'ютерний центр
- Sperry Rand Denmark A/S, Копенгаген (1965)
- Sperry Rand Italia S.p.A., Рим (1965)
- Sperry Gyroscope Company Company of Canada, Limited, Торонто, Онтаріо (1950); Sperry Gyroscope Ottawa, Ltd, Оттава (1951) New Holland Division, Recording and Statistical Division, Remington Electric Shaver Division, Remington Rand Division, Sperry Gyroscope Division, Univac Division, Vickers Division
- Sperry Rand of Zealand Limited, Веллінгтон (1955)
- Sperry Rand Norge A/S, Осло (1965)
- Sperry Rand of Pakistan Limited, Карачі
- Sperry Rand Peruana S.A., Ліма
- Kardex AG, Саарбрюкен, Саар (1952); Deutsche Clary GmbH, Раштатт, Баден-Вюртемберг (1952); Vickers GmbH, Бад-Гомбург, Гессен (1956); Sperry Kreiseltechnik GmbH, Мюнхен, Баварія (1964)
- Sperry Rand France, Париж — головний офіс, Нижній Рейн, Гранд-Ест — завод (1959); Sperry Europe Continental, Париж — Європейське континентальне управління (1961)
- Sperry Rand A.G., Берн (1965)
- Sperry Rand A.B., Стокгольм
- Sperry Rand of South Africa Pty. Ltd., Йоганнесбург, Гаутенг

Джерело інформації : Electronic News Financial Fact Book & Directory. — N.Y.: Fairchild Publications, Book Division, 1968. — Vol. 7 — P. 375. — 456 p.

## Продукція
Корпорація спеціалізувалась у виробництві переважно електротехнічної продукції різного призначення та наданні послуг з її обслуговування. Номенклатуру продукції, яка вироблялась становили такі категорії товарів: рейковий рухомий склад, електротехніка, електронно-обчислювальна техніка, артилерійське озброєння, ракетне озброєння, турелі, системи керування вогнем, системи керування озброєнням кораблів, бойові інформаційні управляючі систем, прилади керування зенітним вогнем]], прицілювальні пристрої, бомбові приціли, інерційні навігаційні системи для плавзасобів, літальних апаратів і космічних апаратів, бортове радіоелектронне обладнання літаків і гелікоптерів, наземні, корабельні і авіаційні радіолокаційні засоби.

### Ракетне озброєння

AADS-70
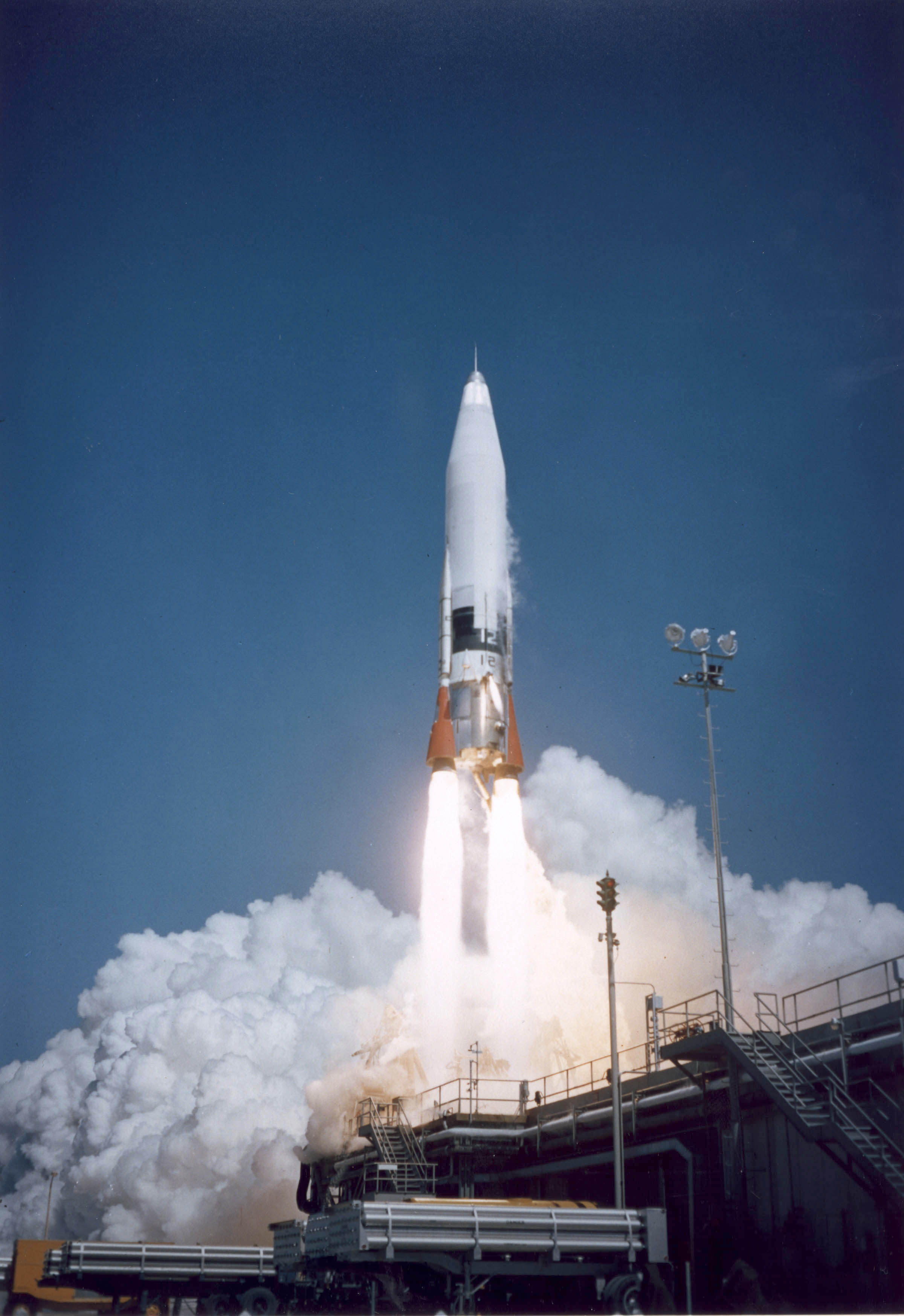
Atlas[en]
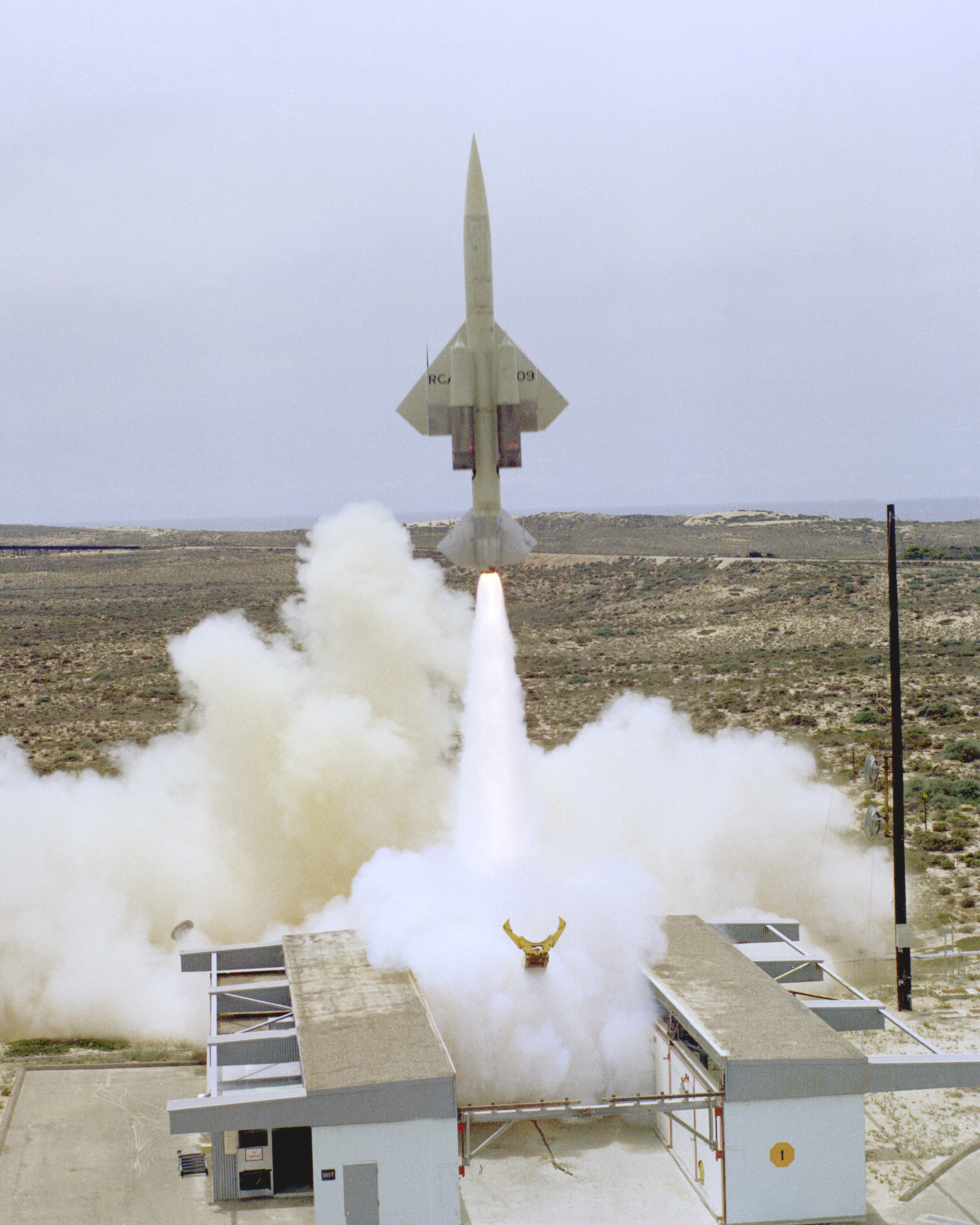
CIM-10 Bomarc[en]
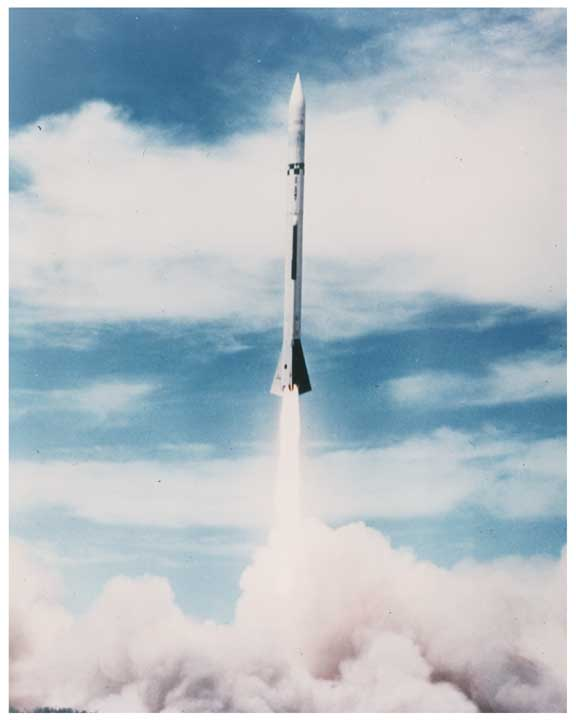
MGM-5 Corporal[en]
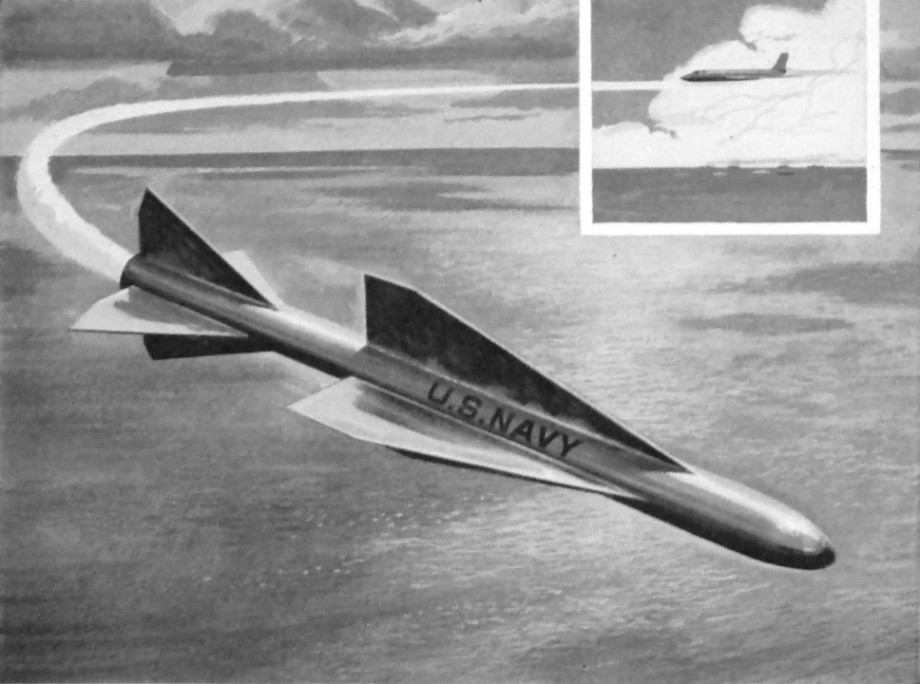
AAM-N-10 Eagle
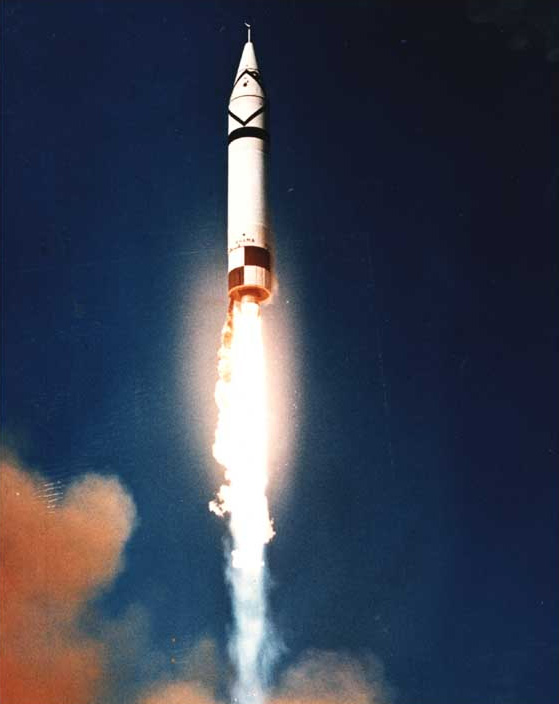
PGM-19 Jupiter
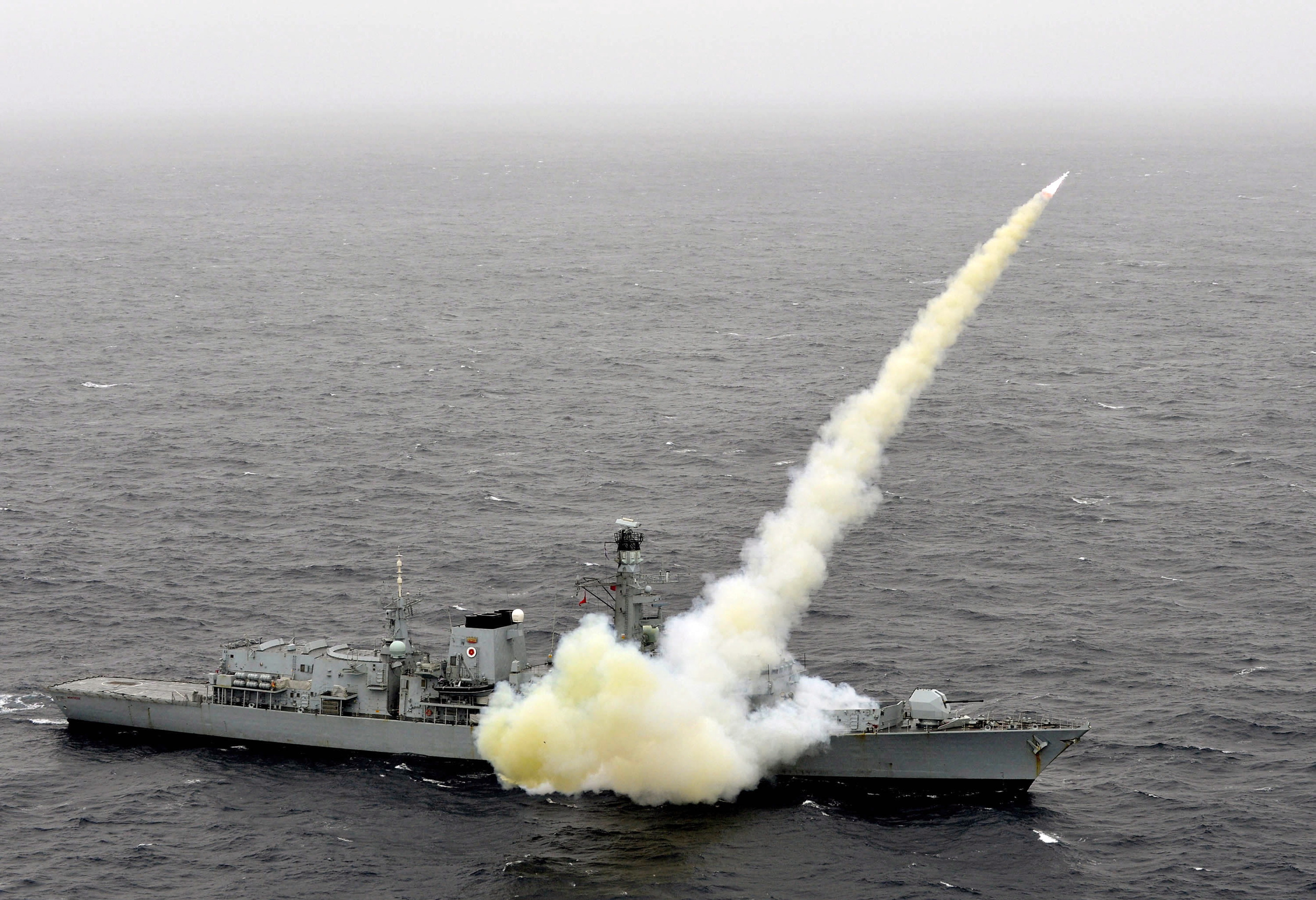
Harpoon
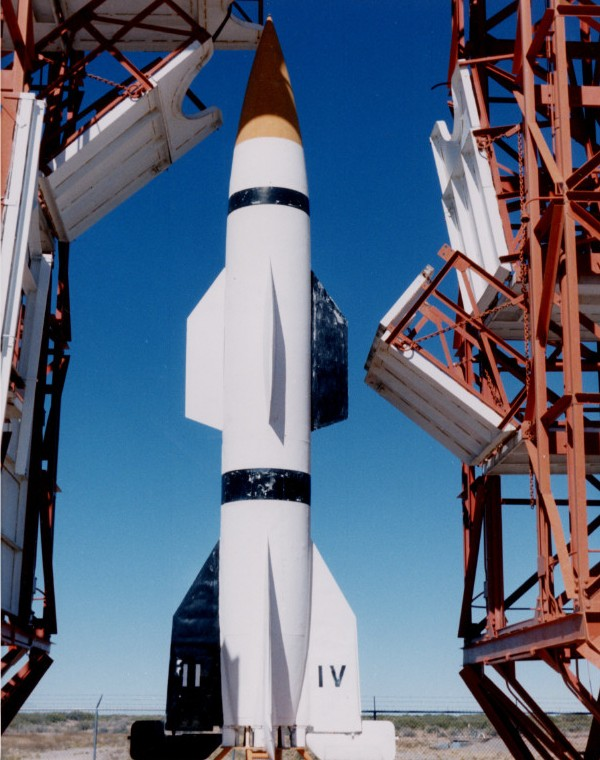
Hermes[en]
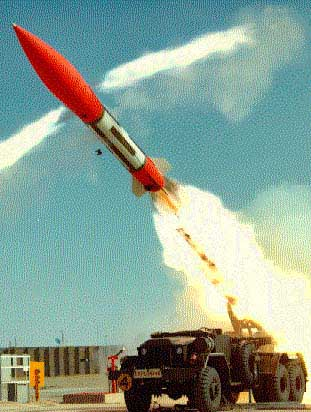
MGR-1 Honest John
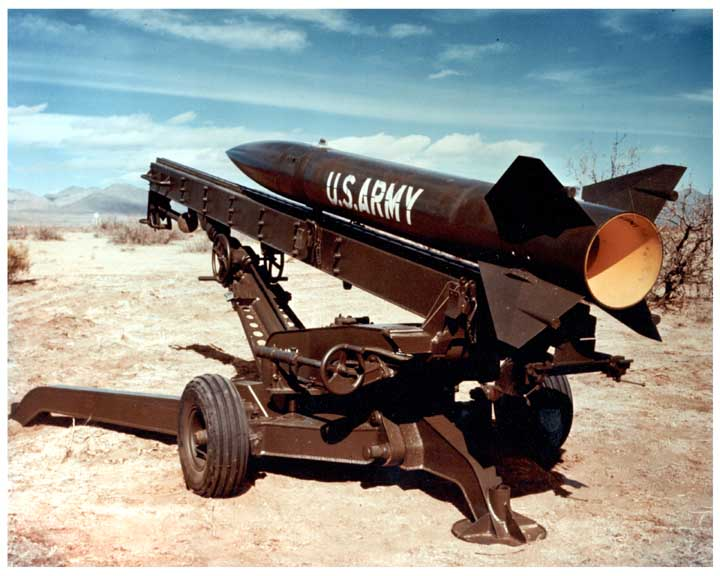
MGR-3 Little John[en]
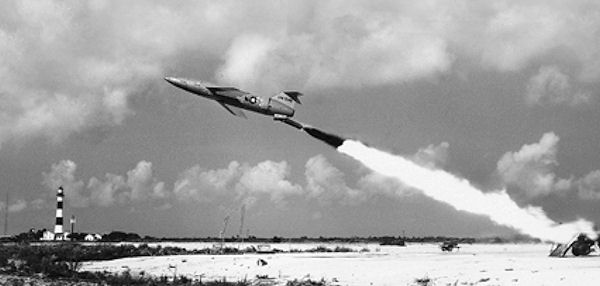
MGM-1 Matador[en]
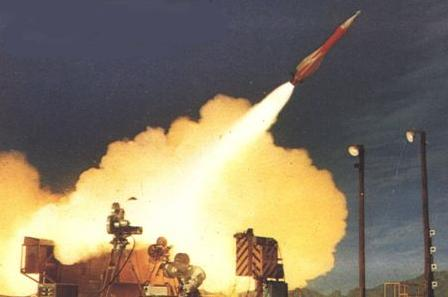
MIM-46 Mauler[en]
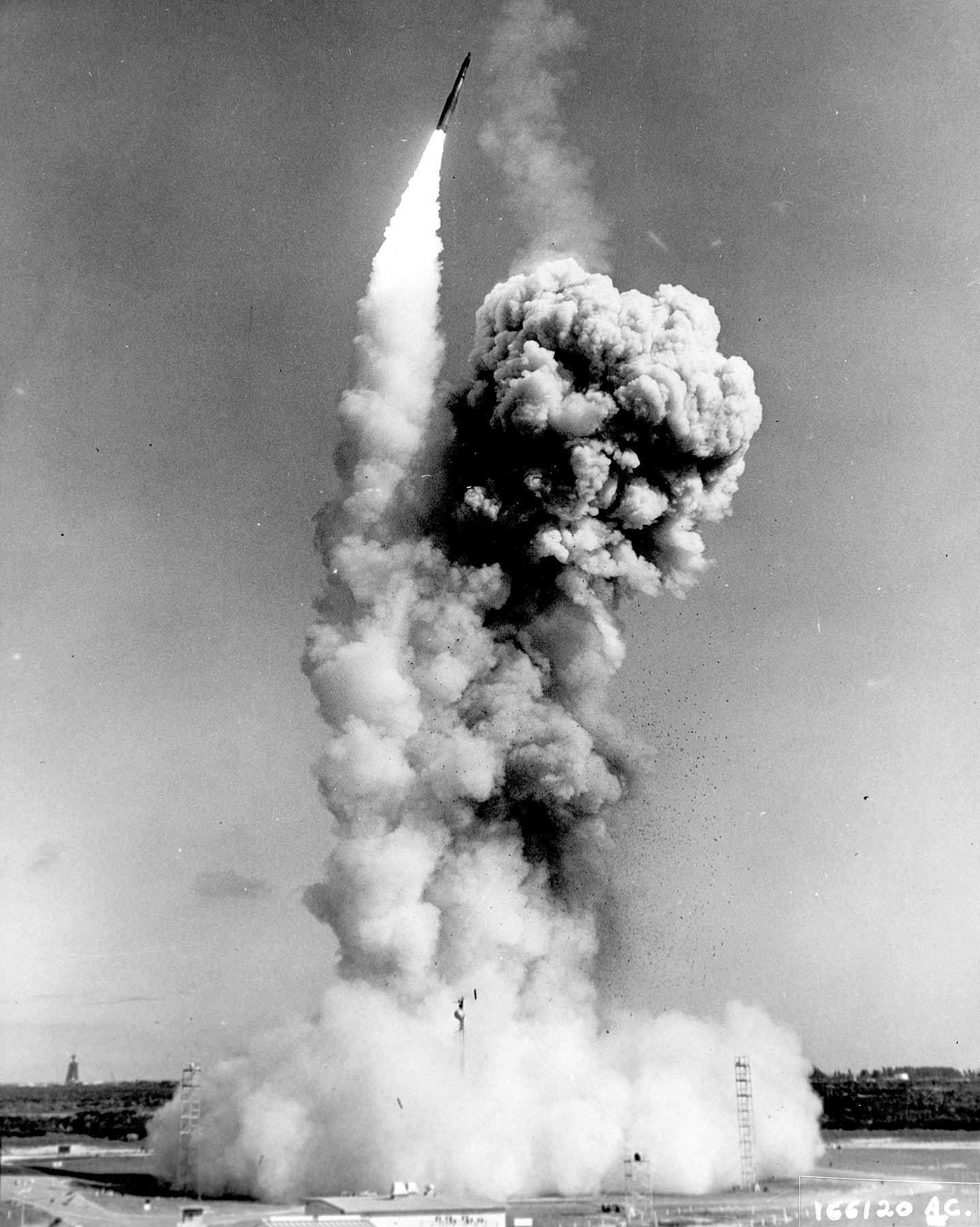
LGM-30 Minuteman
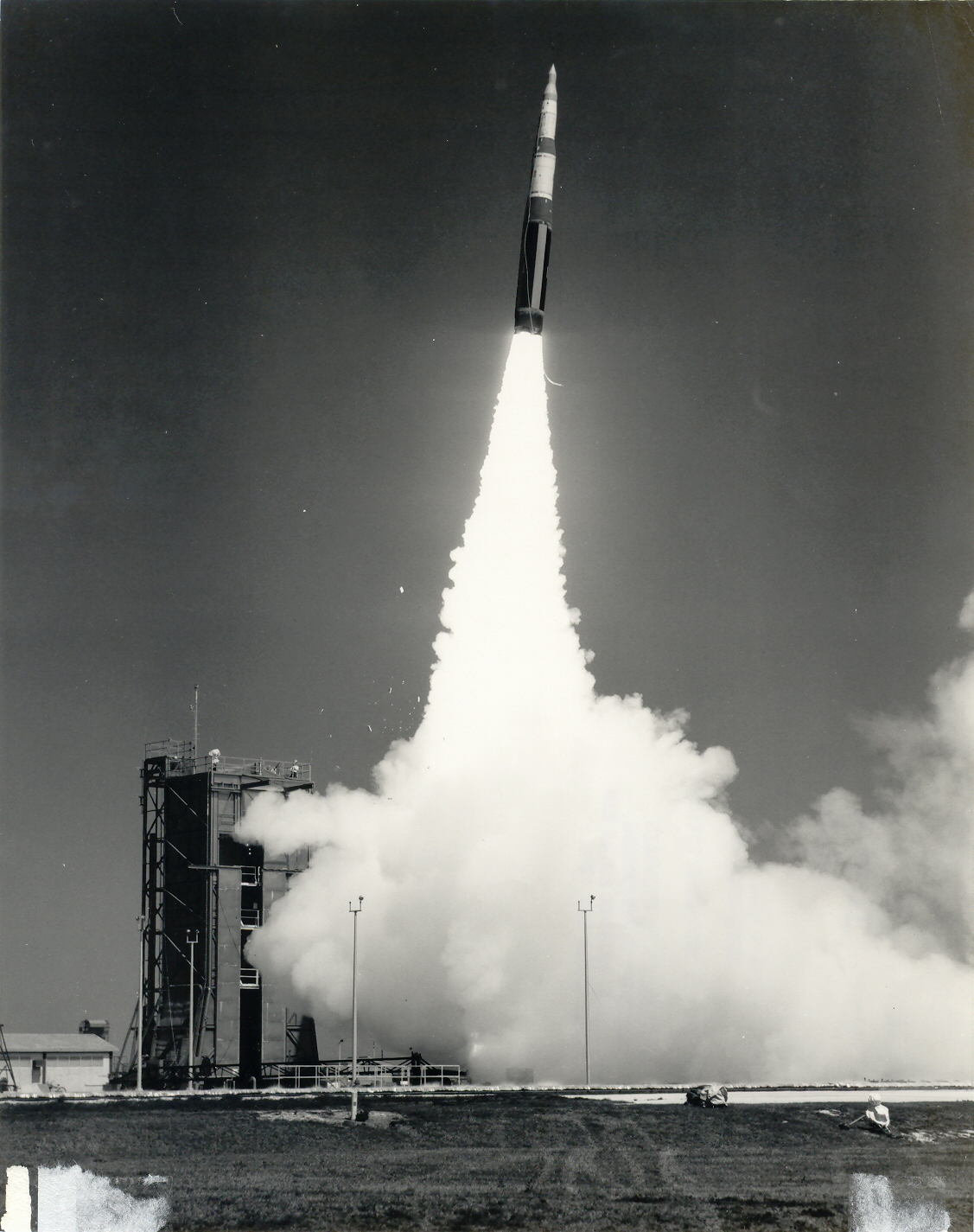
Minuteman II
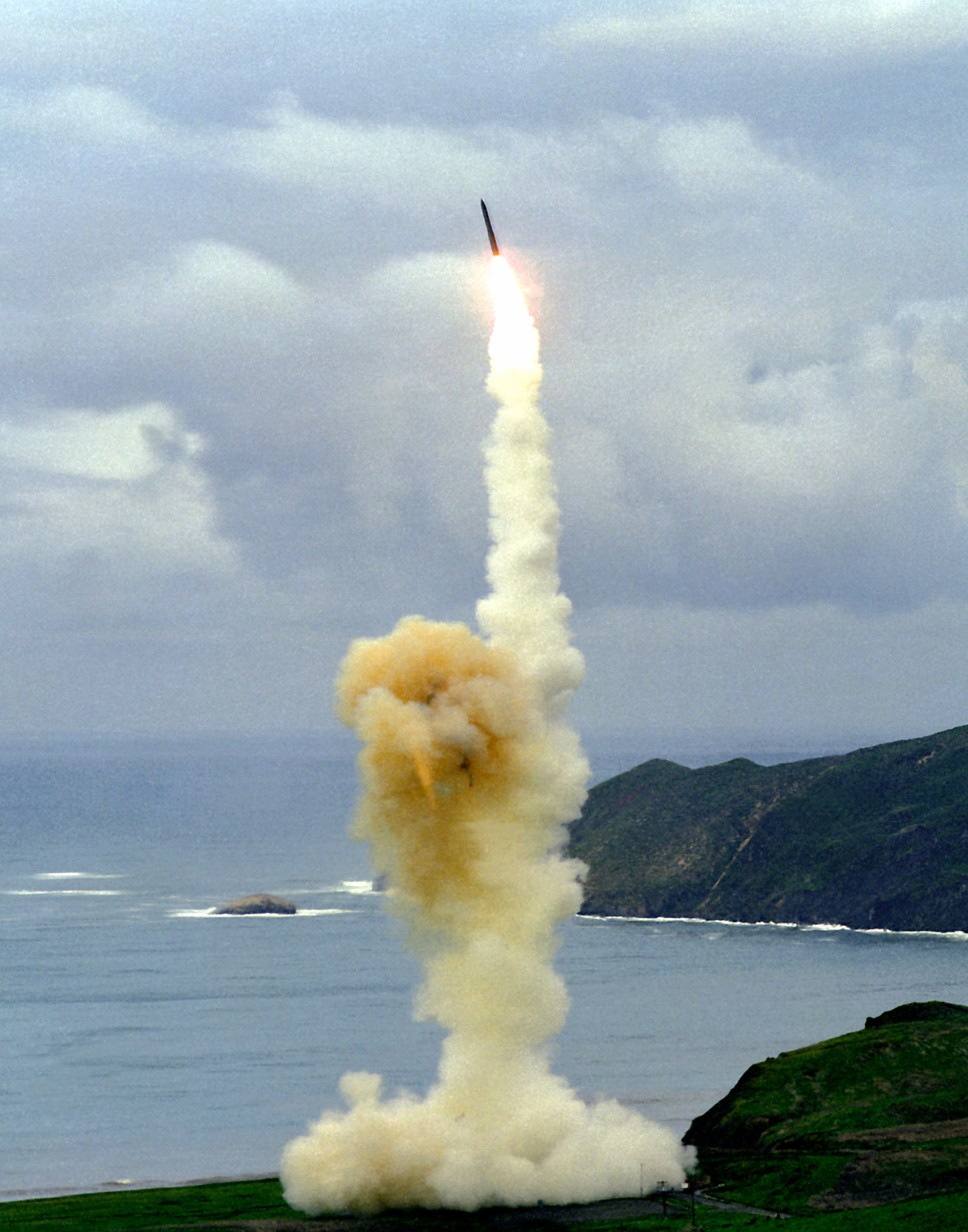
Minuteman III
MMRBM
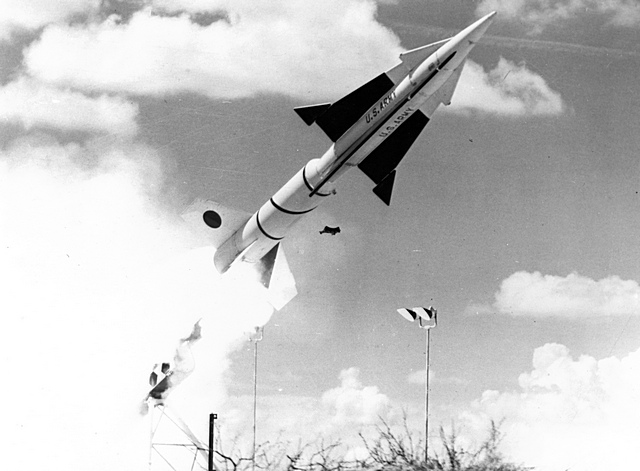
LIM-49 Nike Zeus
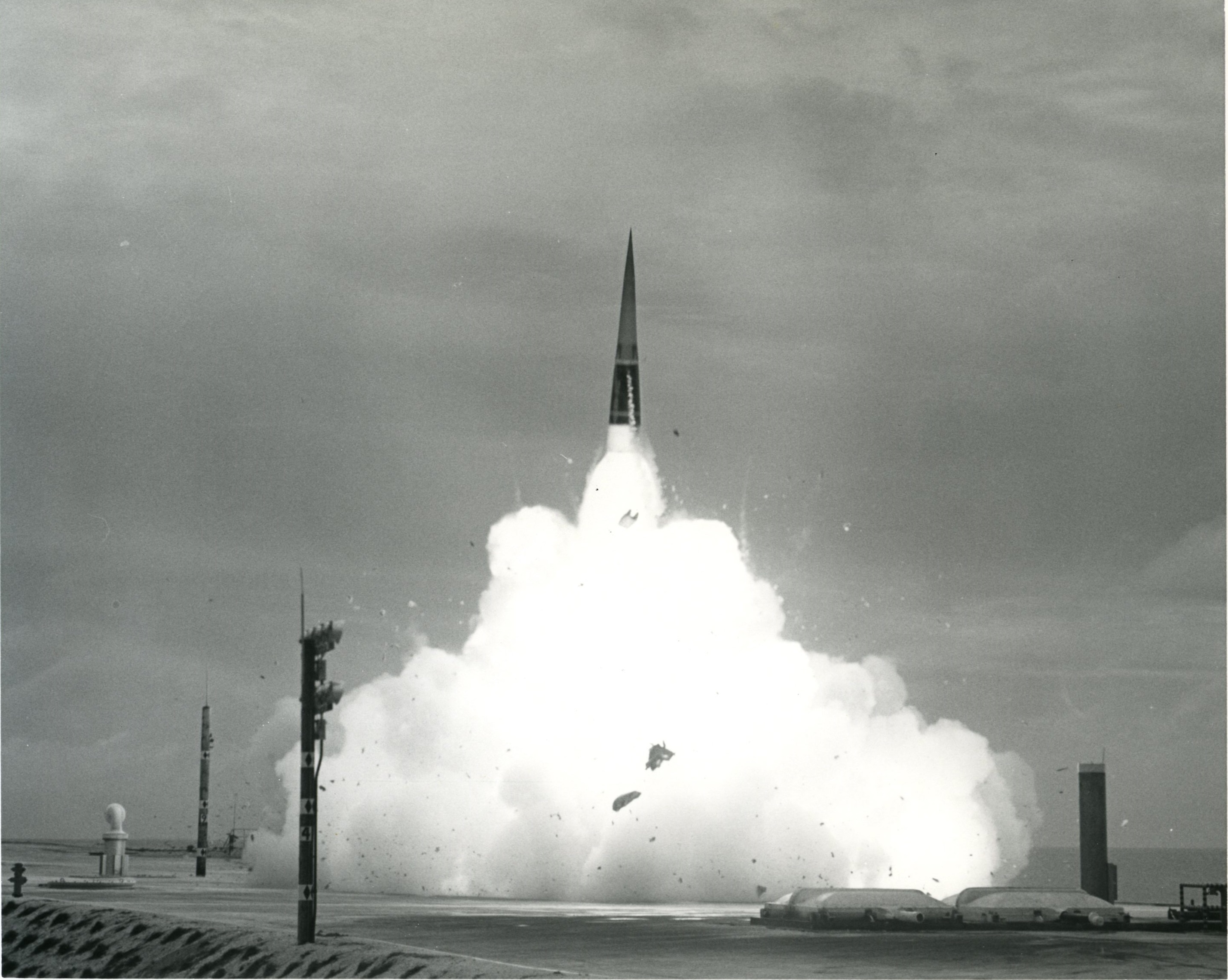
Nike-X
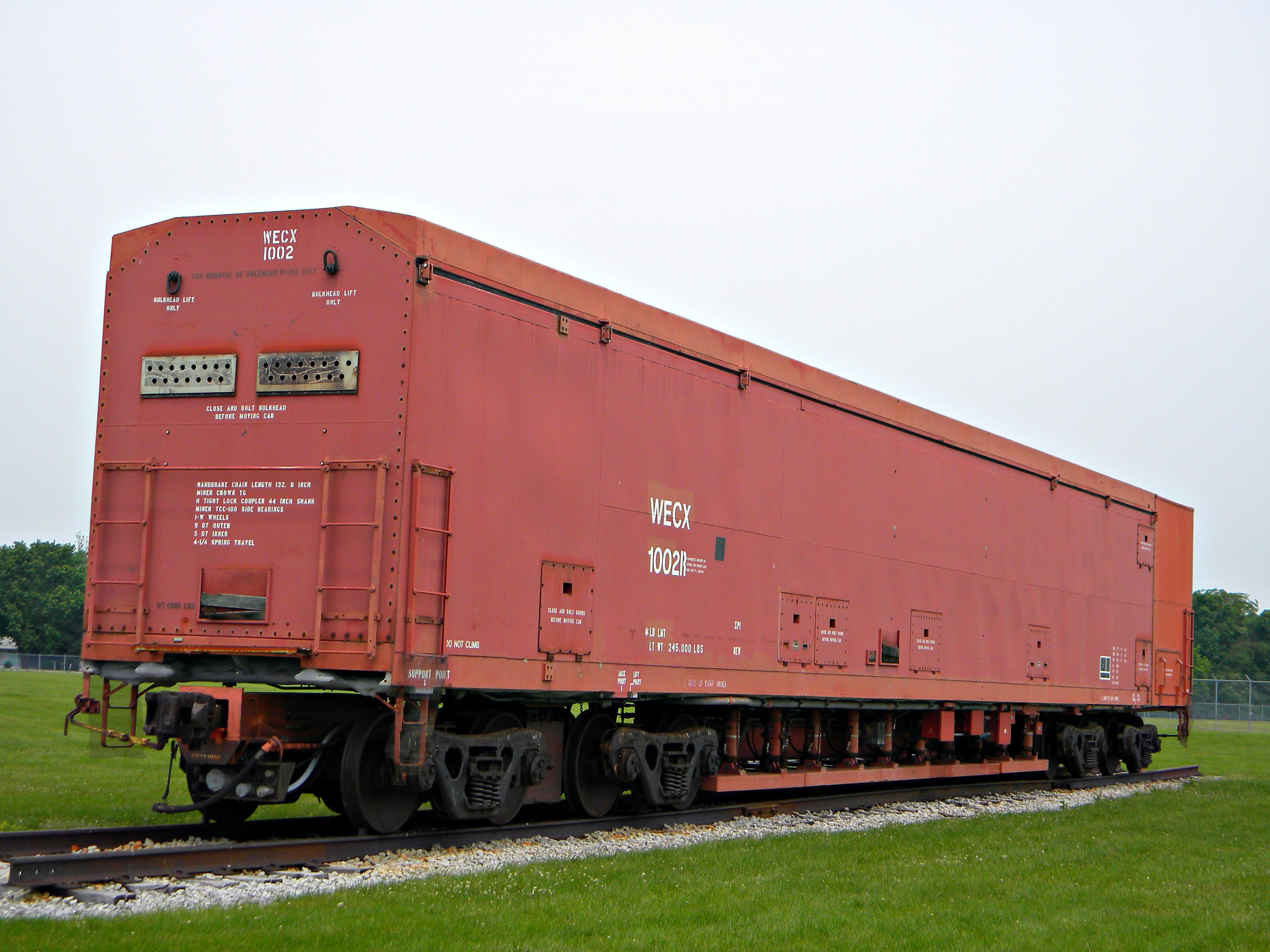
Peacekeeper Rail Garrison[en]
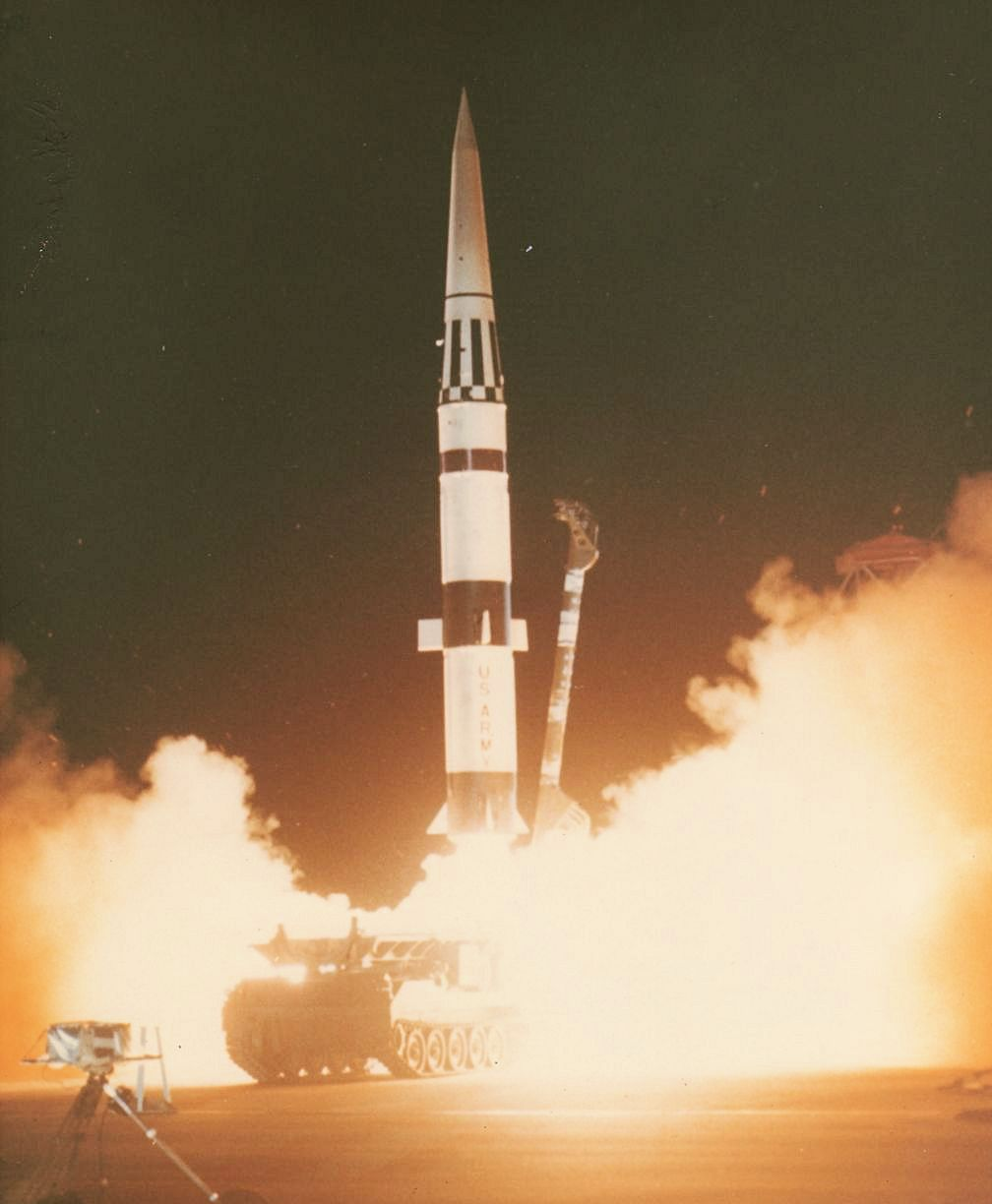
MGM-31 Pershing
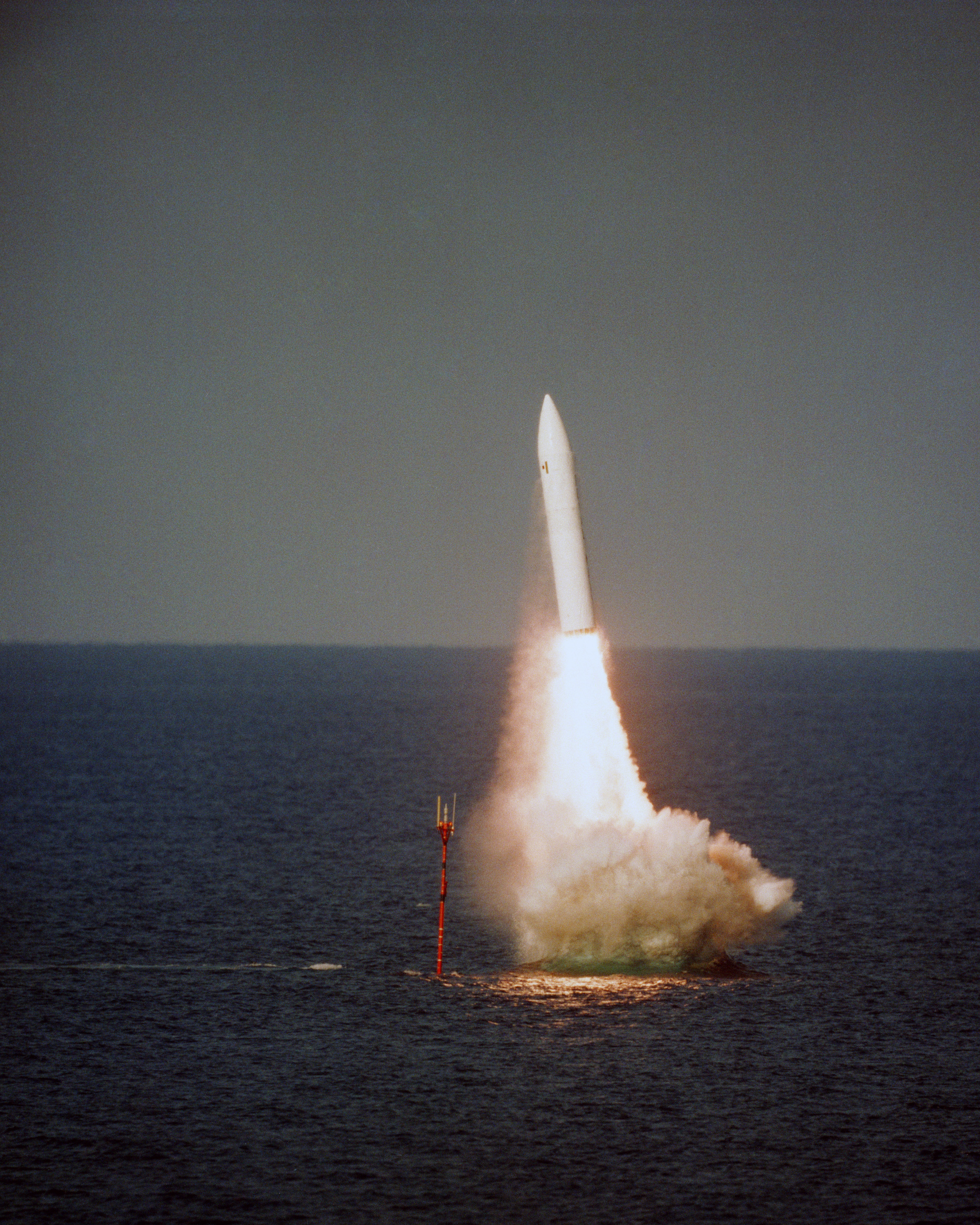
Polaris A-1
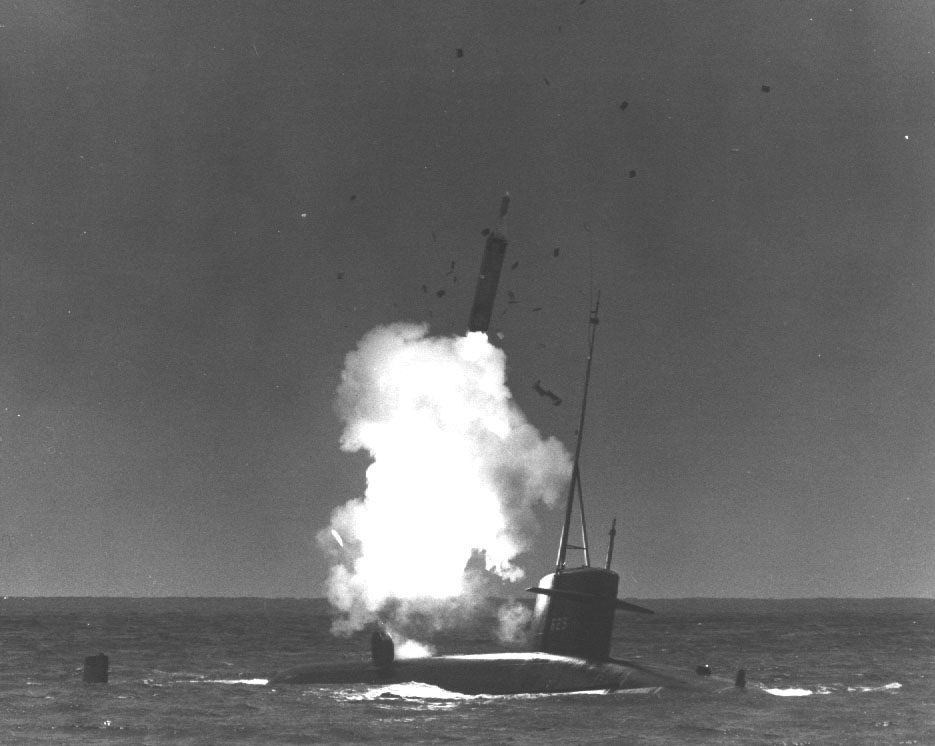
UGM-27B Polaris A-2[pl]
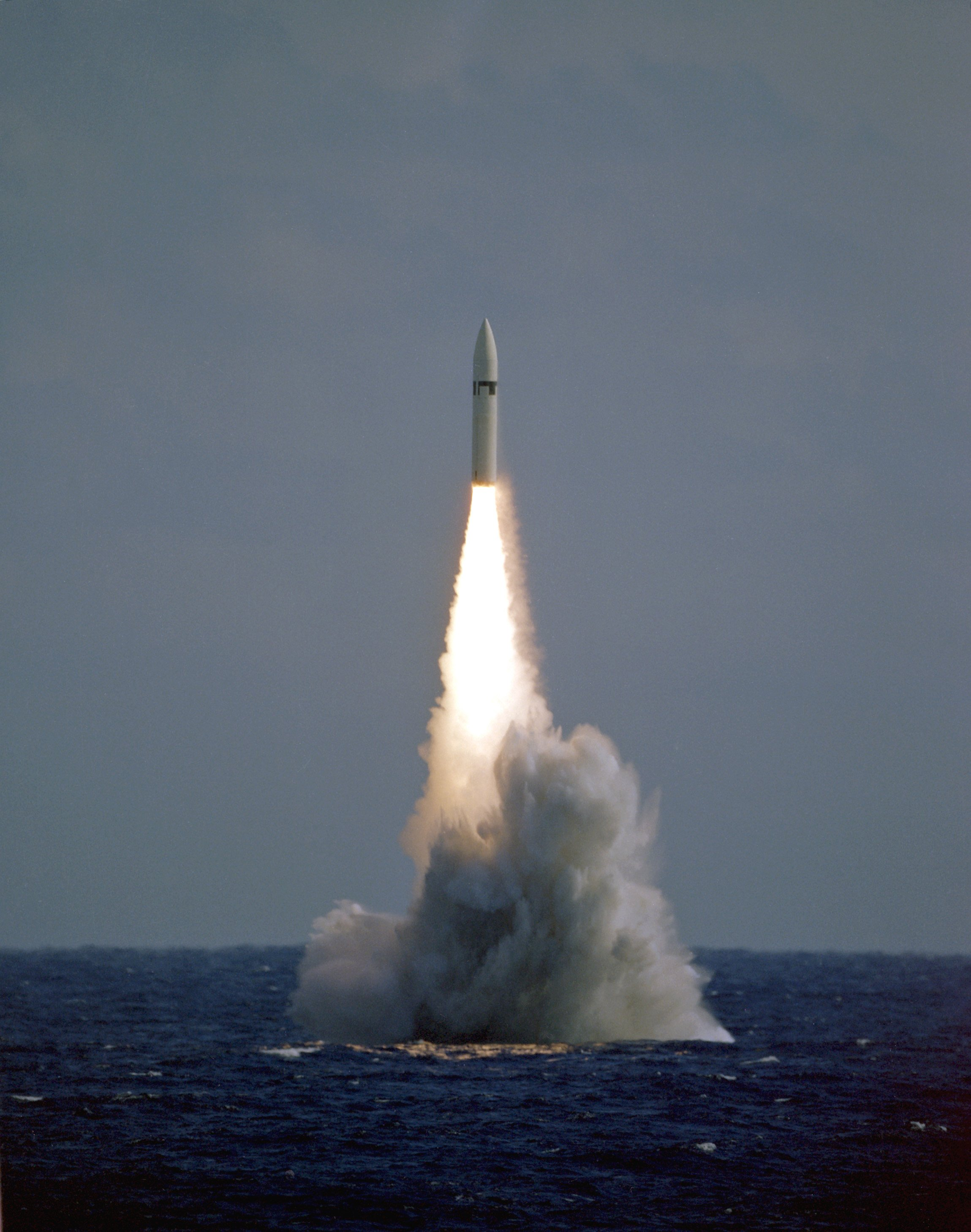
UGM-27C Polaris A-3[pl]
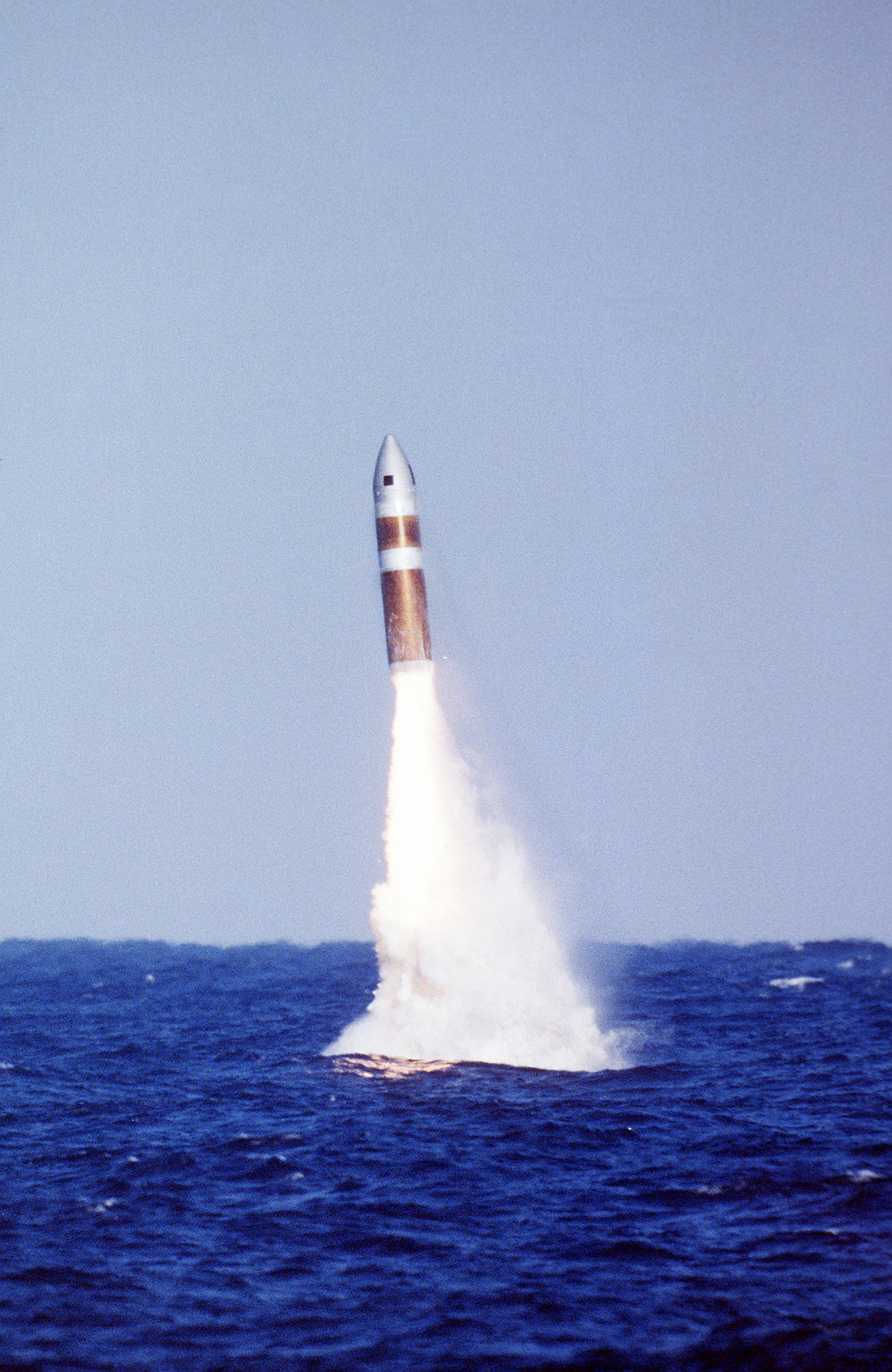
UGM-73 Посейдон
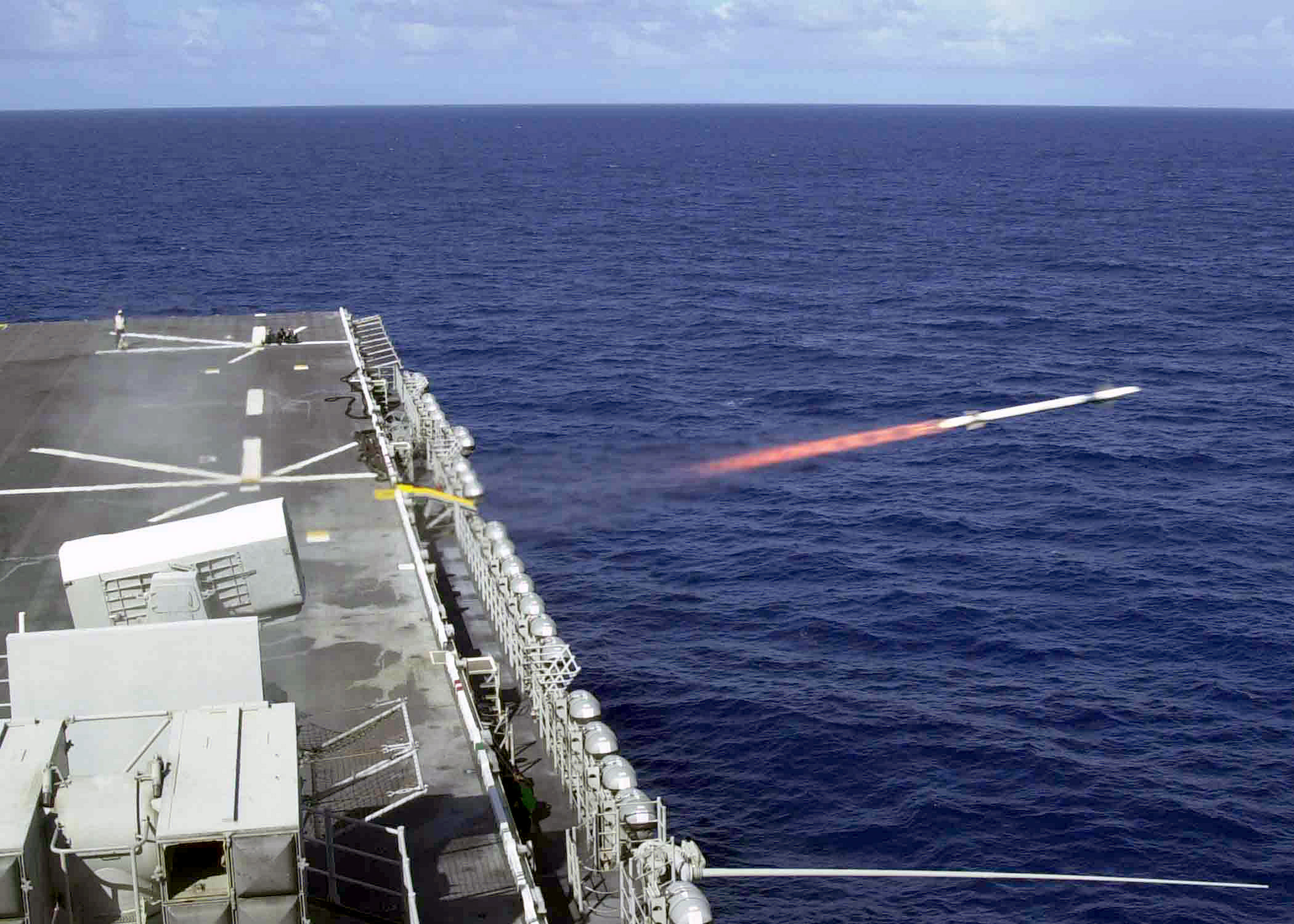
RIM-116 Rolling Airframe Missile
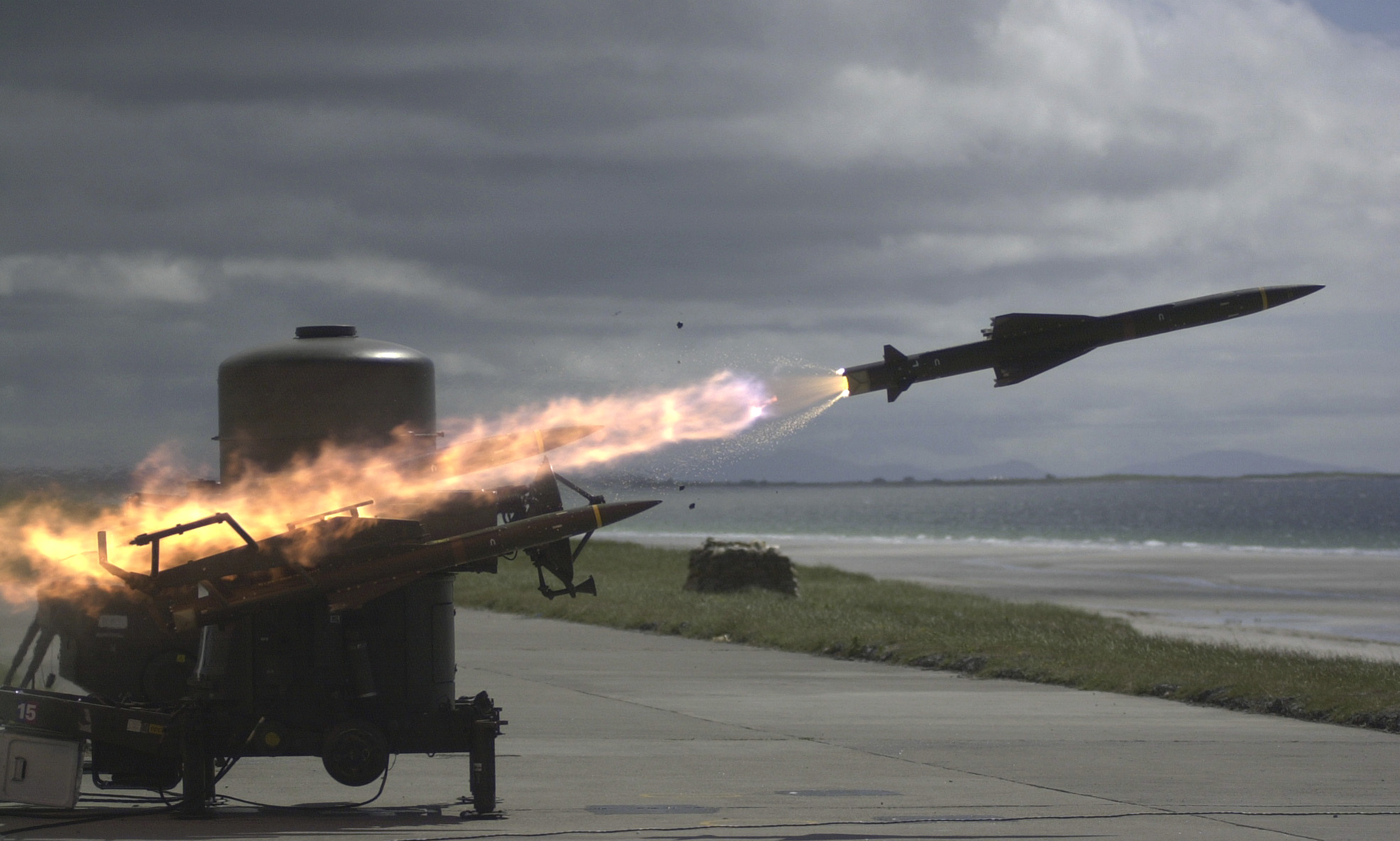
Rapier
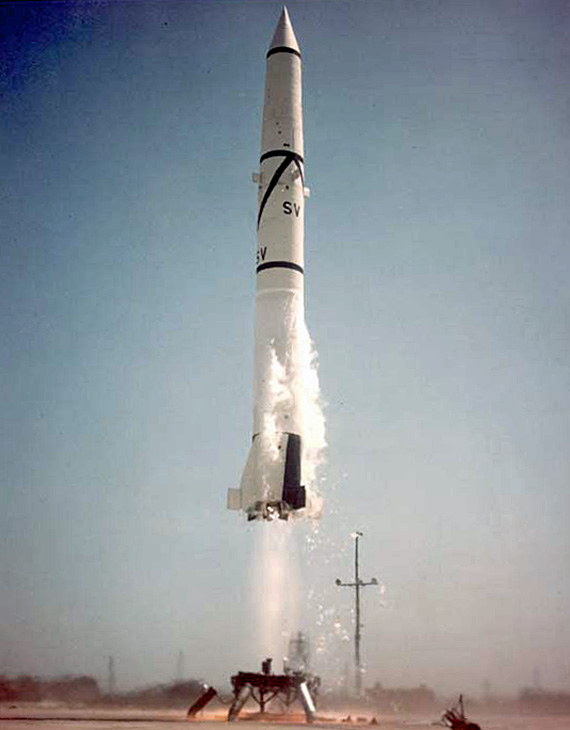
PGM-11 Redstone[en]
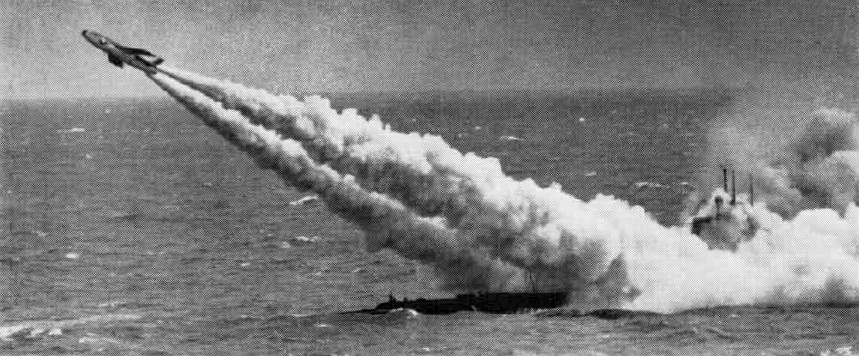
SSM-N-8 Regulus[en]
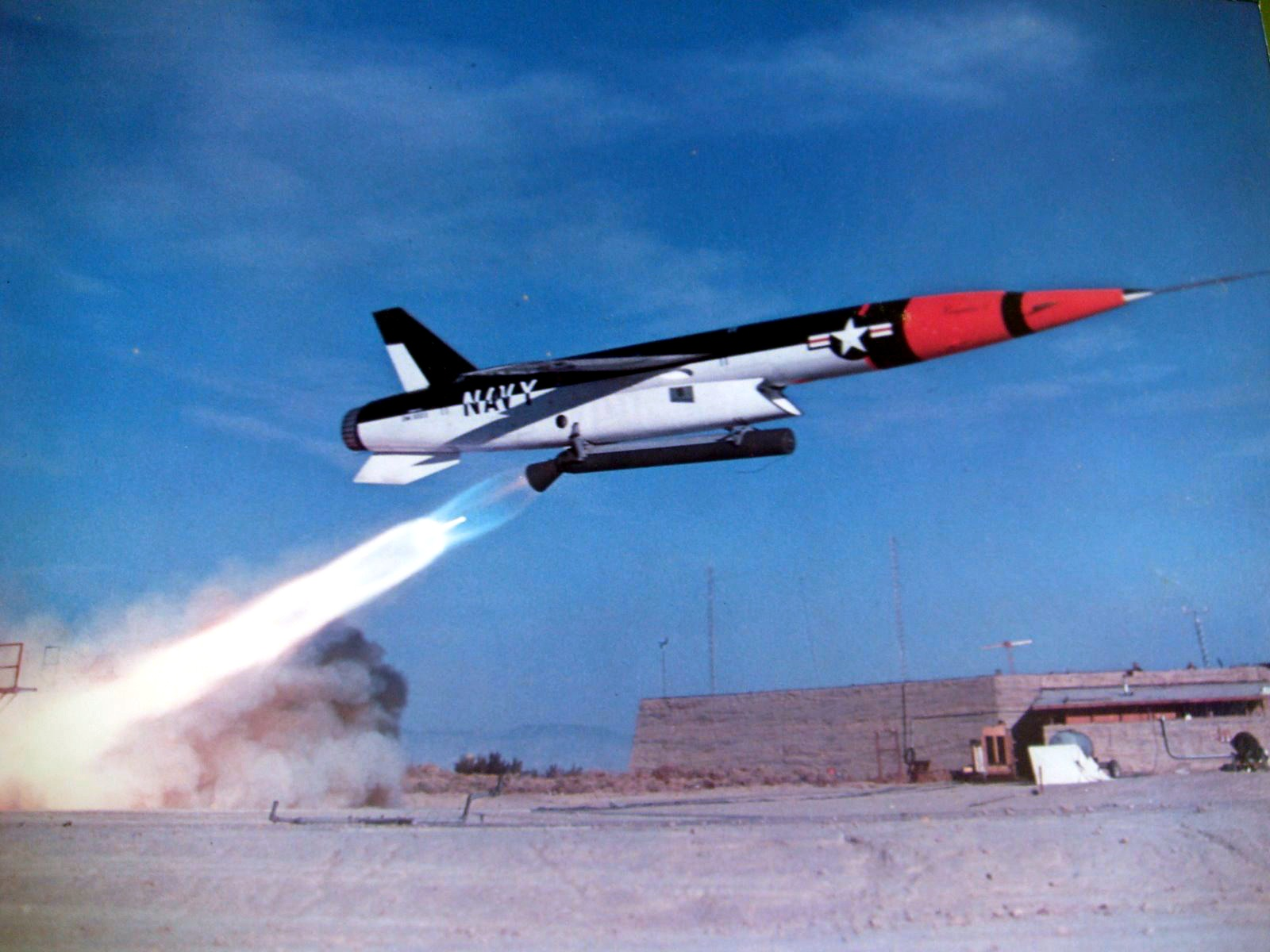
SSM-N-9 Regulus II[en]
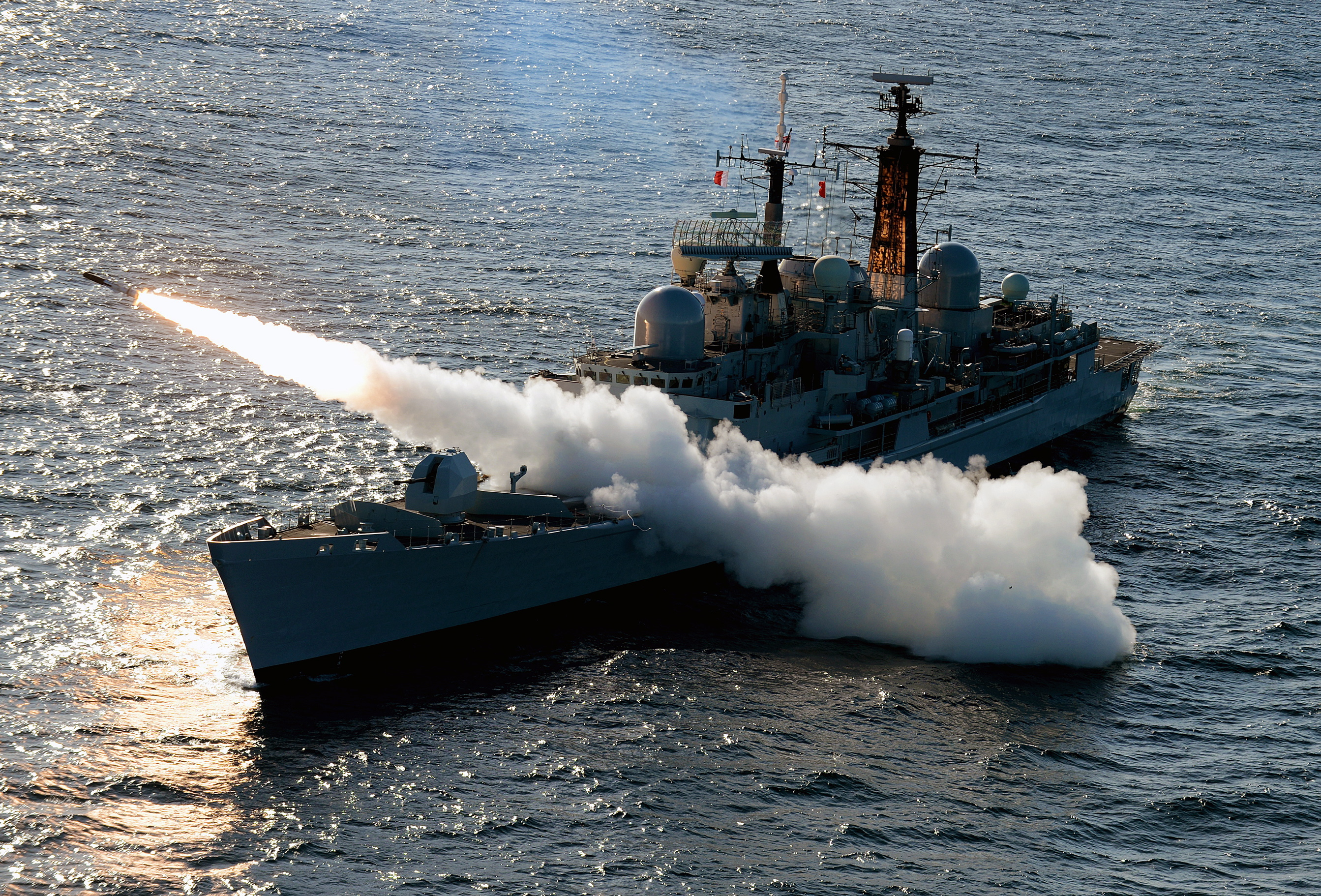
Sea Dart[en]
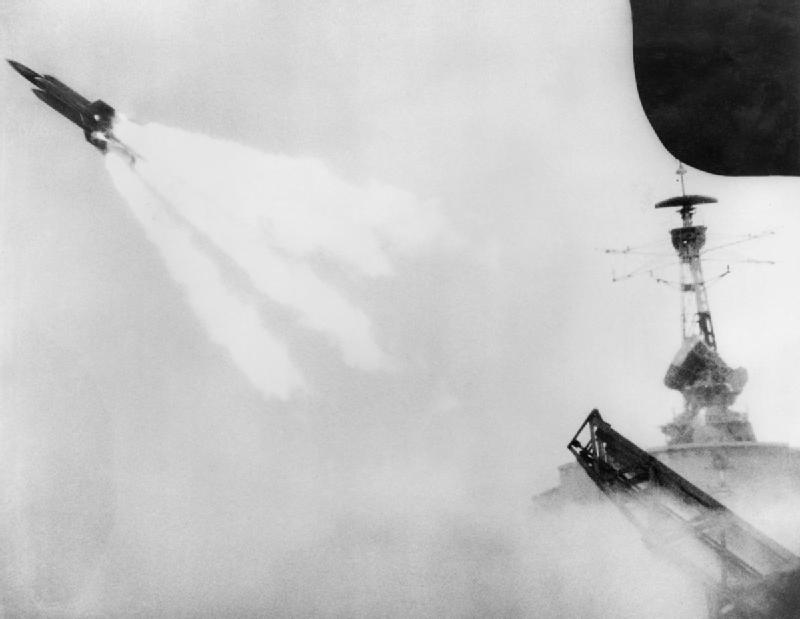
Sea Slug[en]
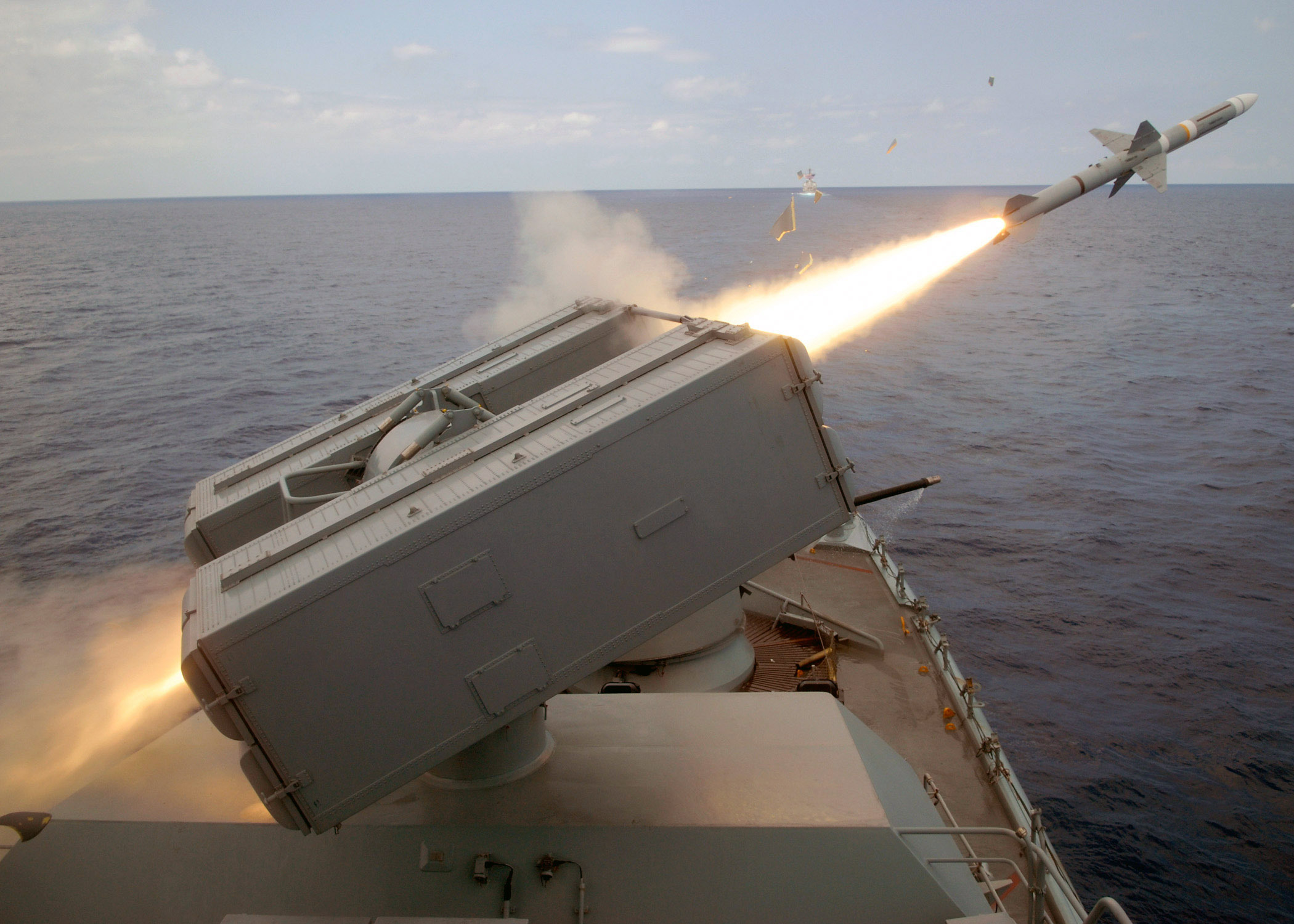
RIM-7 Sea Sparrow
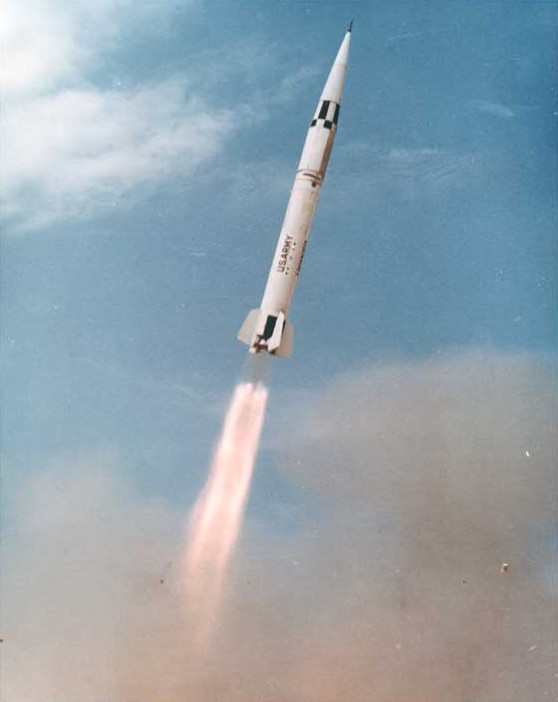
MGM-29 Sergeant[en]
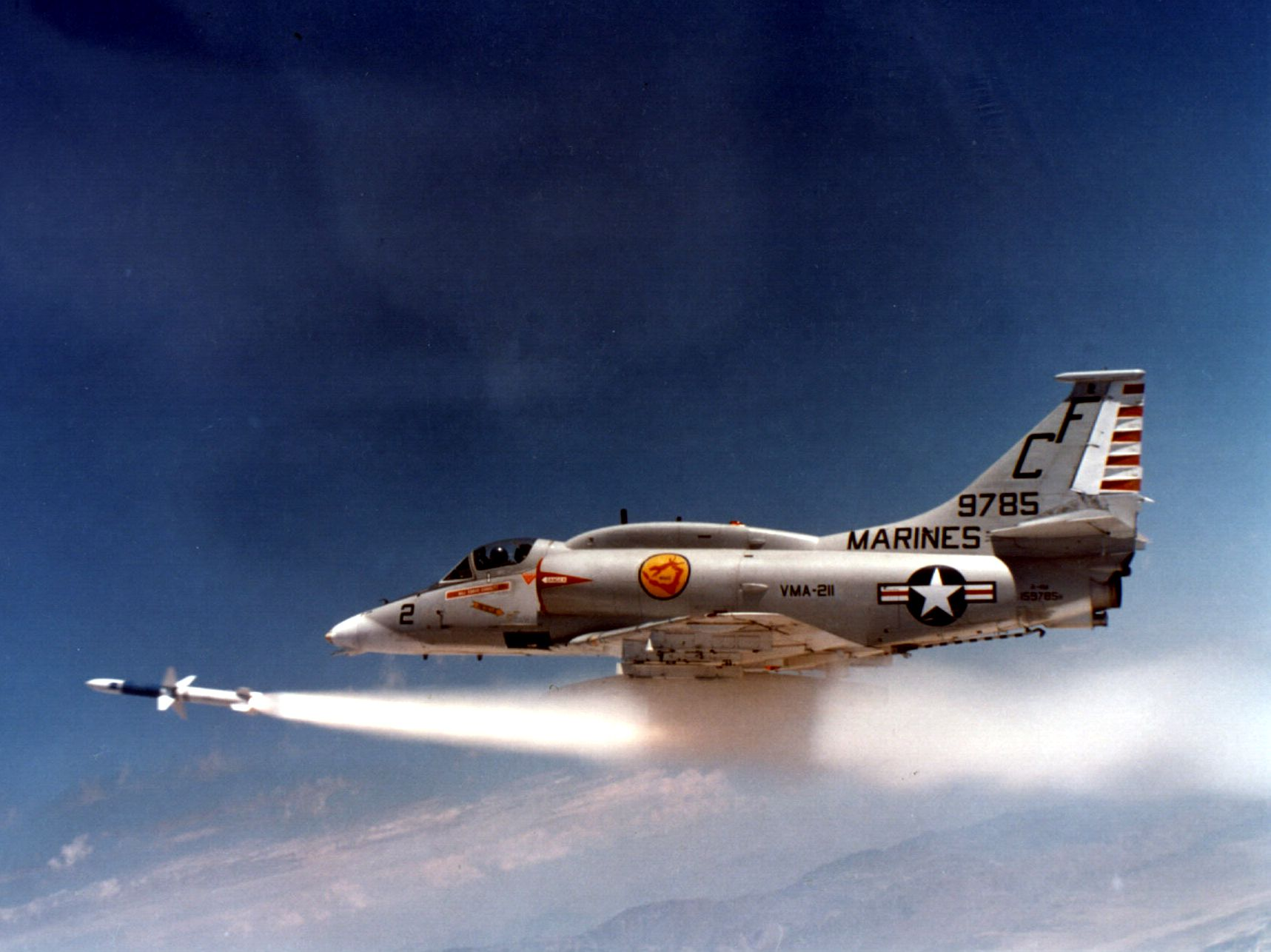
AGM-45 Shrike
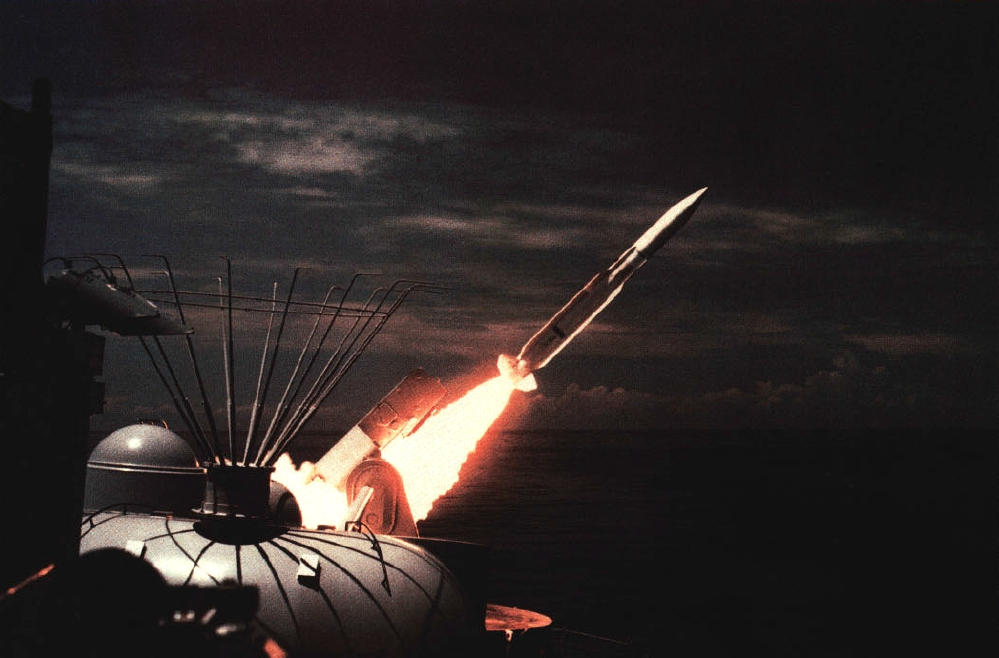
SM-1[en]
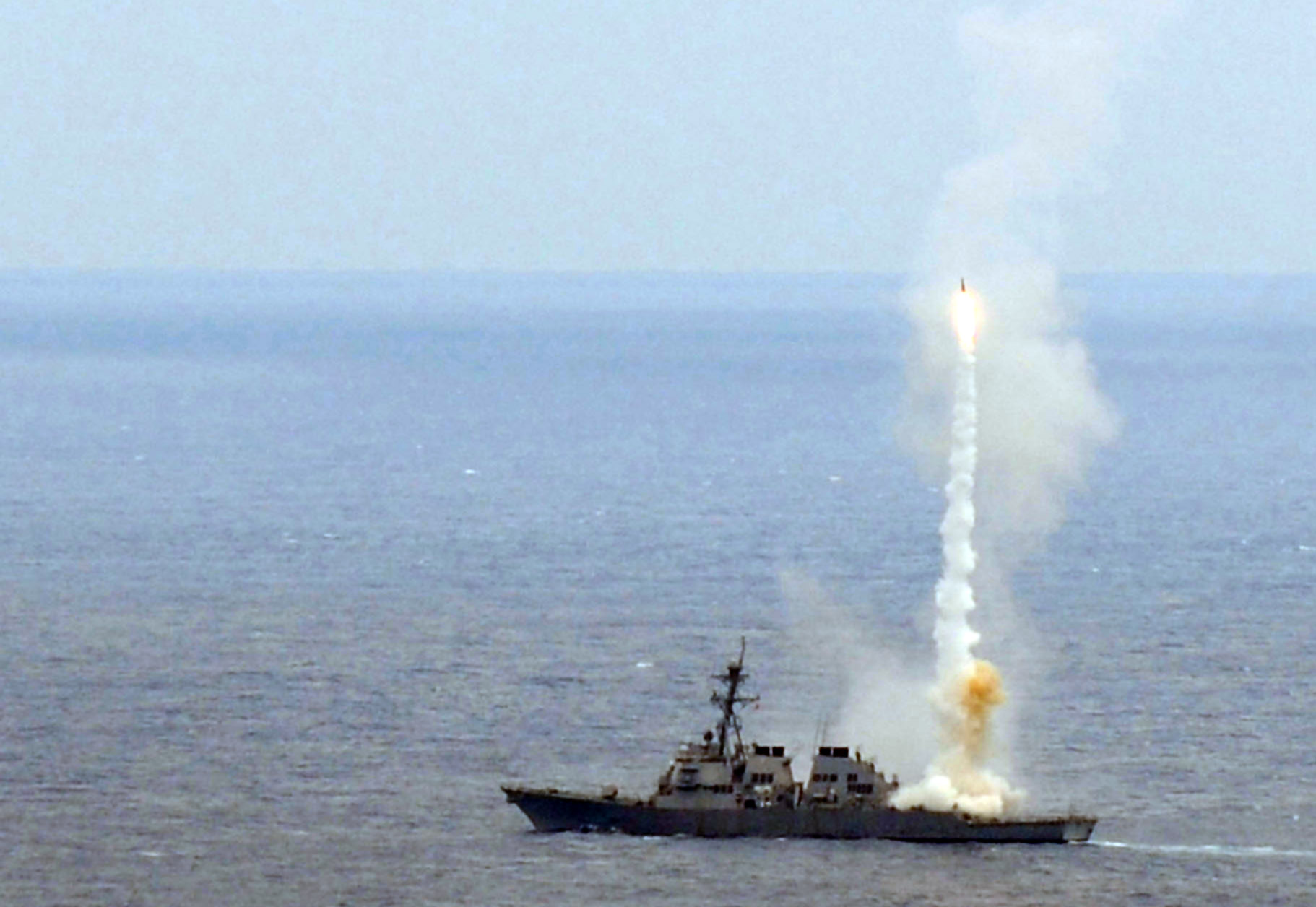
RIM-67 Standard
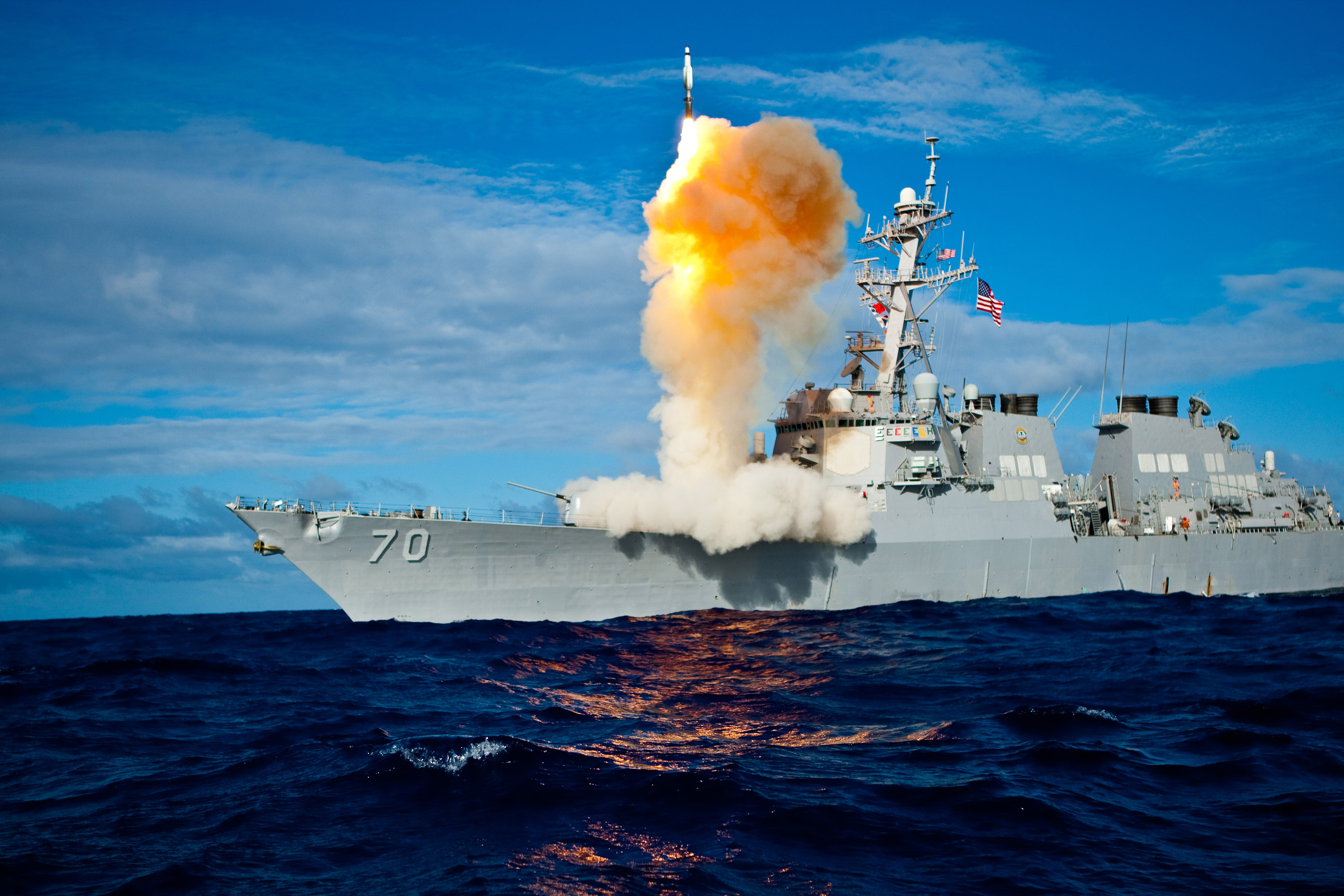
RIM-161 Standard Missile 3
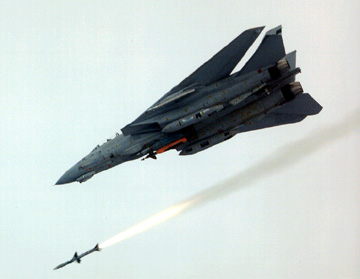
AIM-7 Sparrow
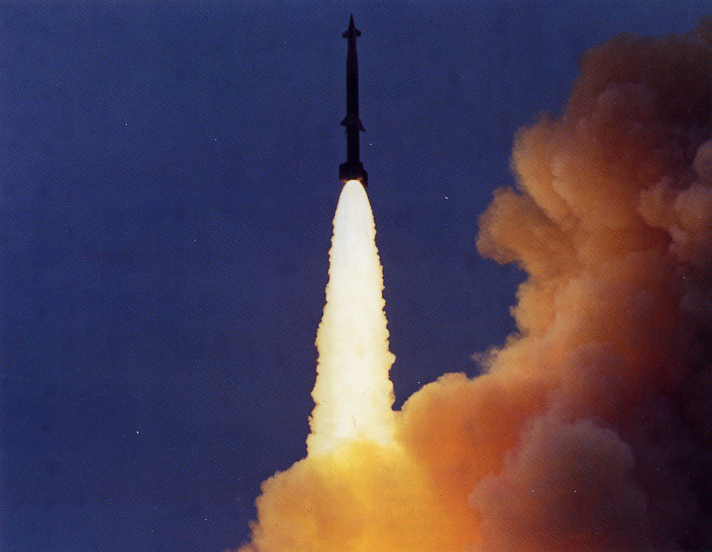
LIM-49A Spartan
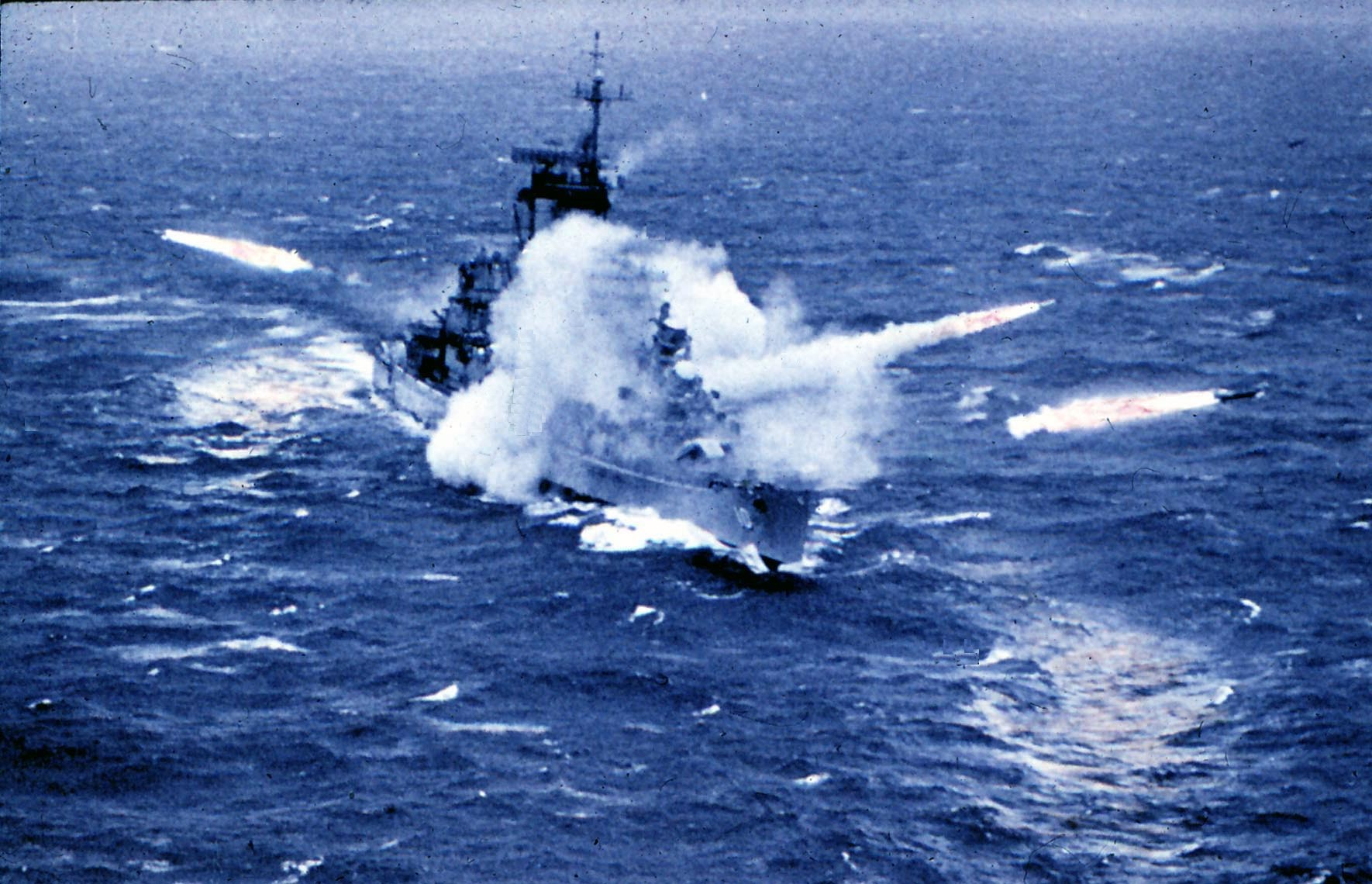
RIM-8 Talos
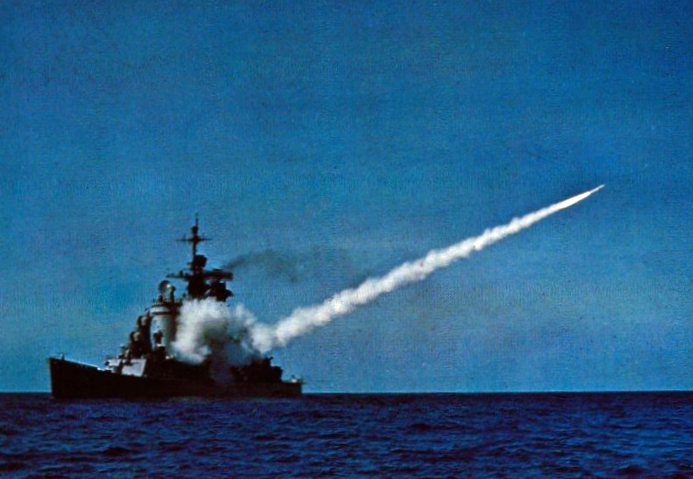
RIM-24 Tartar[en]
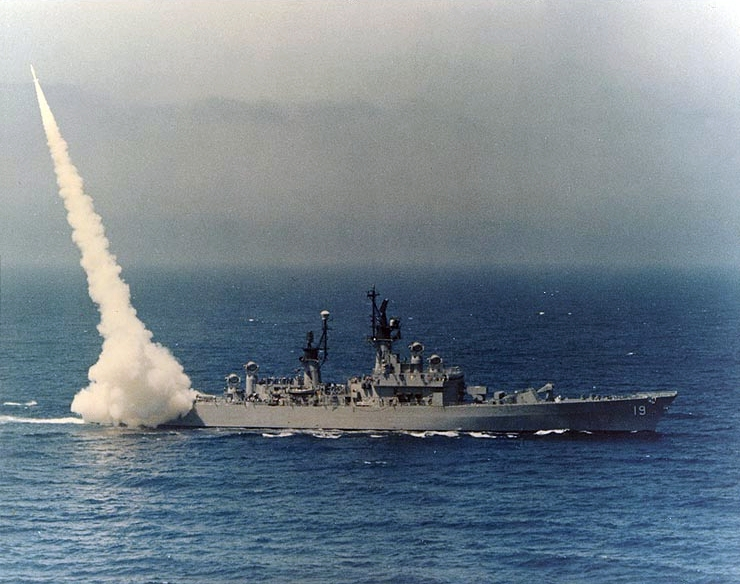
RIM-2 Terrier
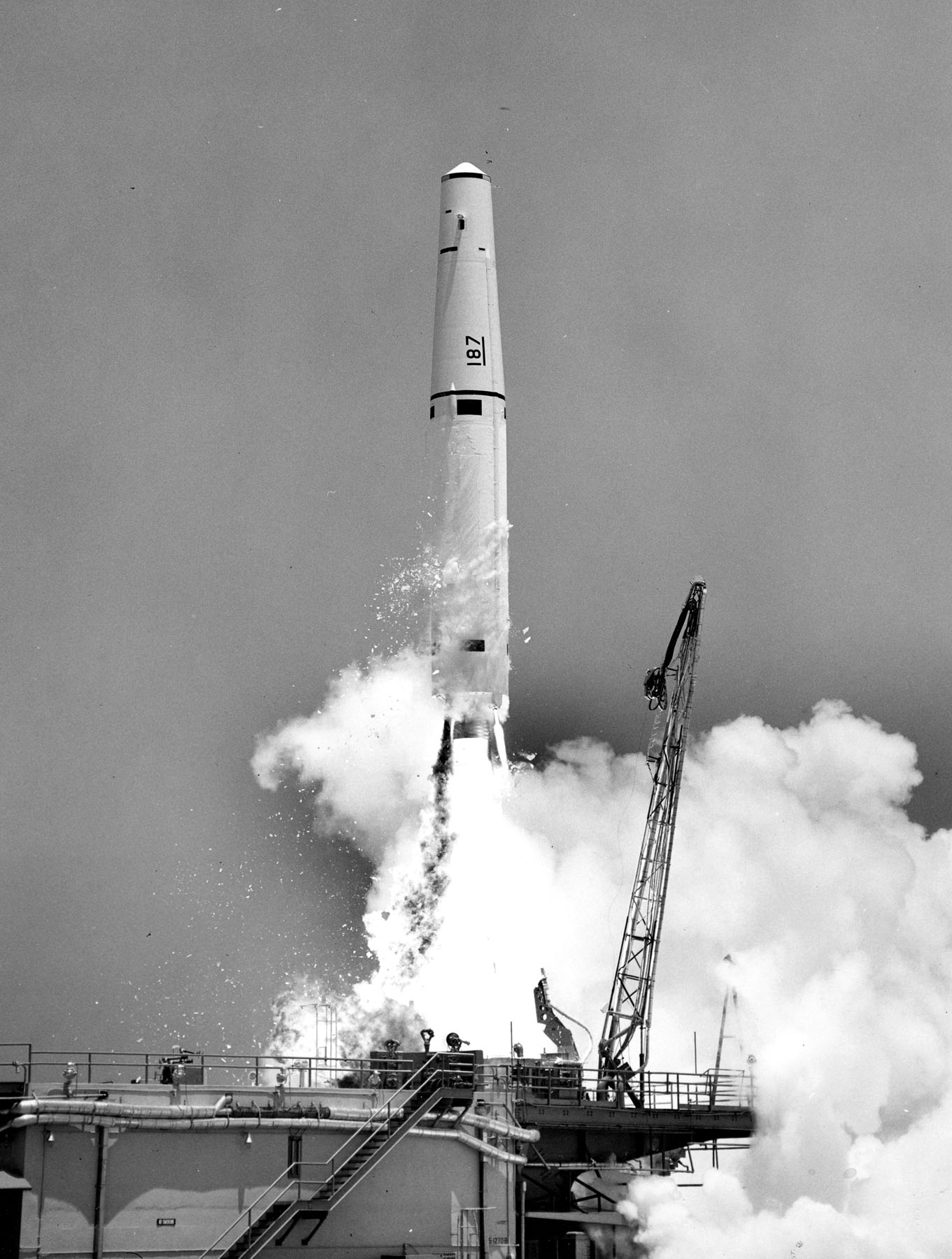
PGM-17 Thor[en]
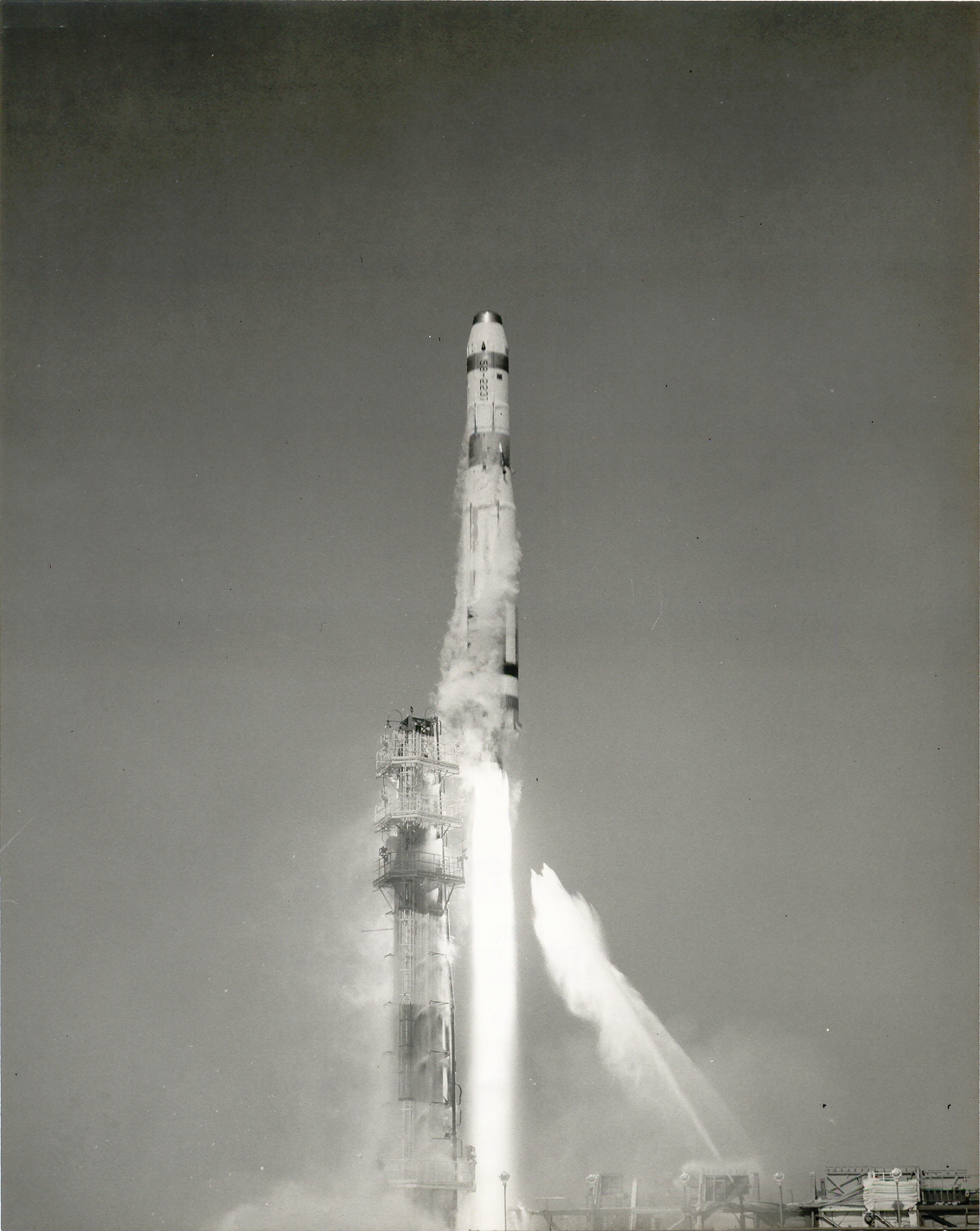
LGM-25 Titan[en]
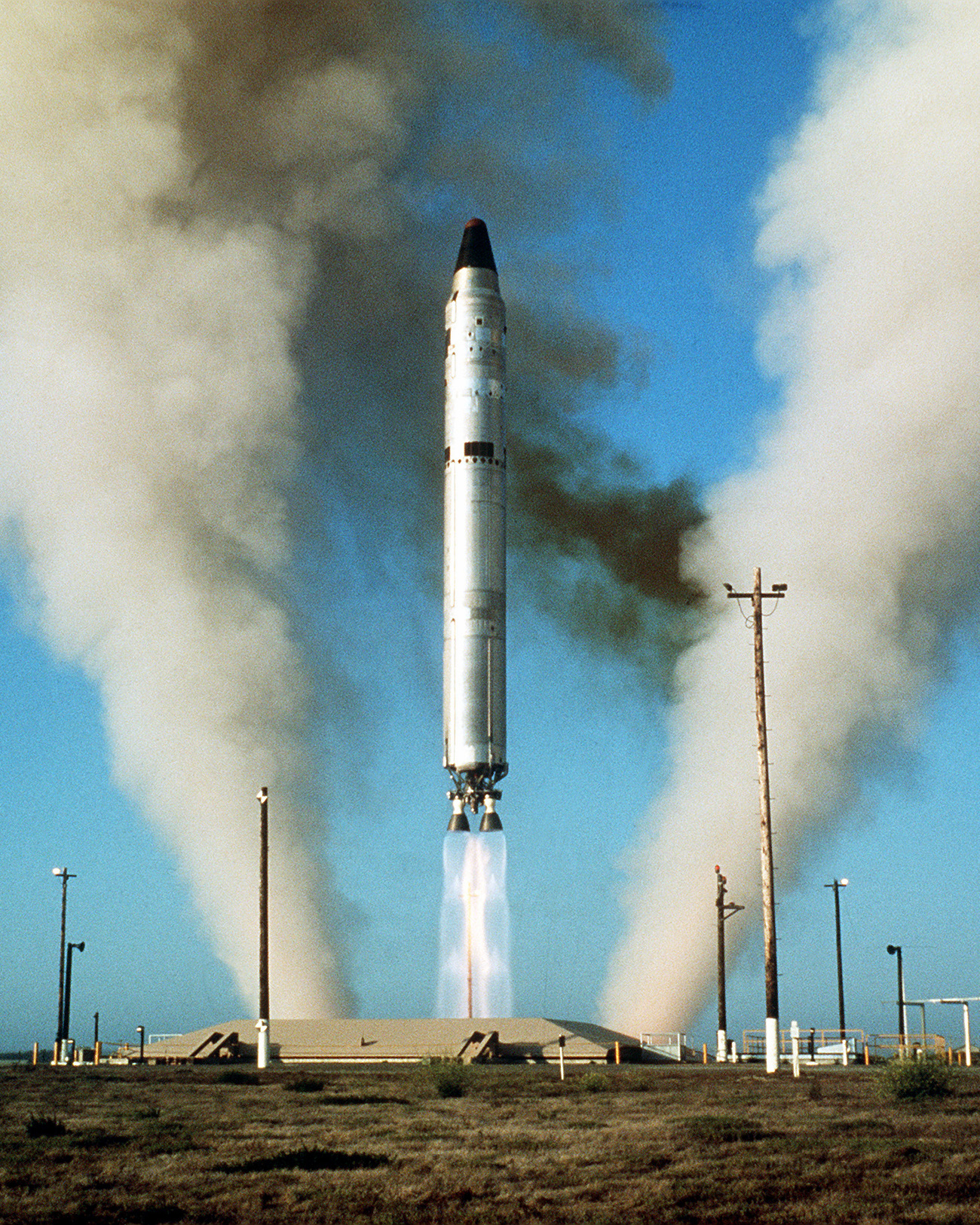
LGM-25C Titan II
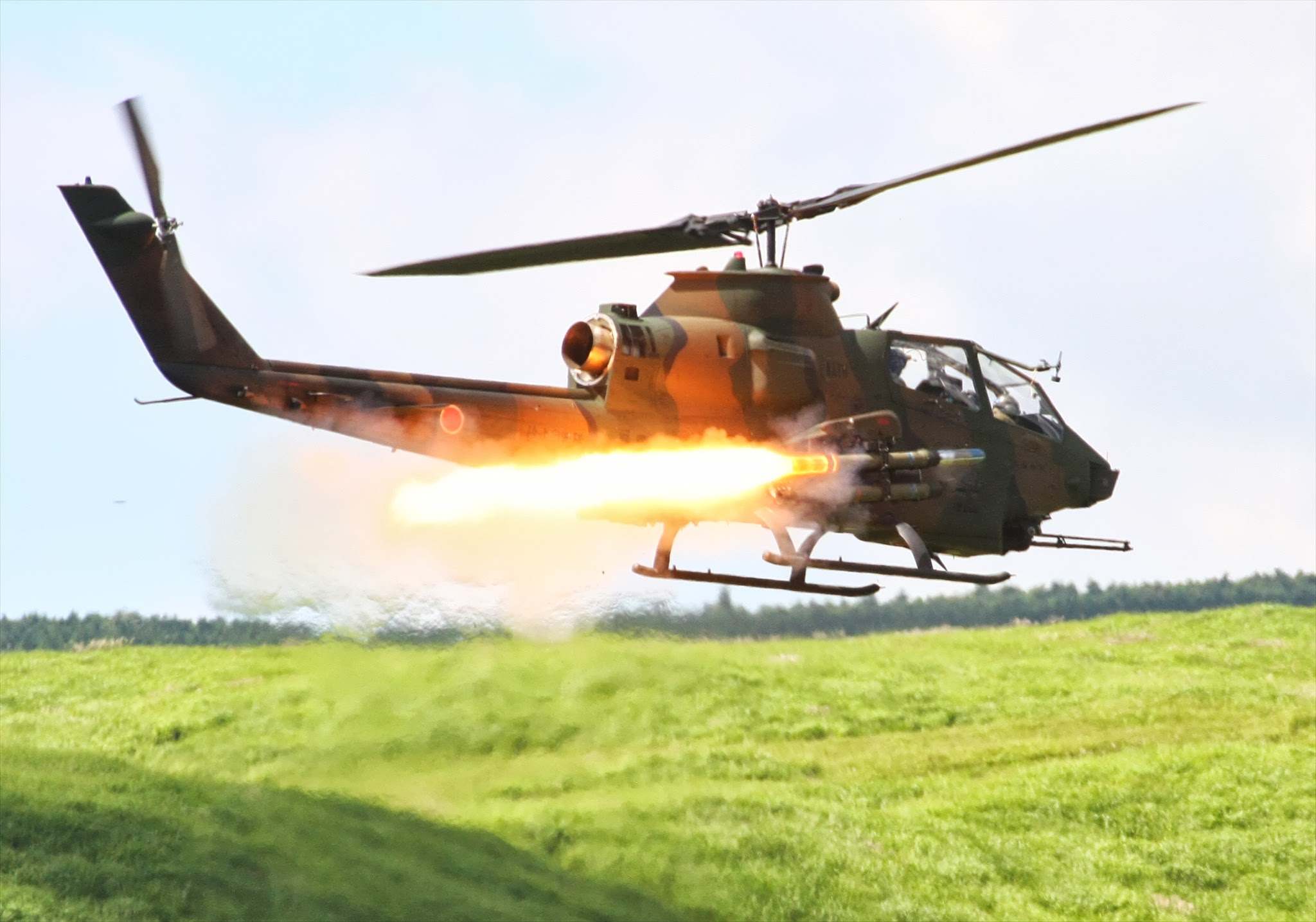
BGM-71 TOW
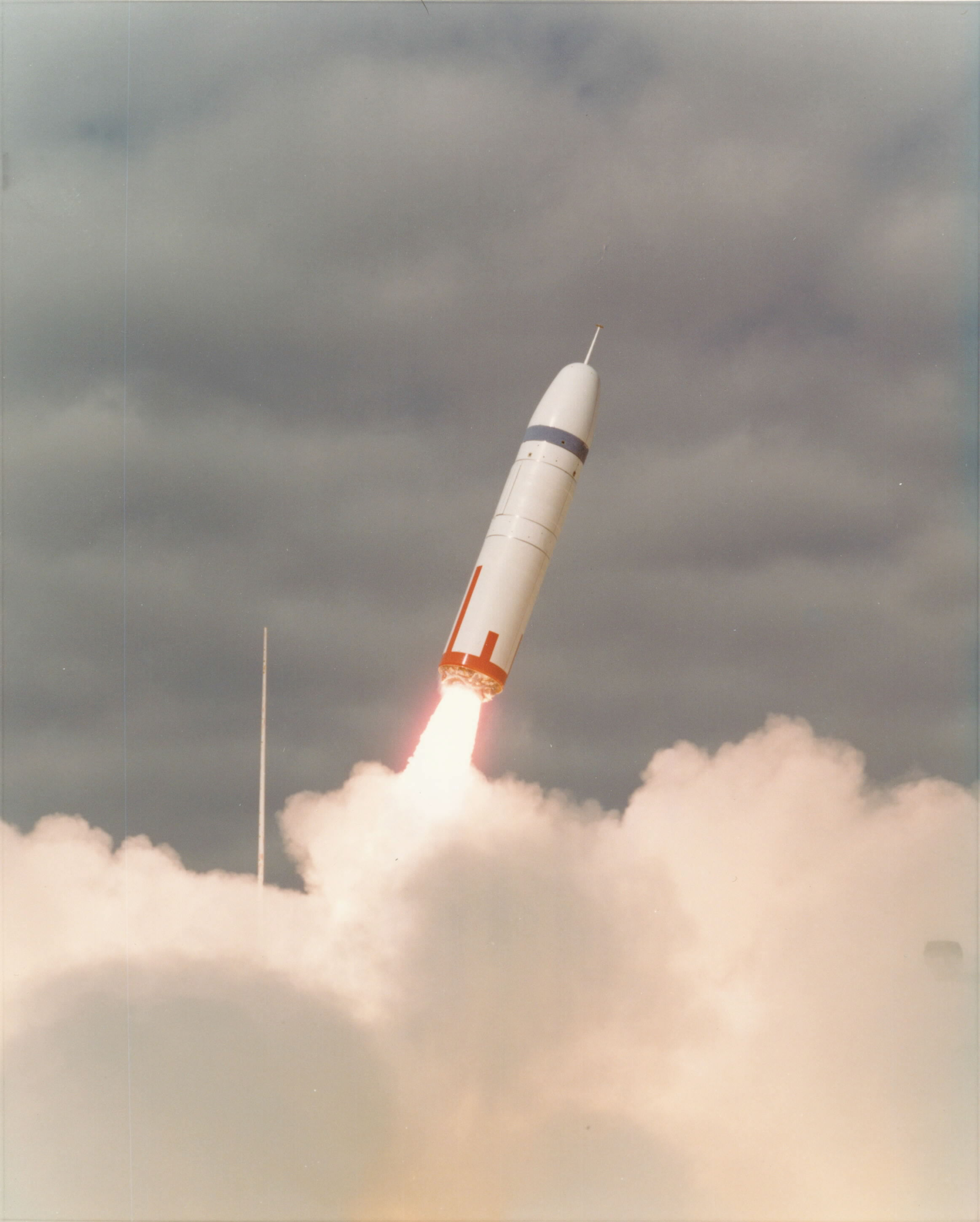
UGM-96 Trident I
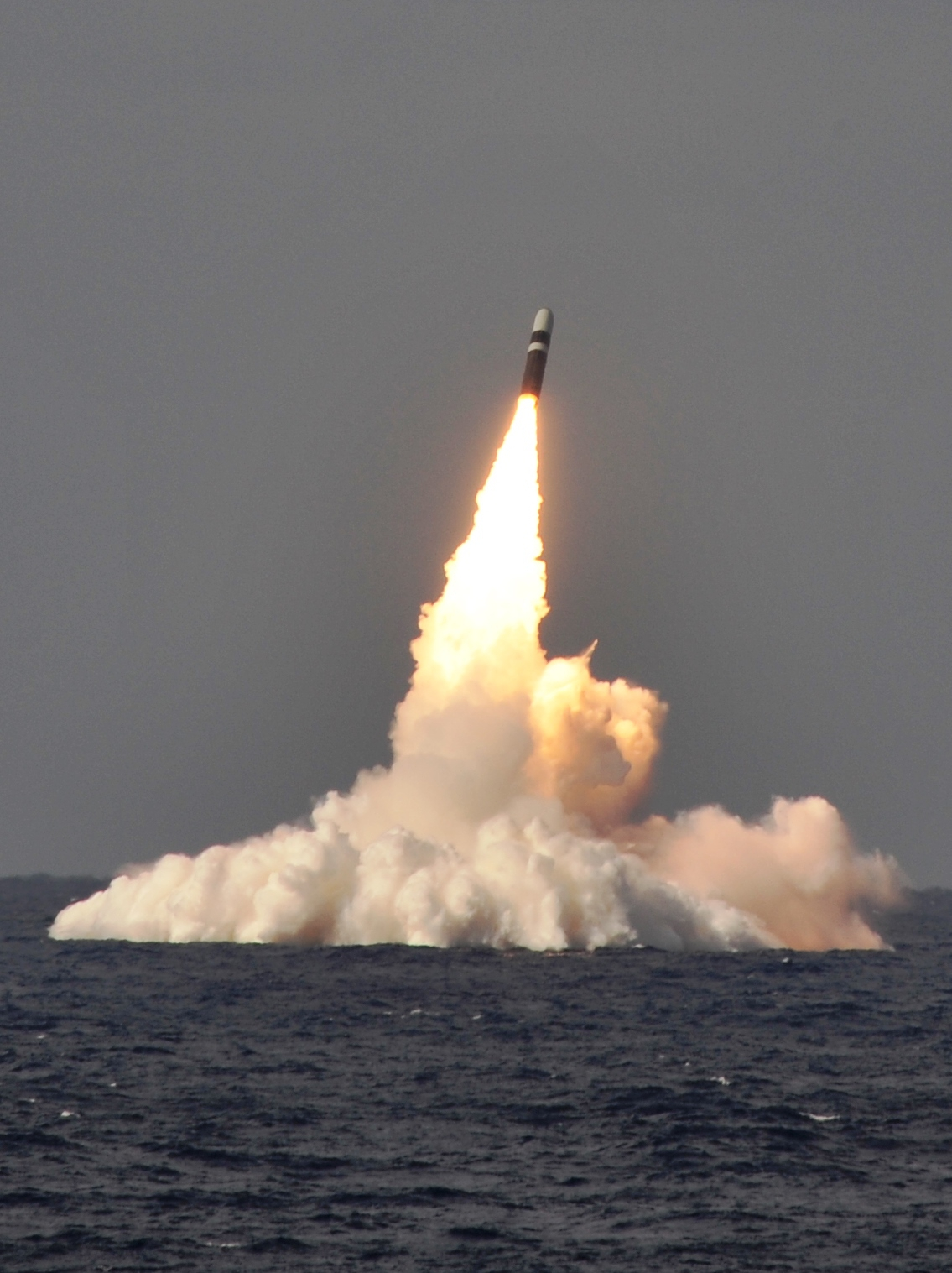
Trident II
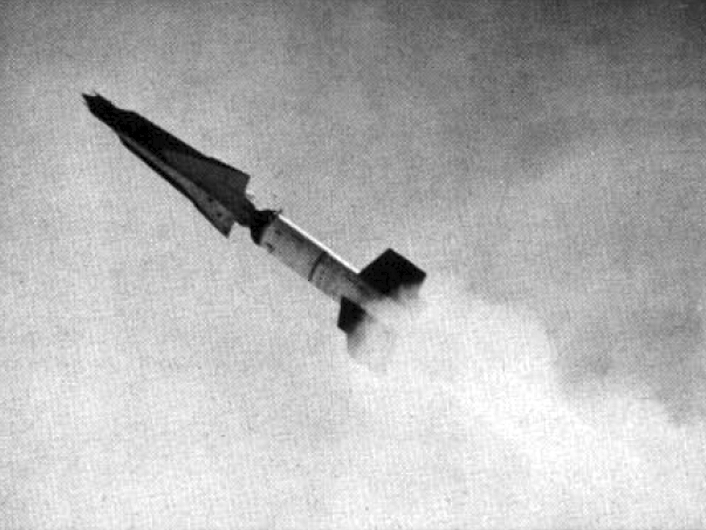
Typhon LR
Typhon MR

### Автоматизовані системи керування

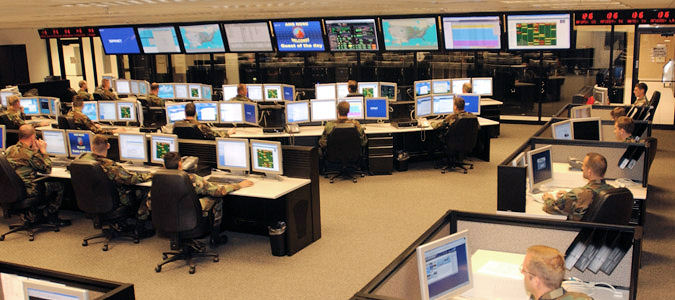
AN/GSQ-272
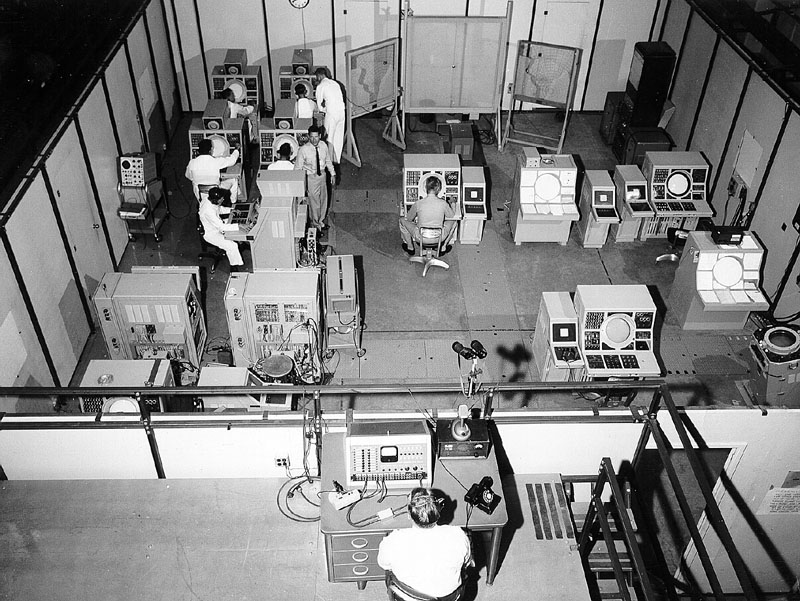
AN/USQ-17[en]
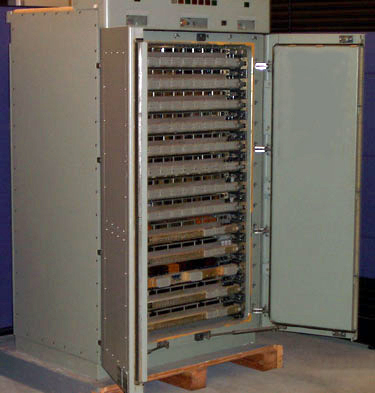
AN/USQ-20[en]
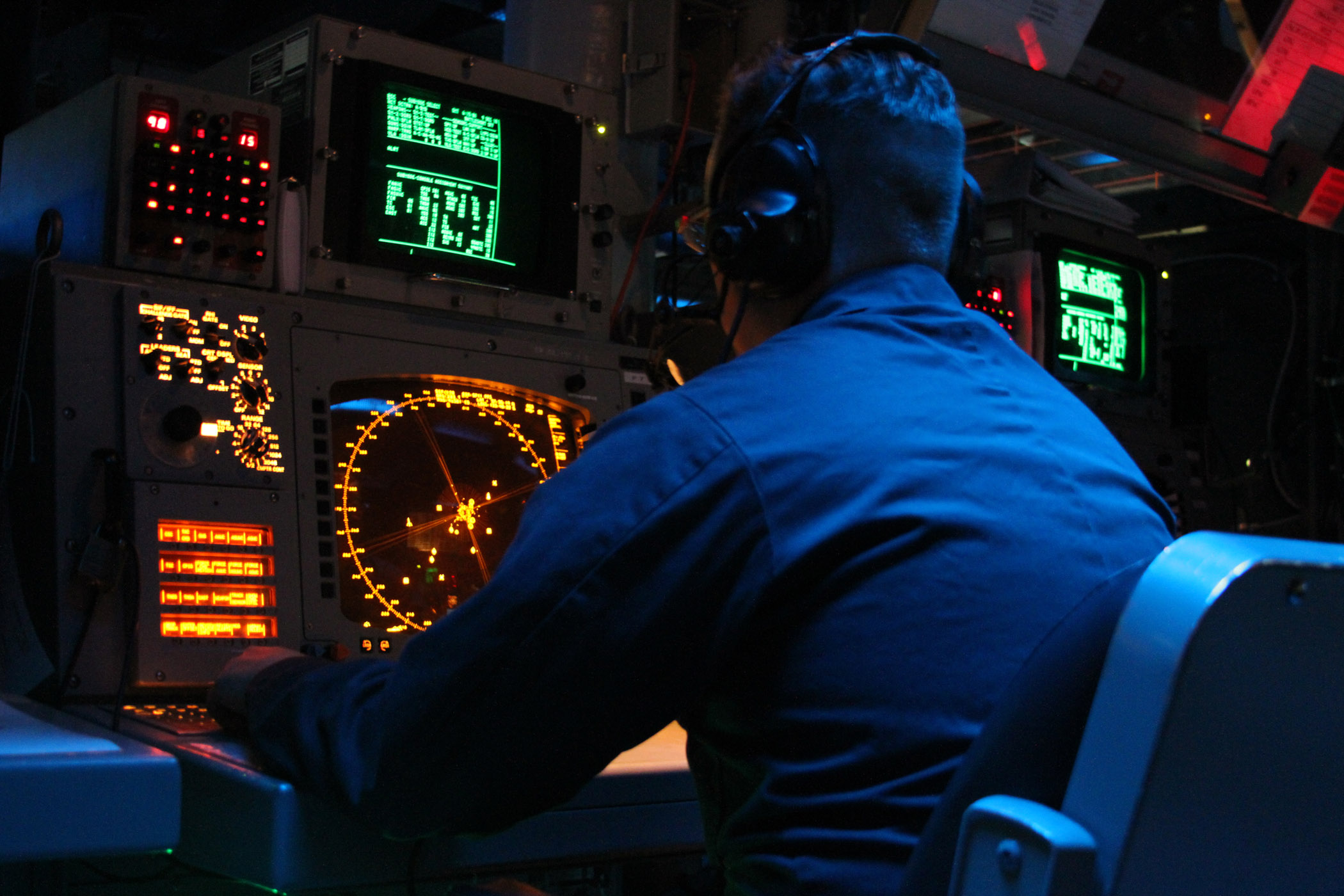
AN/UYK-7[en]
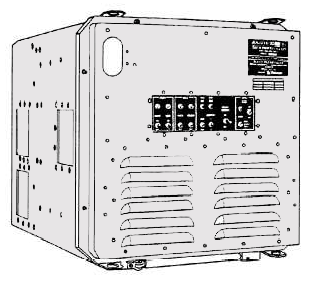
AN/UYK-20[en]
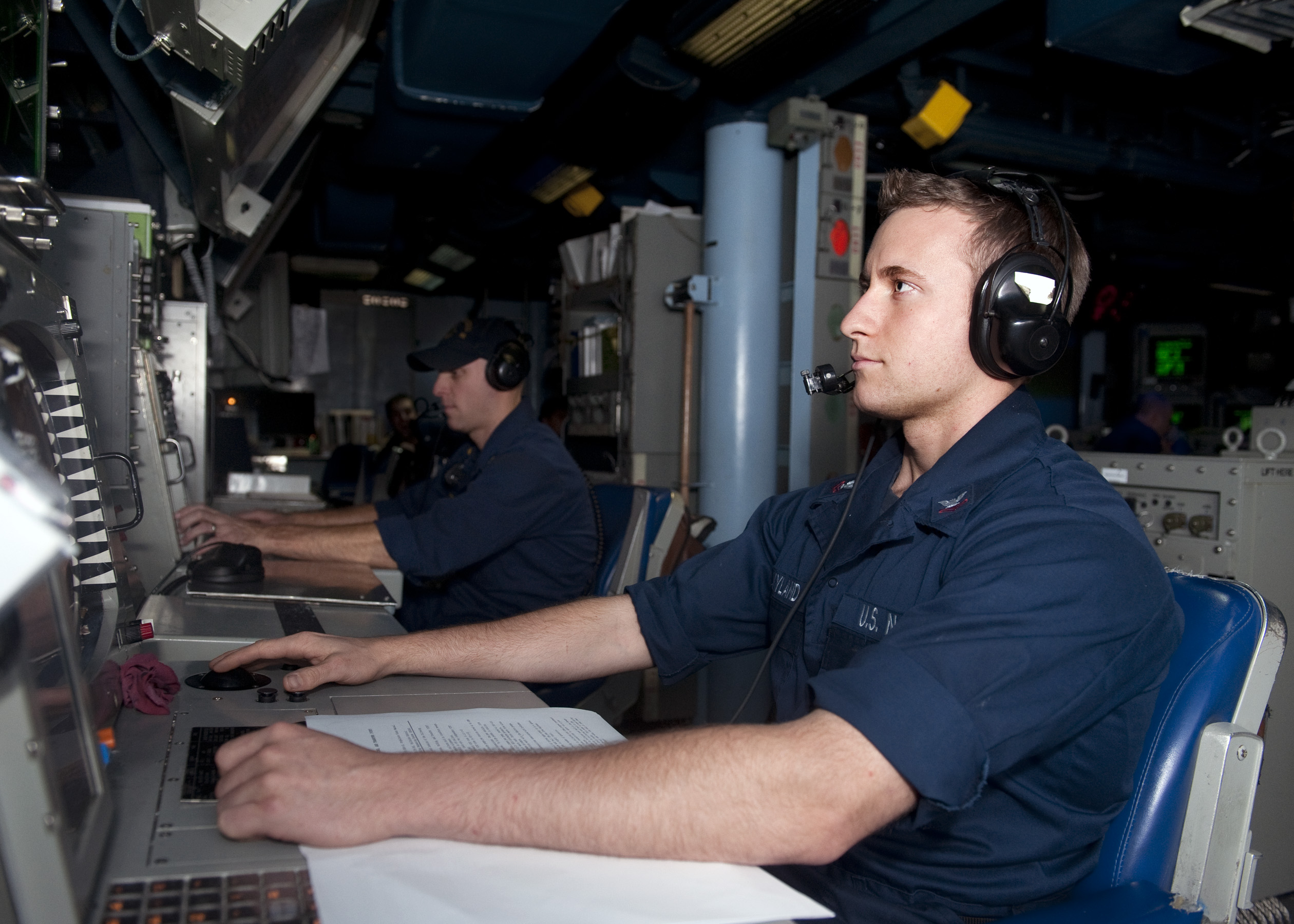
AN/UYK-43[en]
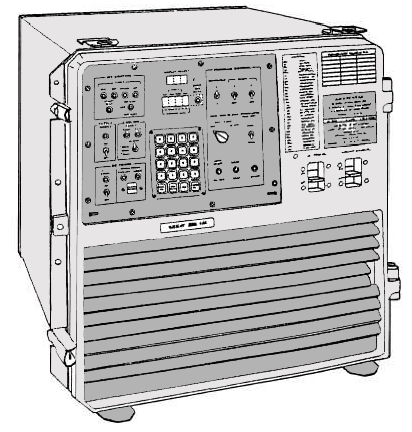
AN/UYK-44[en]
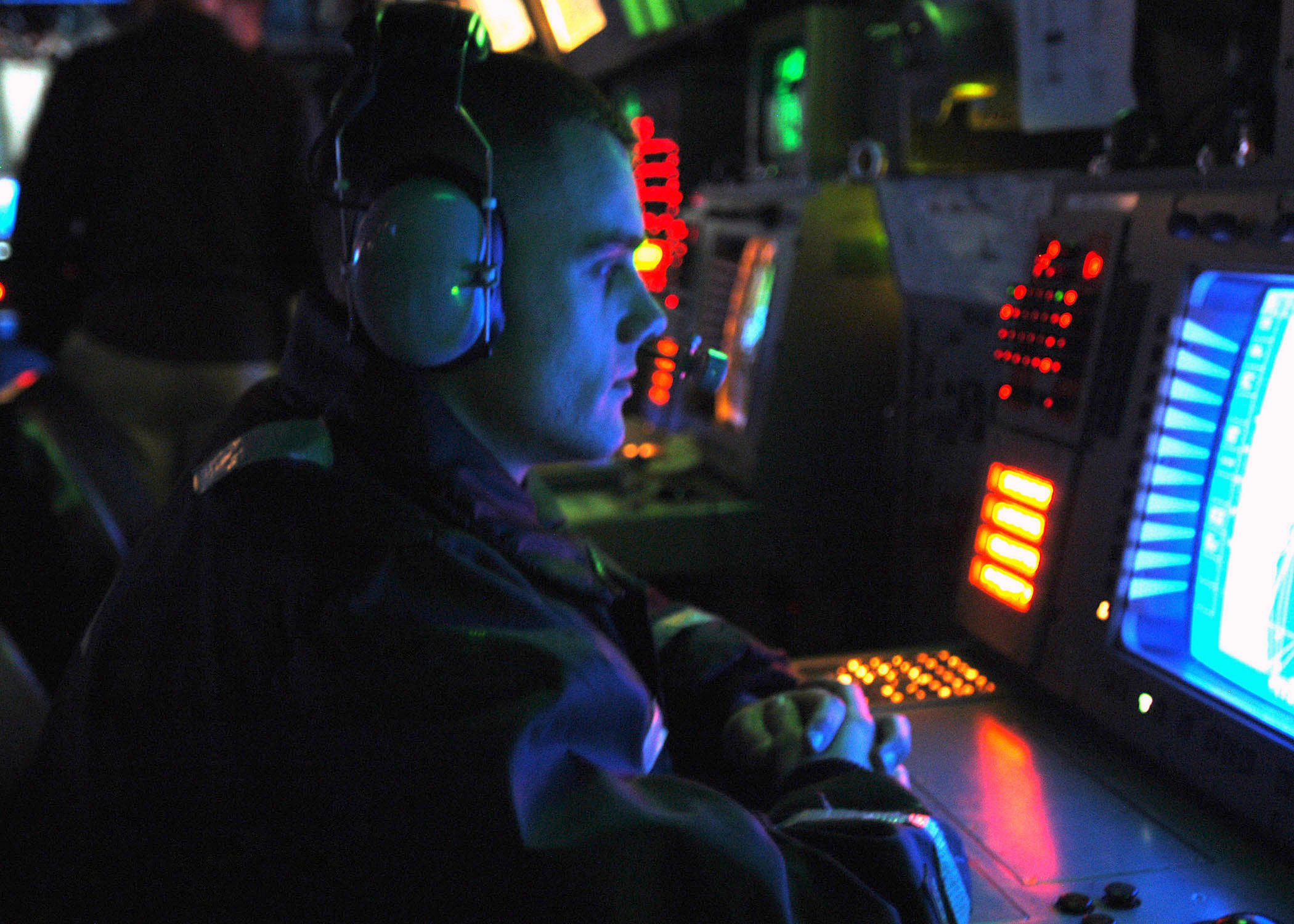
AEGIS
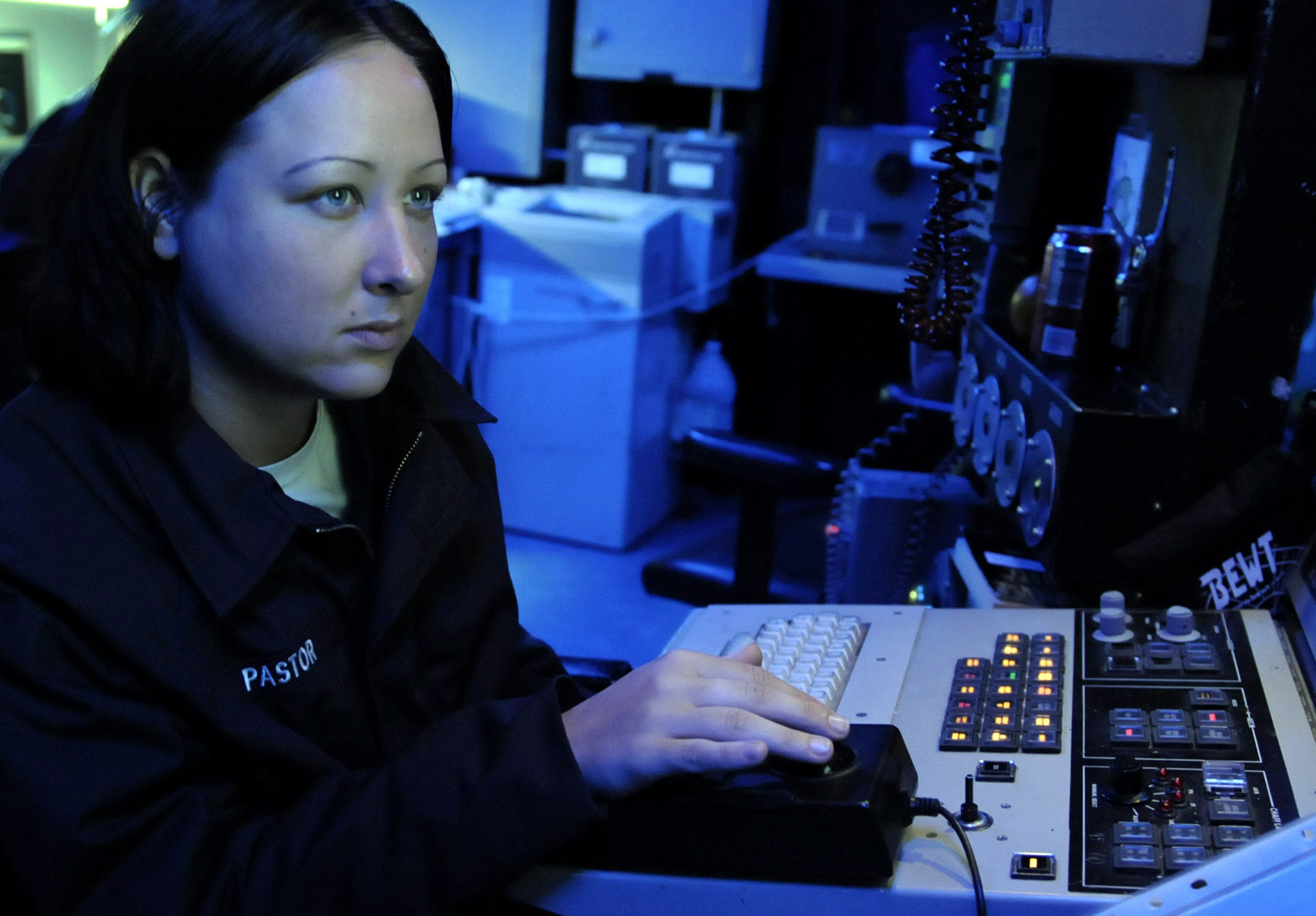
Протикорабельна ракета
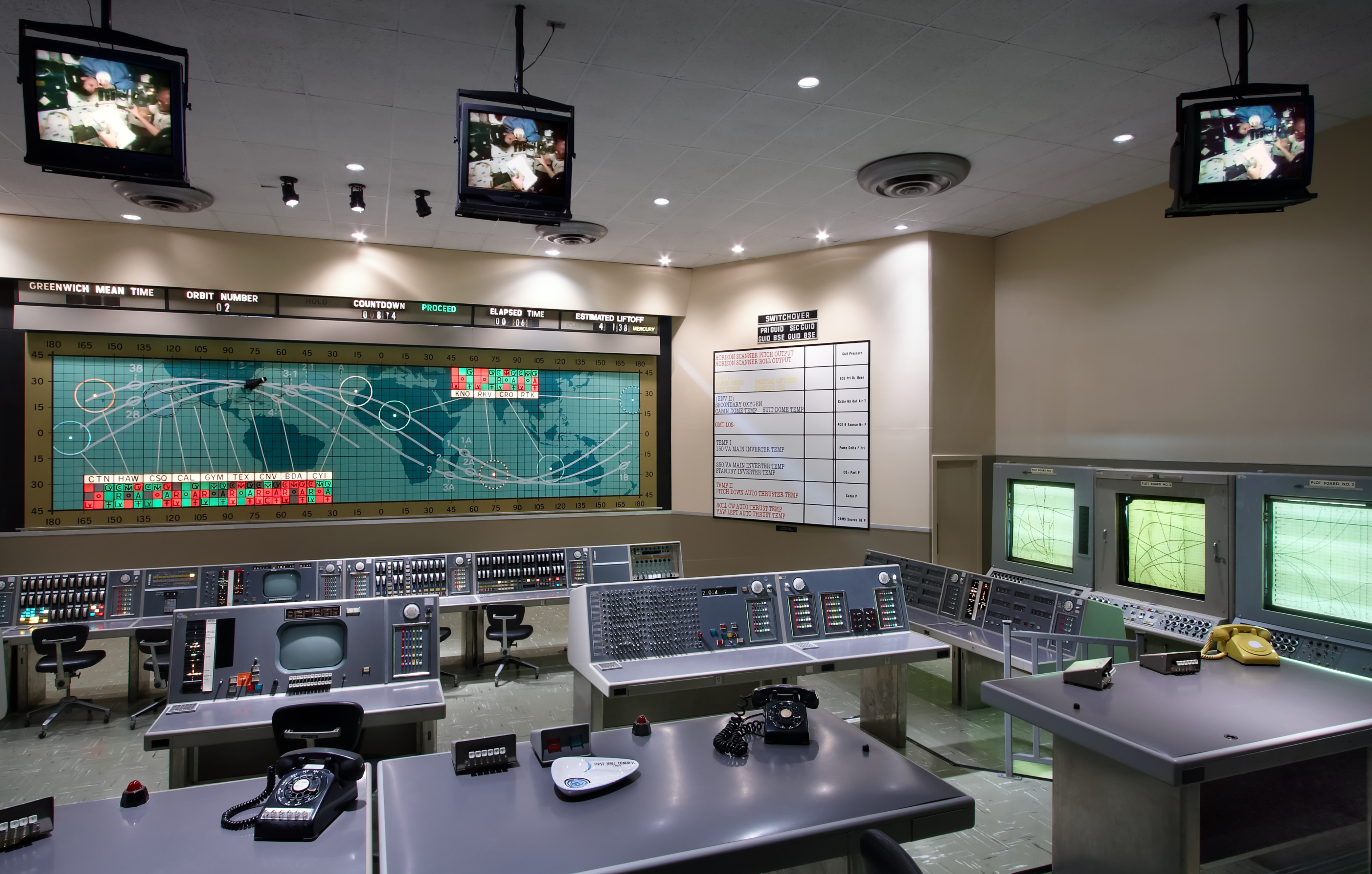
Atlantic Missile Range Central Control Facility
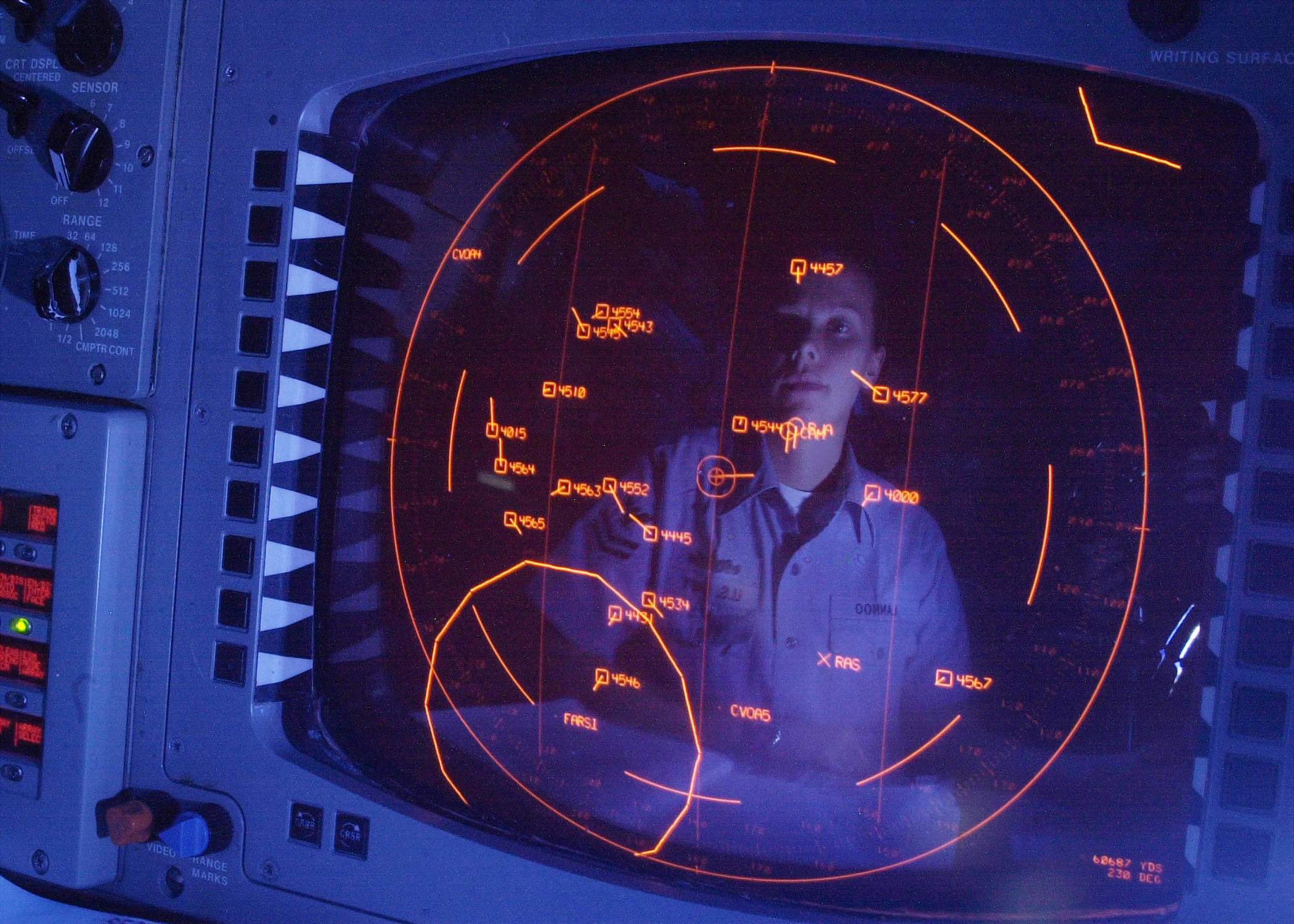
NTDS[en]
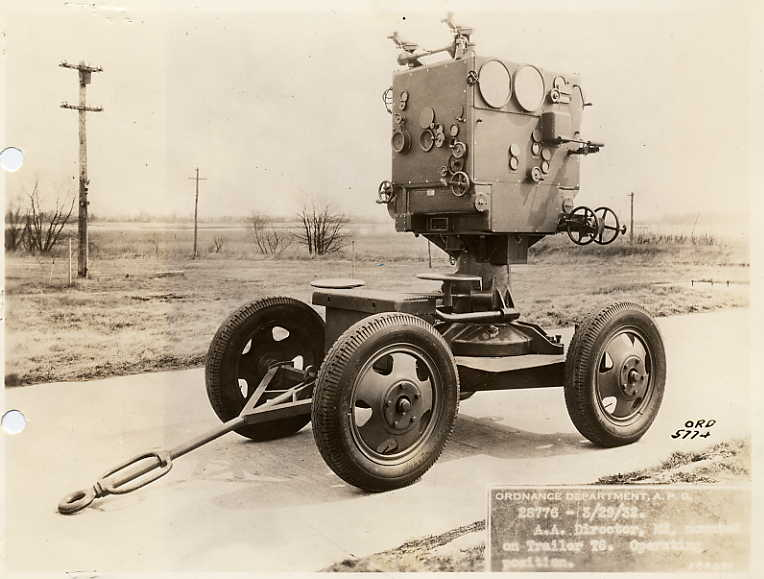
M2
Mk 14 Lead-Computing Gun Sight
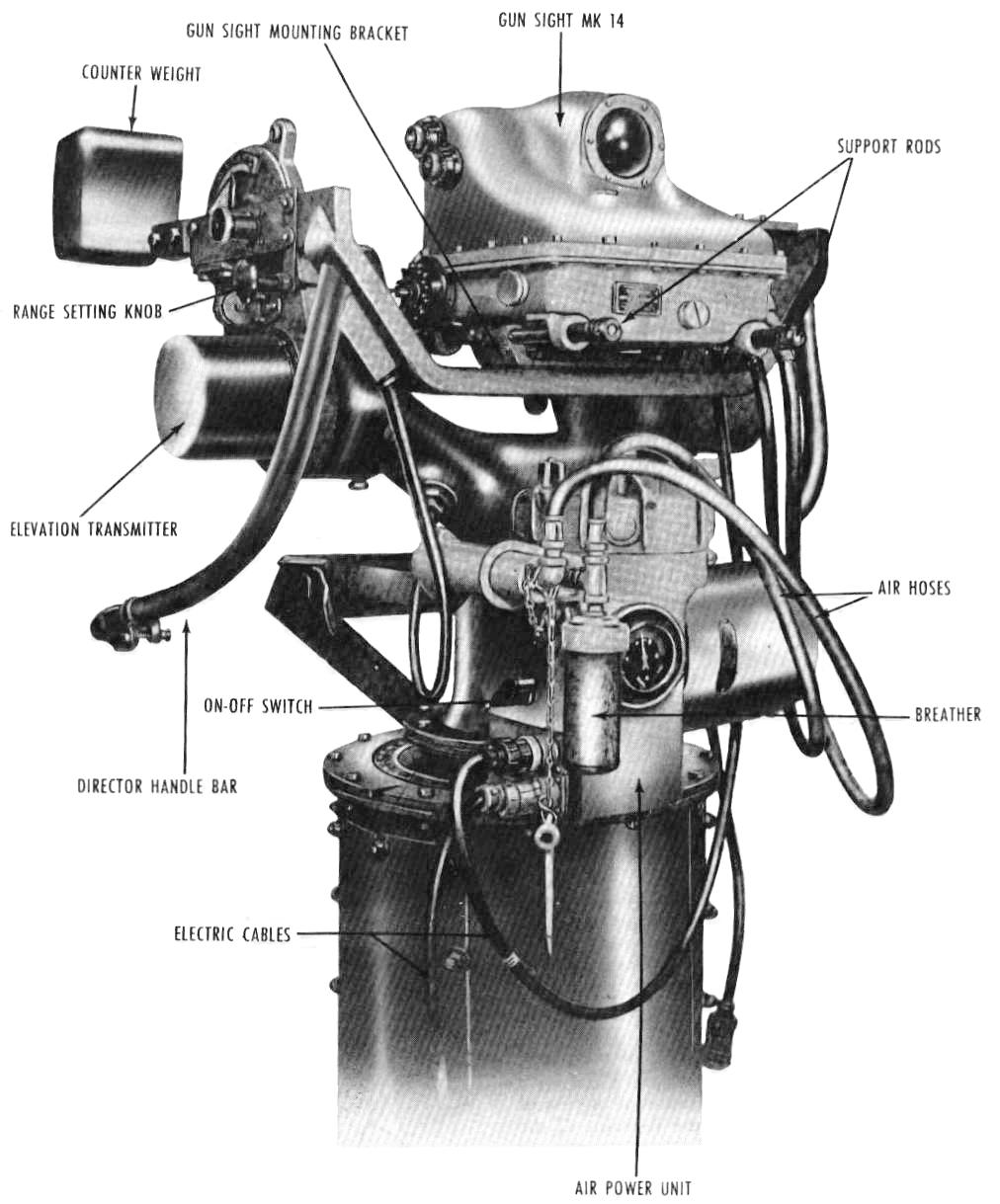
Mk 51
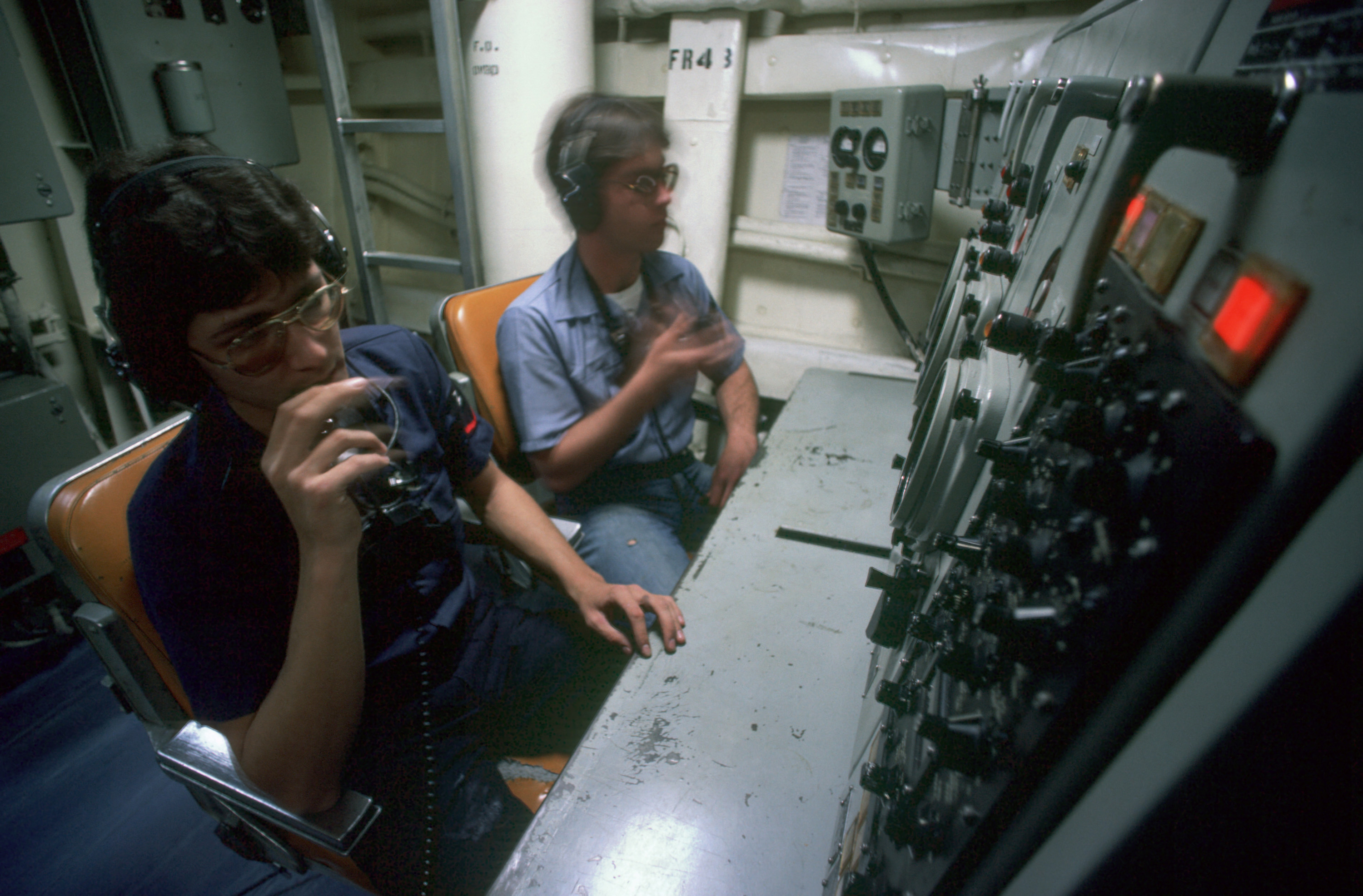
Mk 68 GFCS
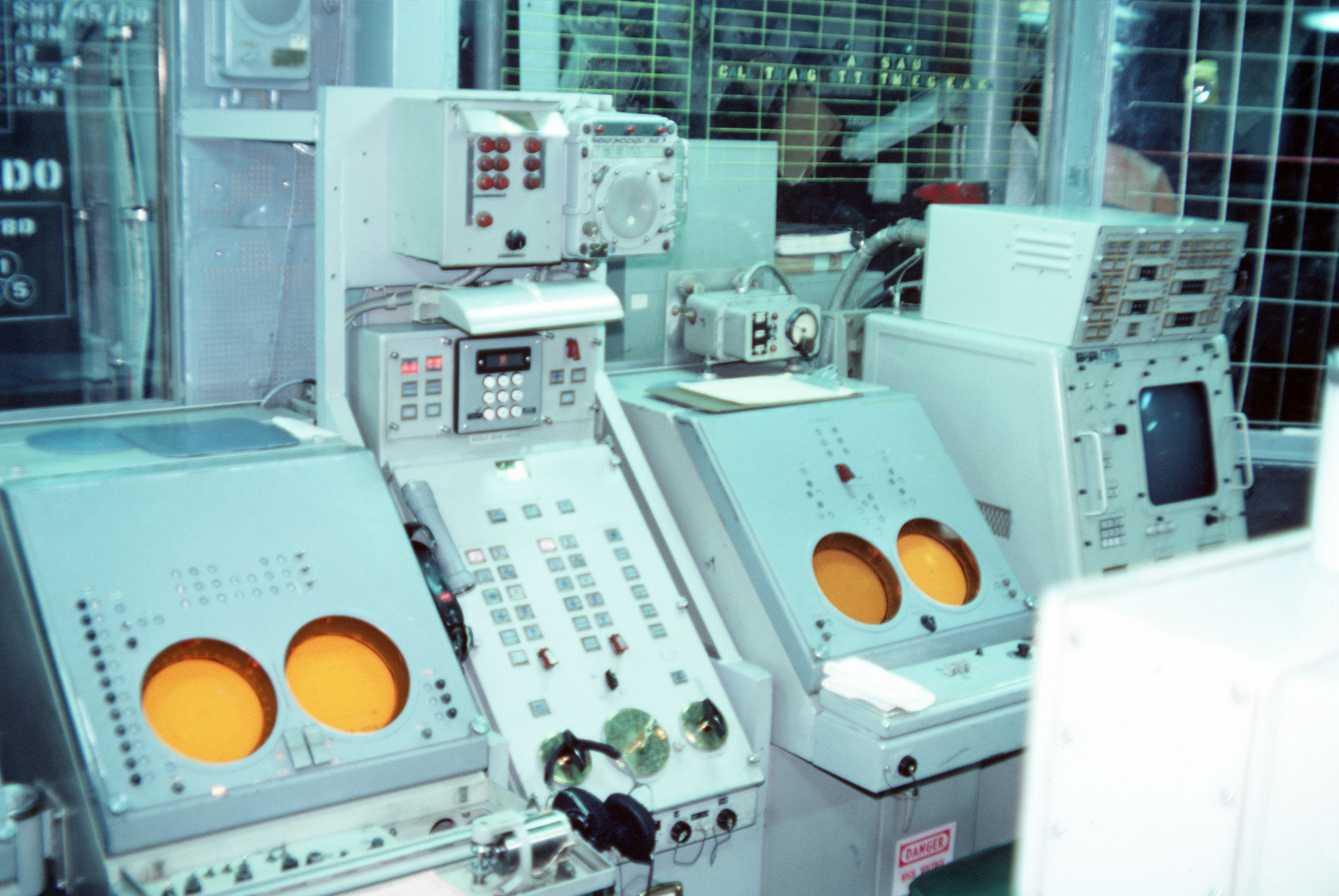
Mk 74 FCS
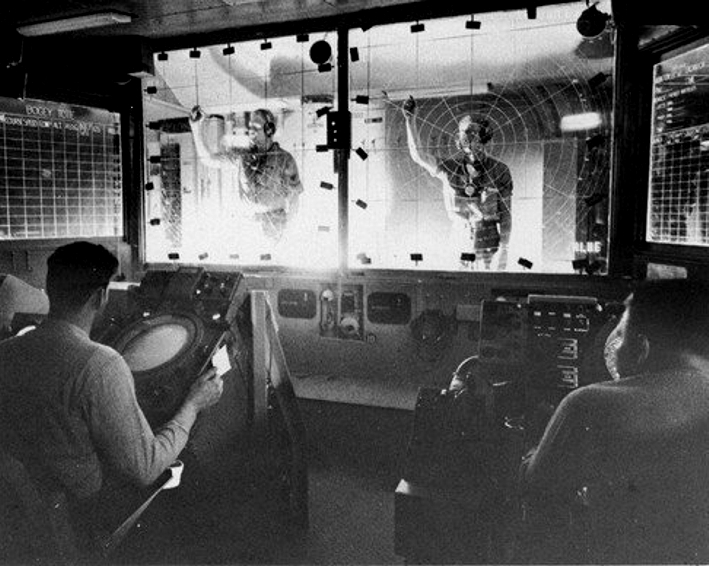
Mk 76 FCS
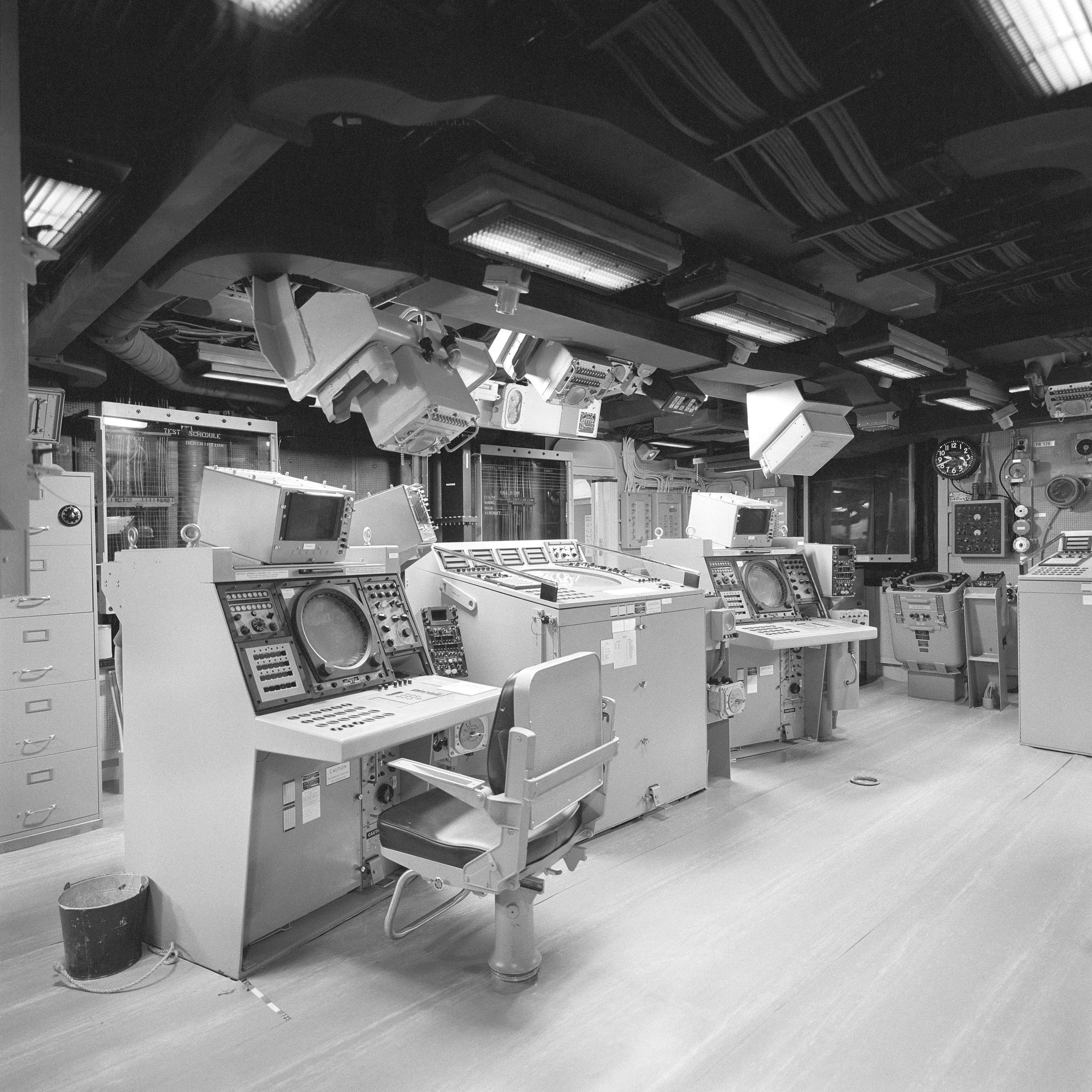
Mk 92 FCS[en]
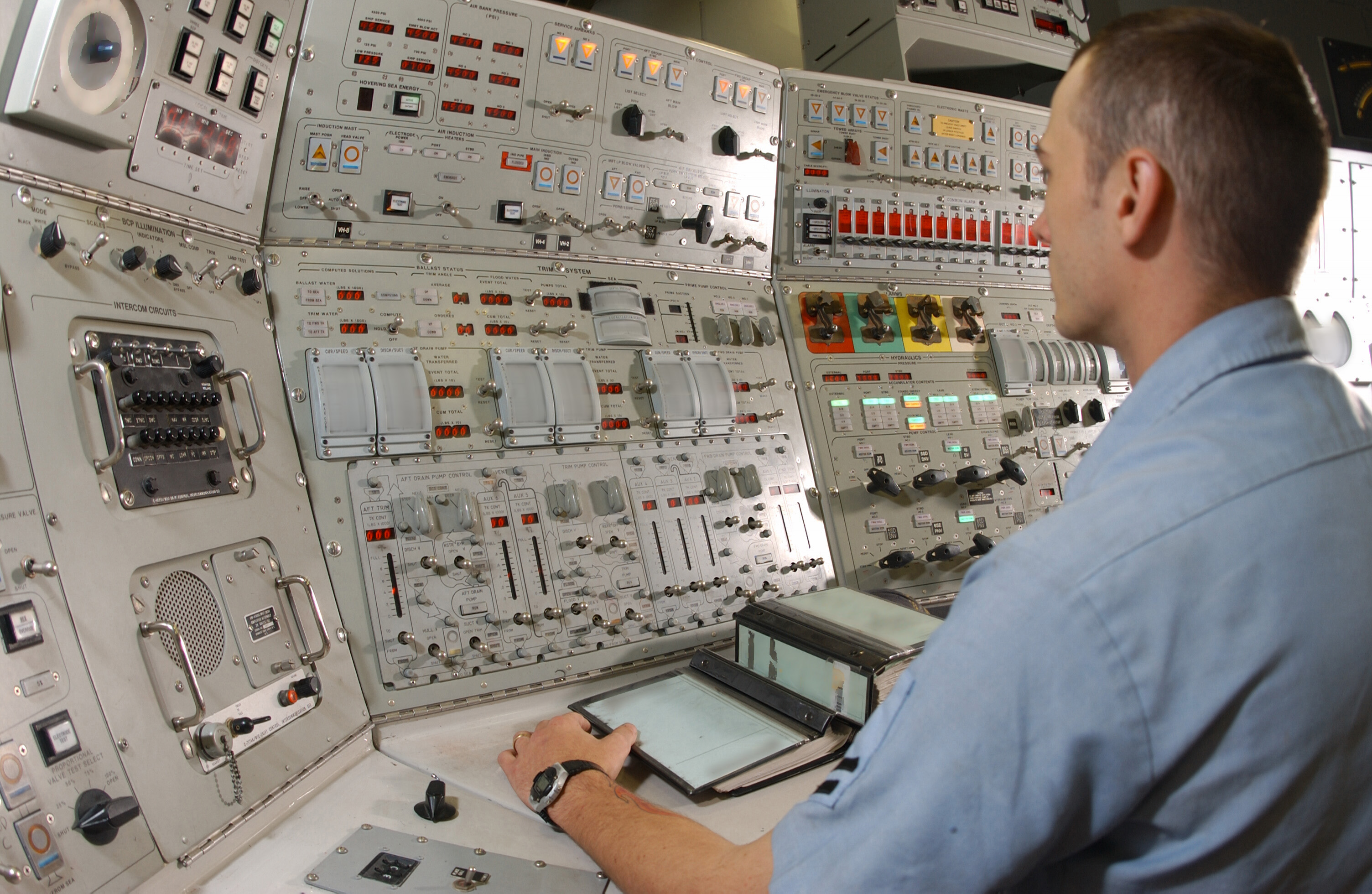
Mk 98 FCS

### Навігаційна апаратура

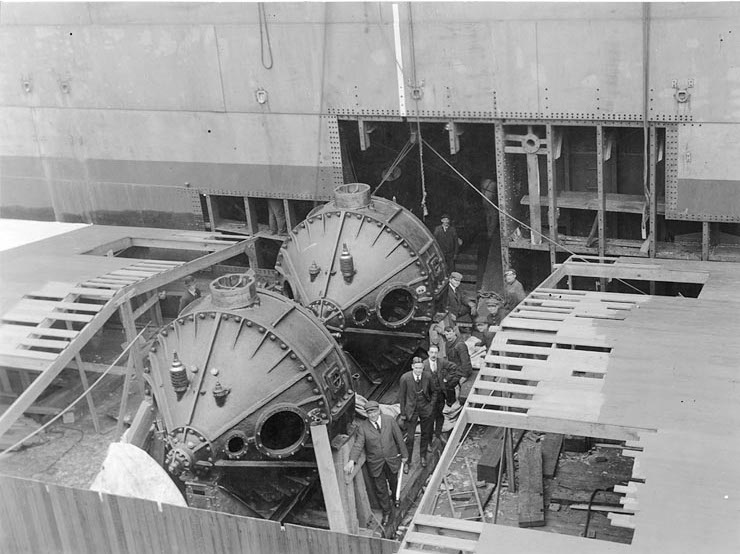
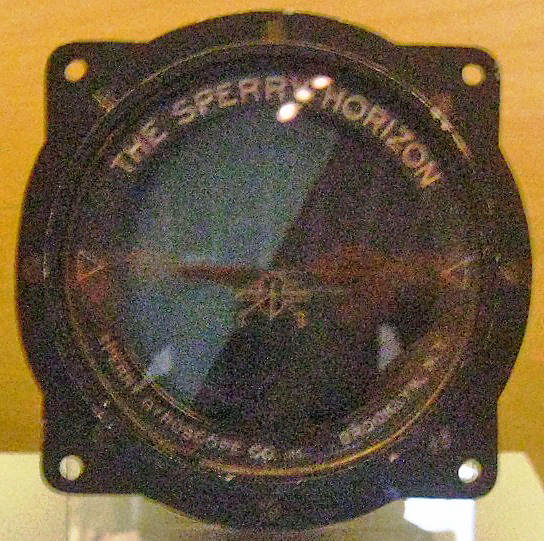
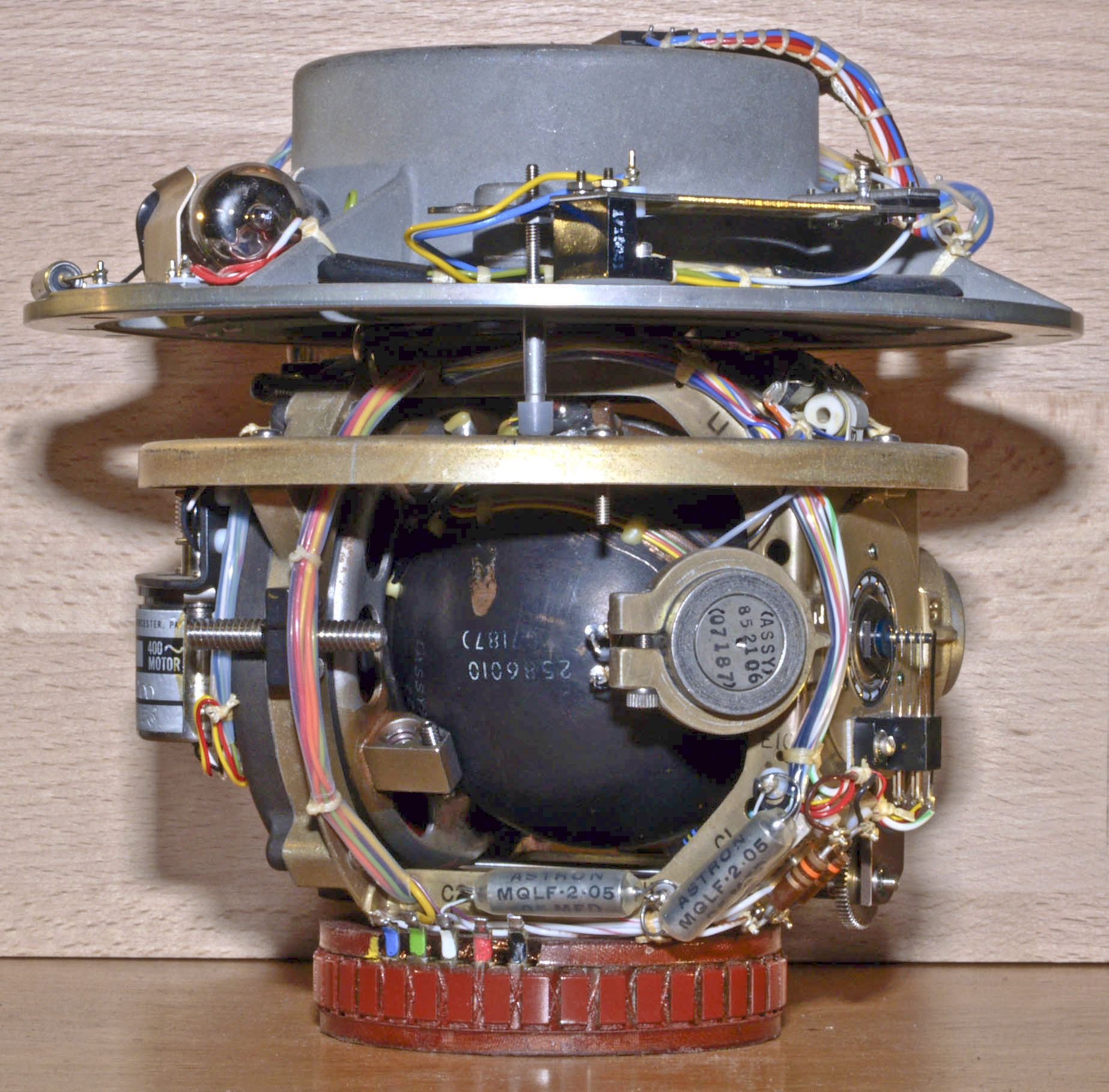
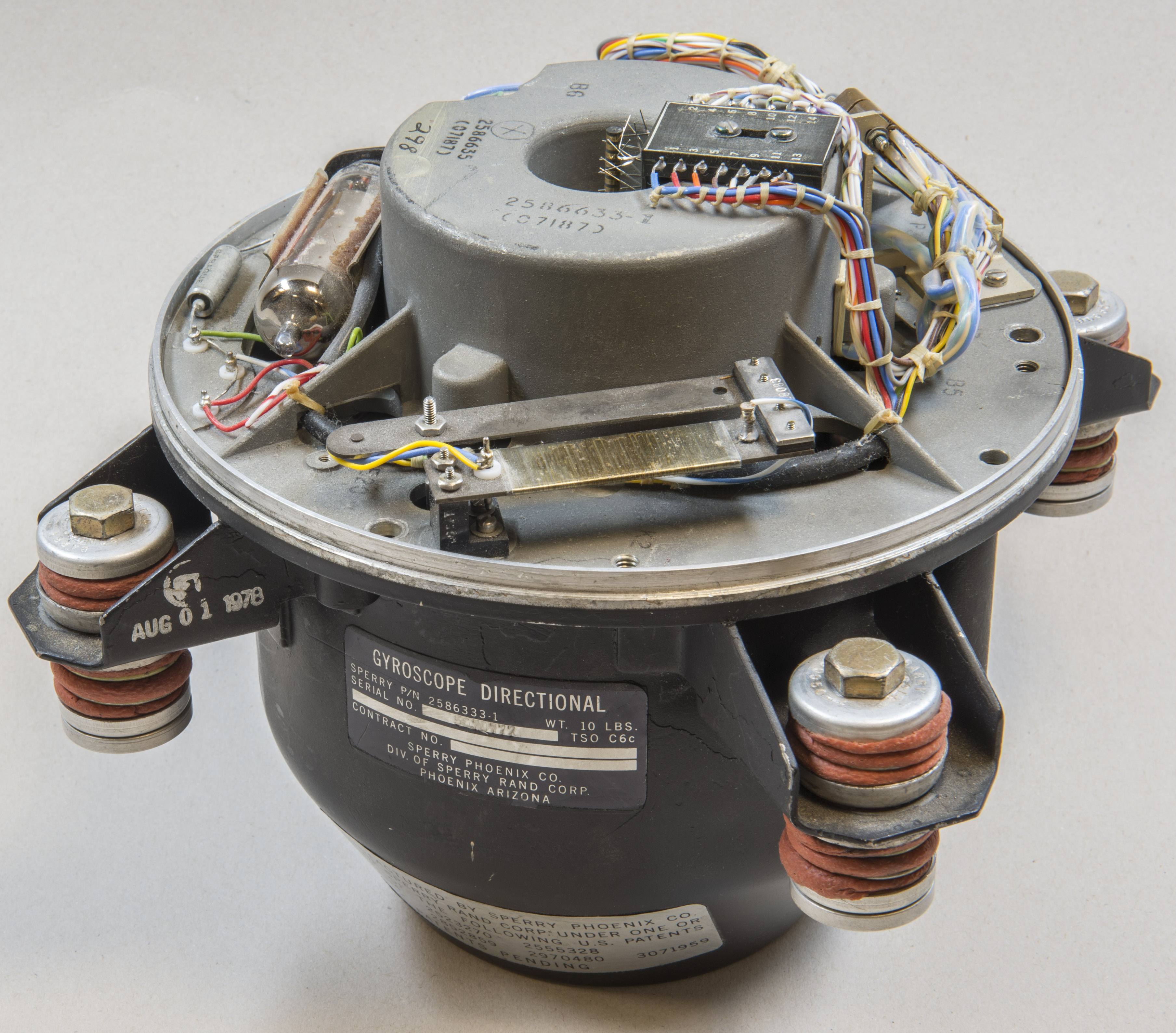
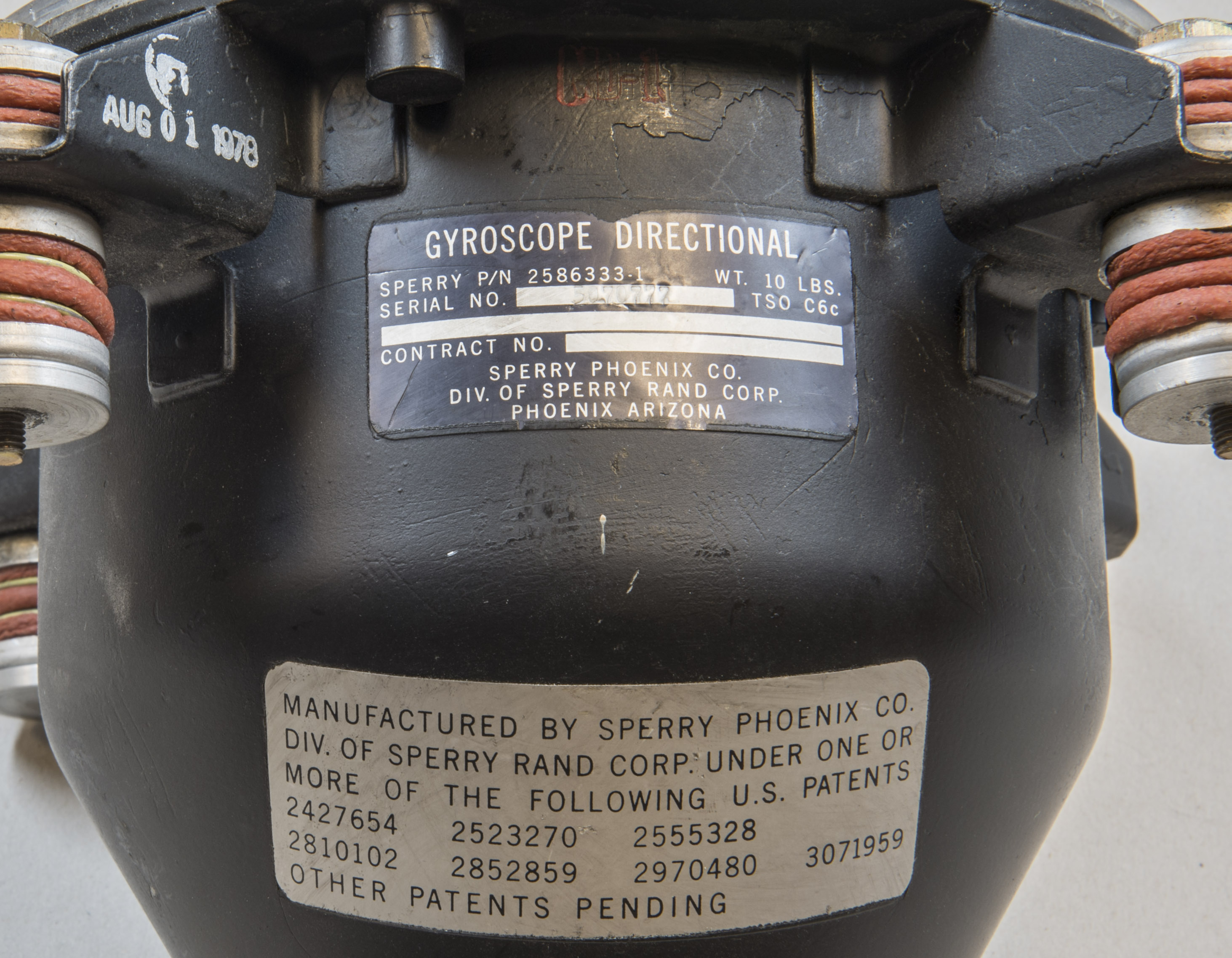
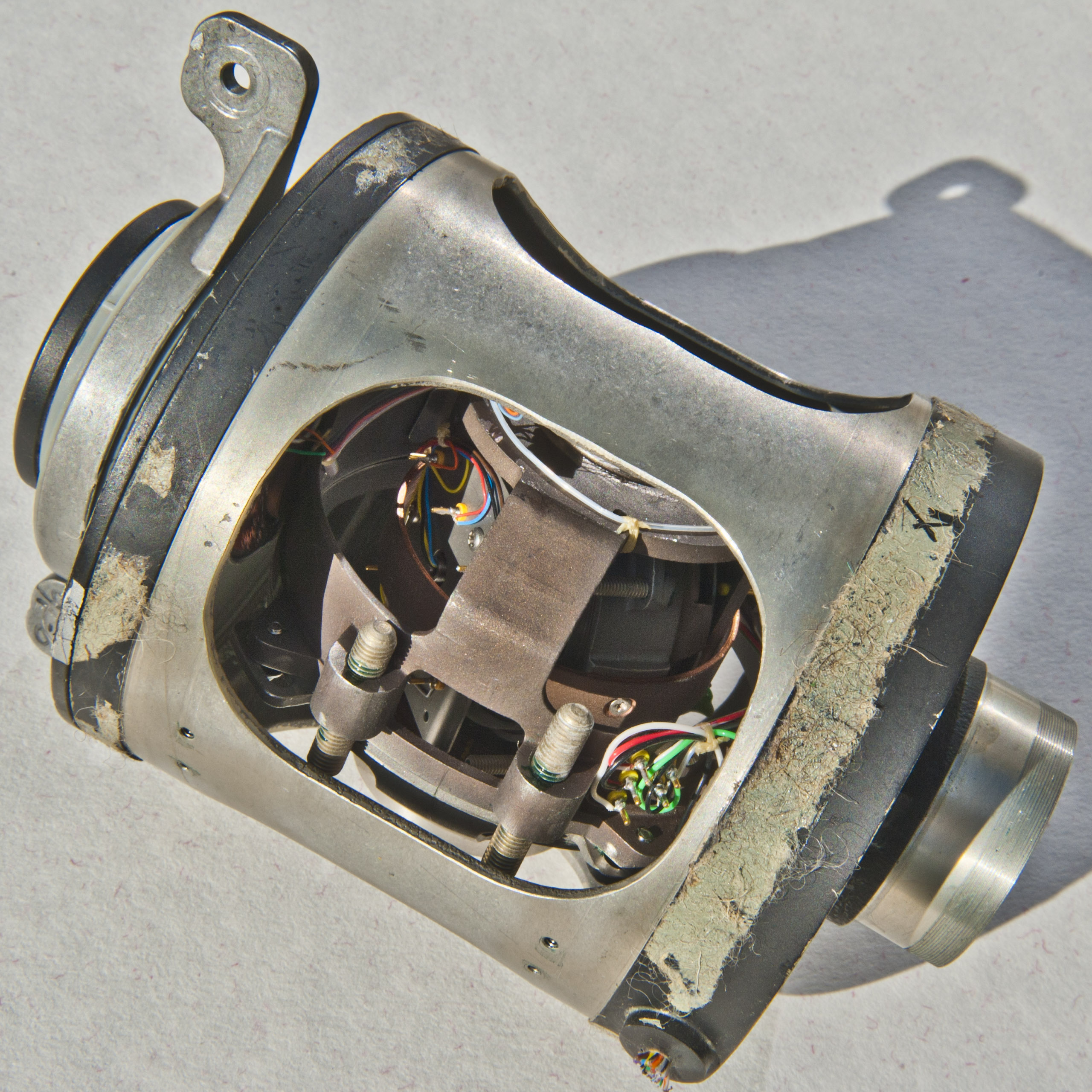
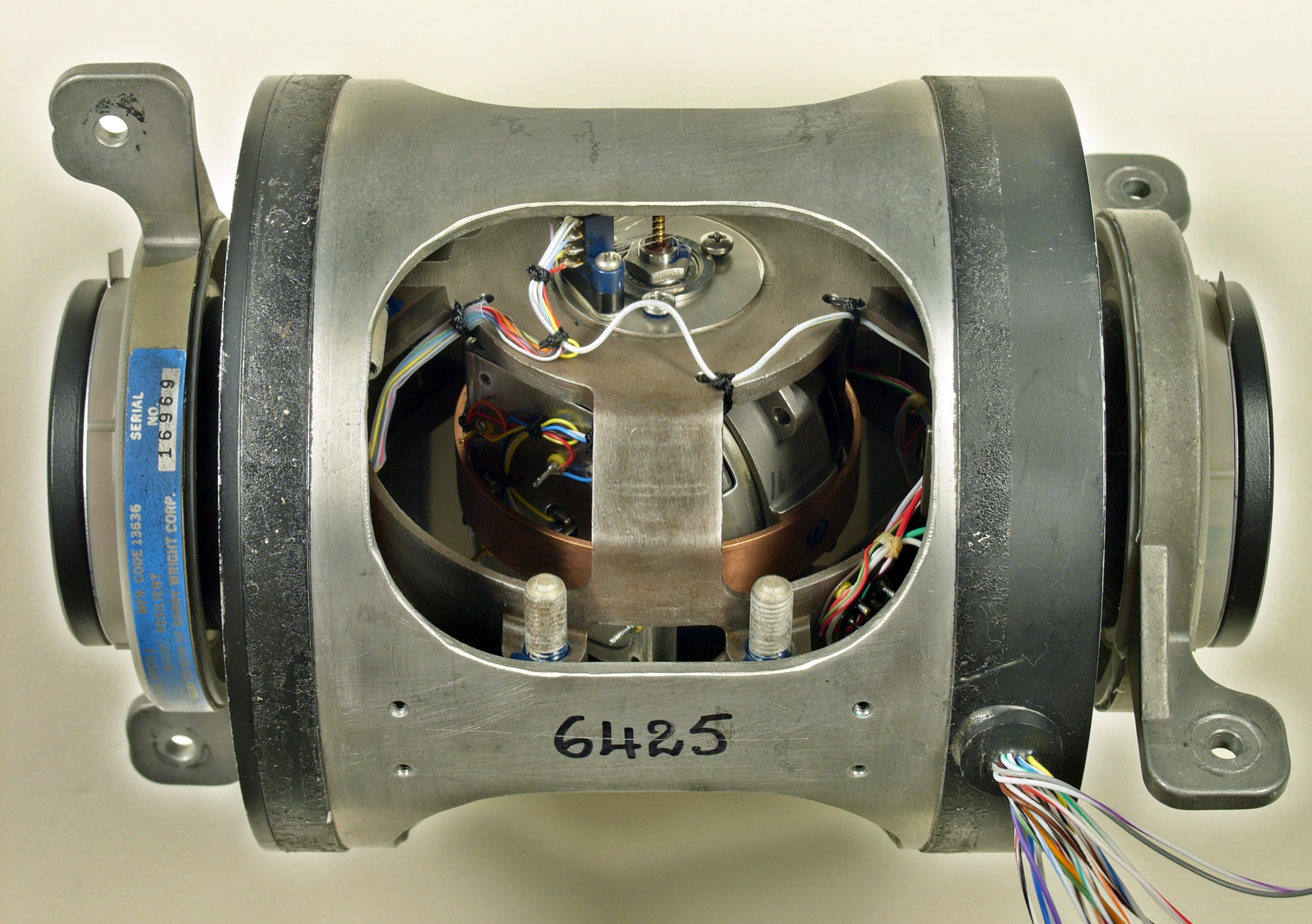
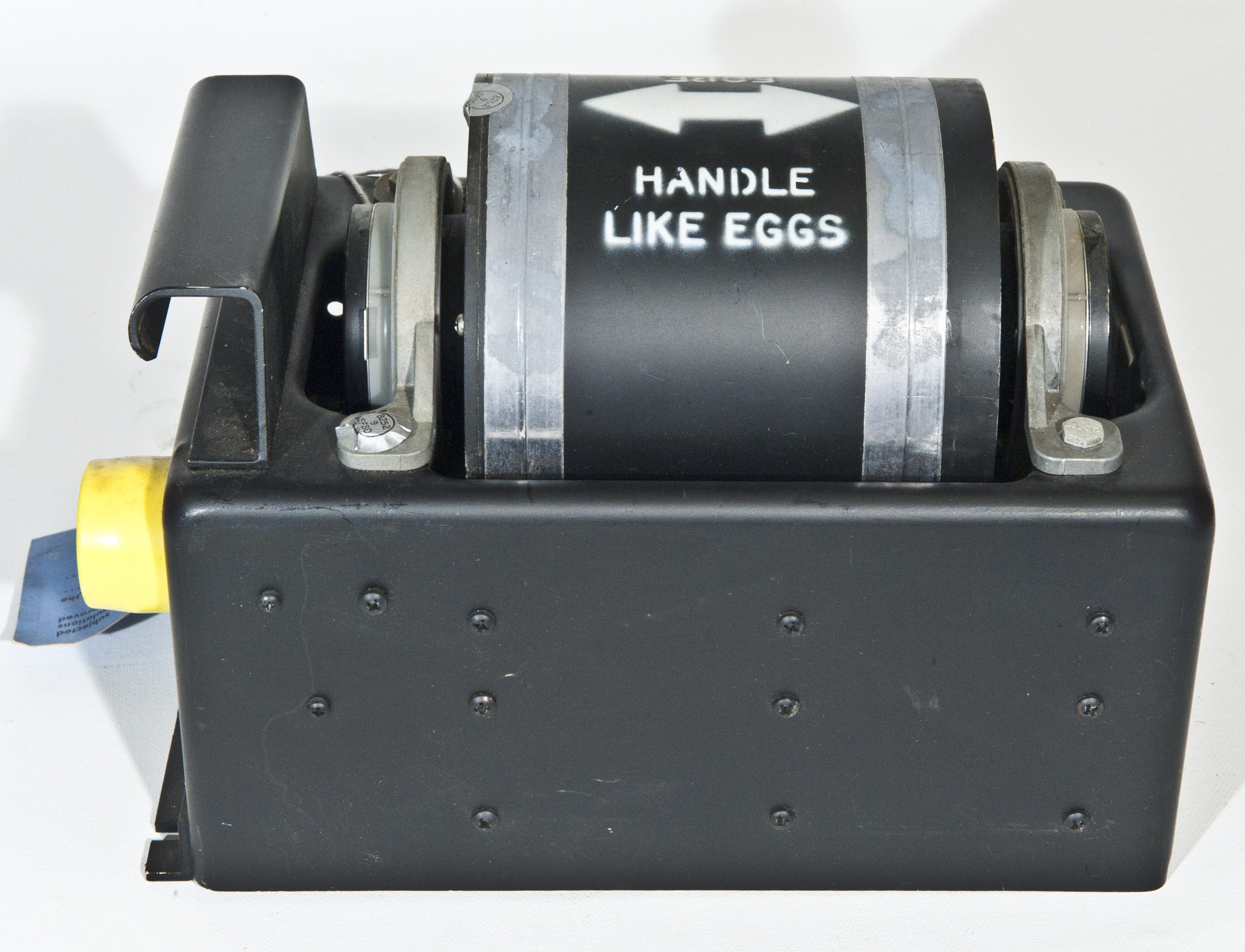
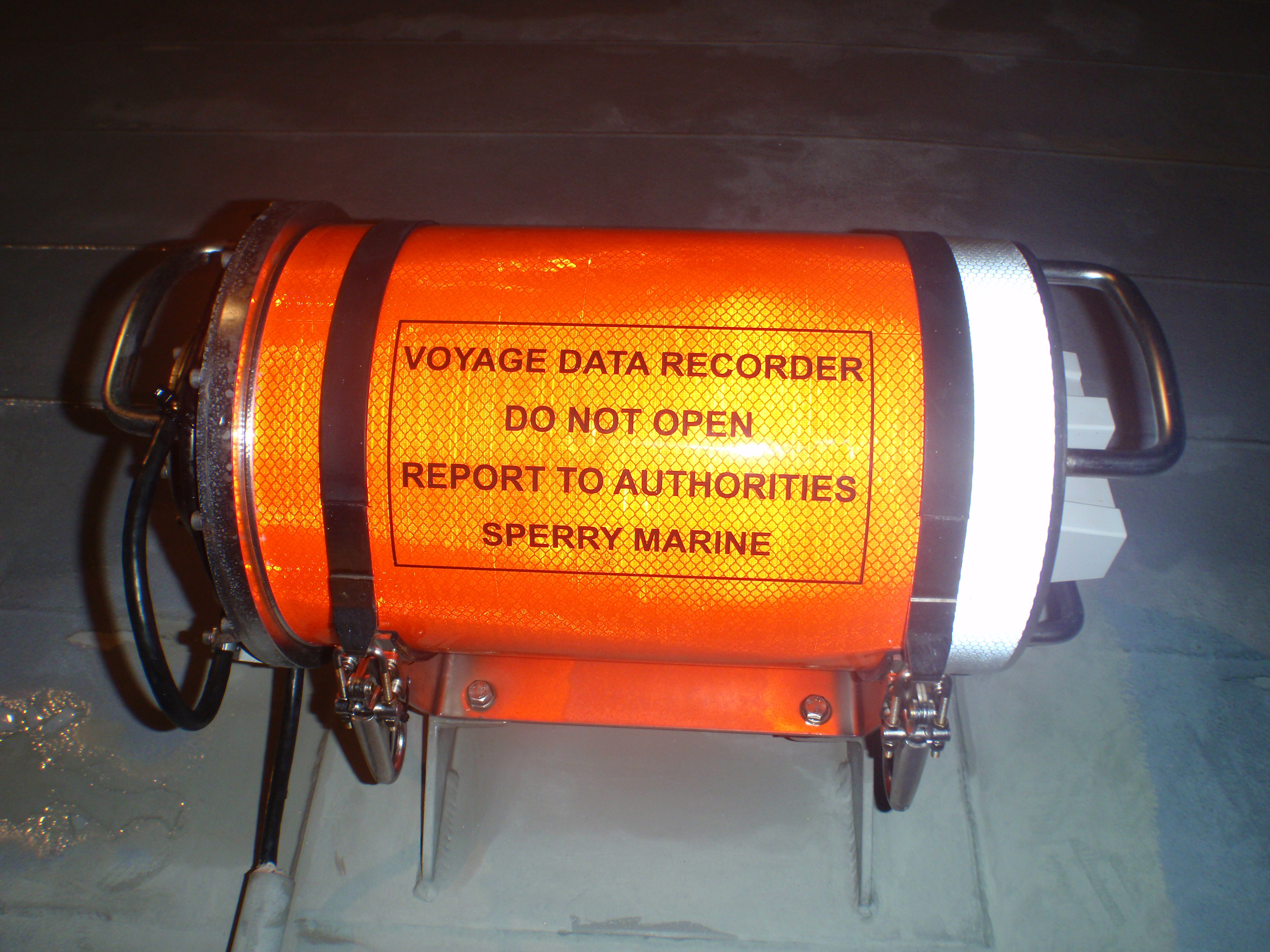
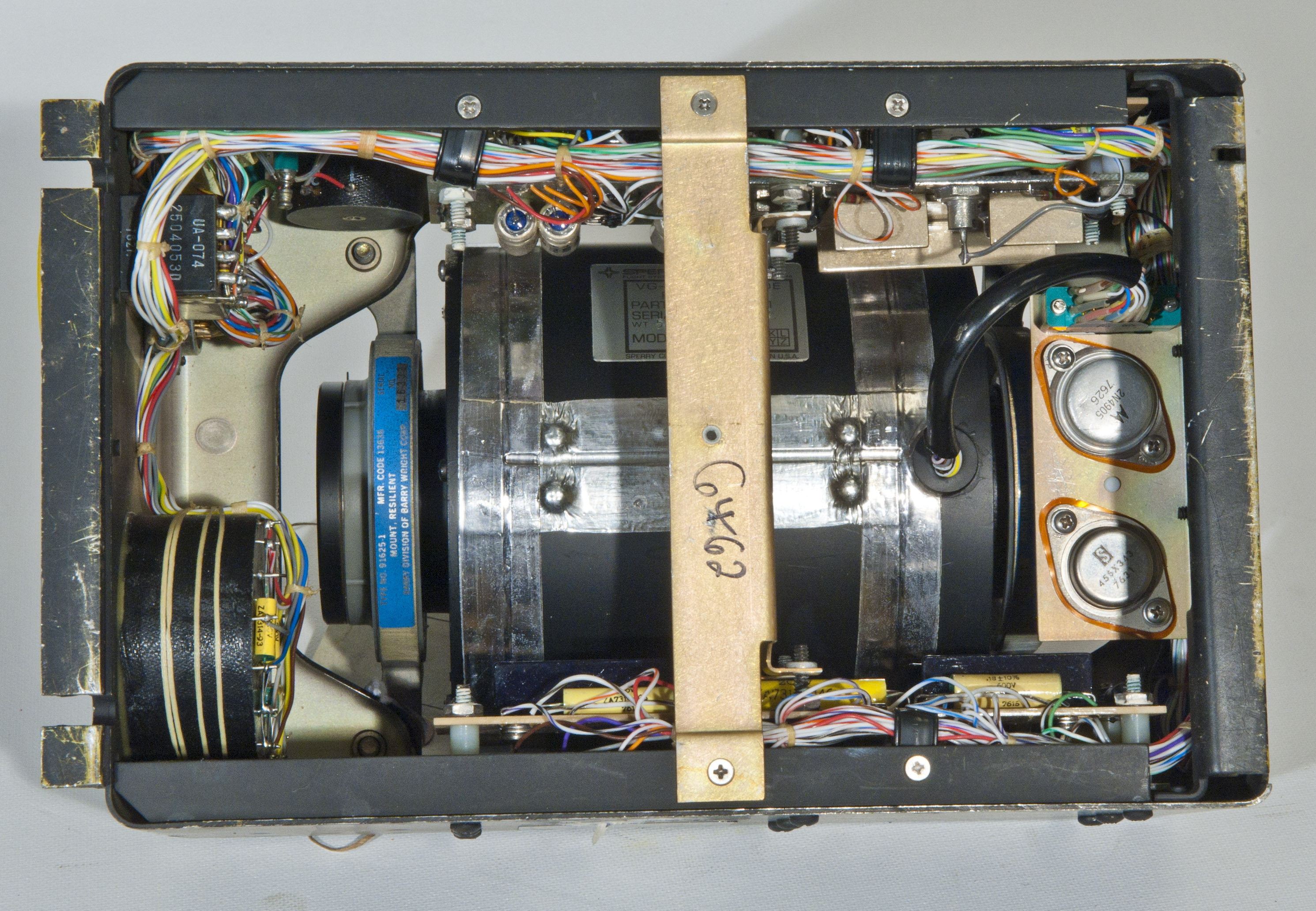
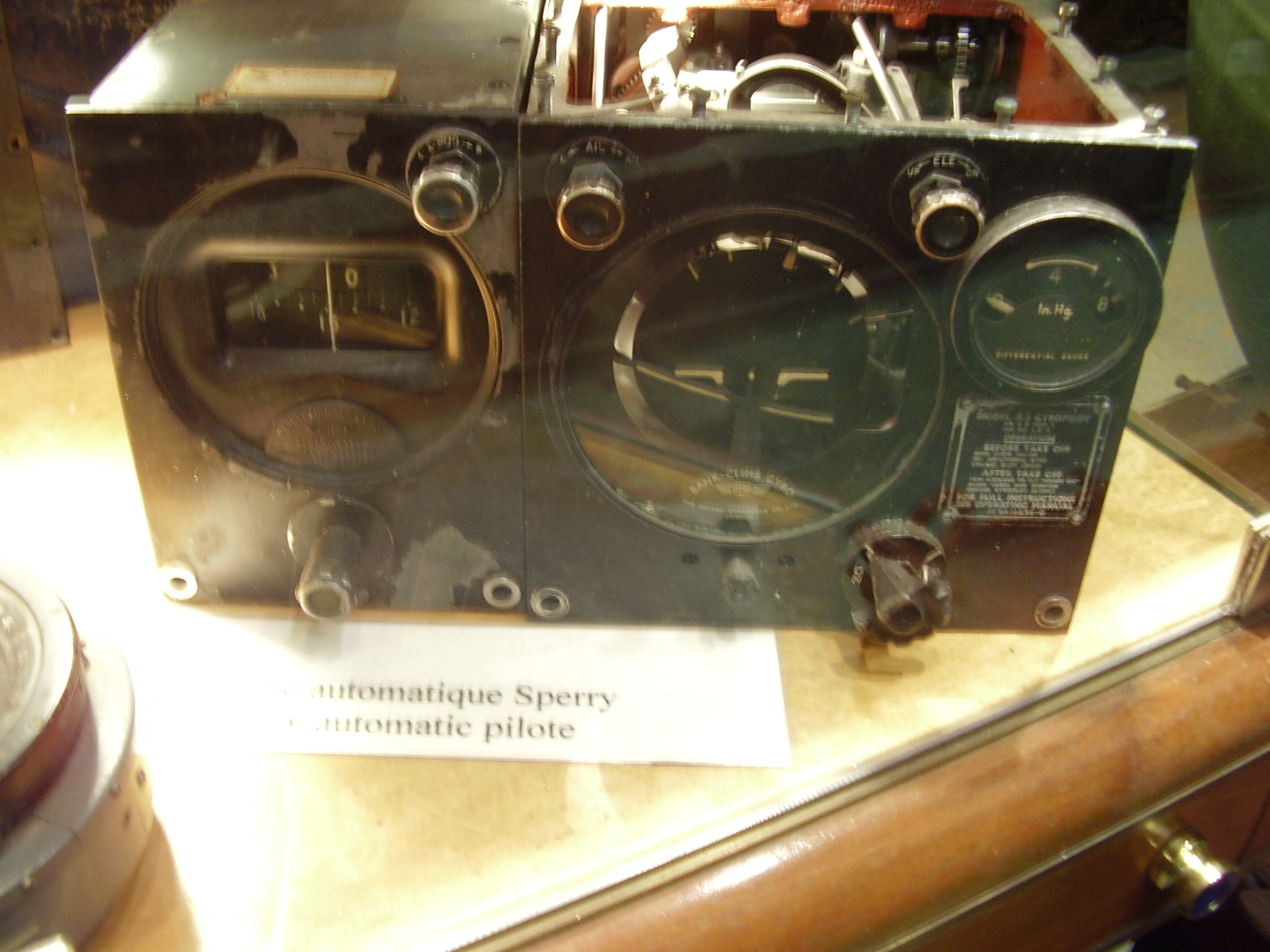
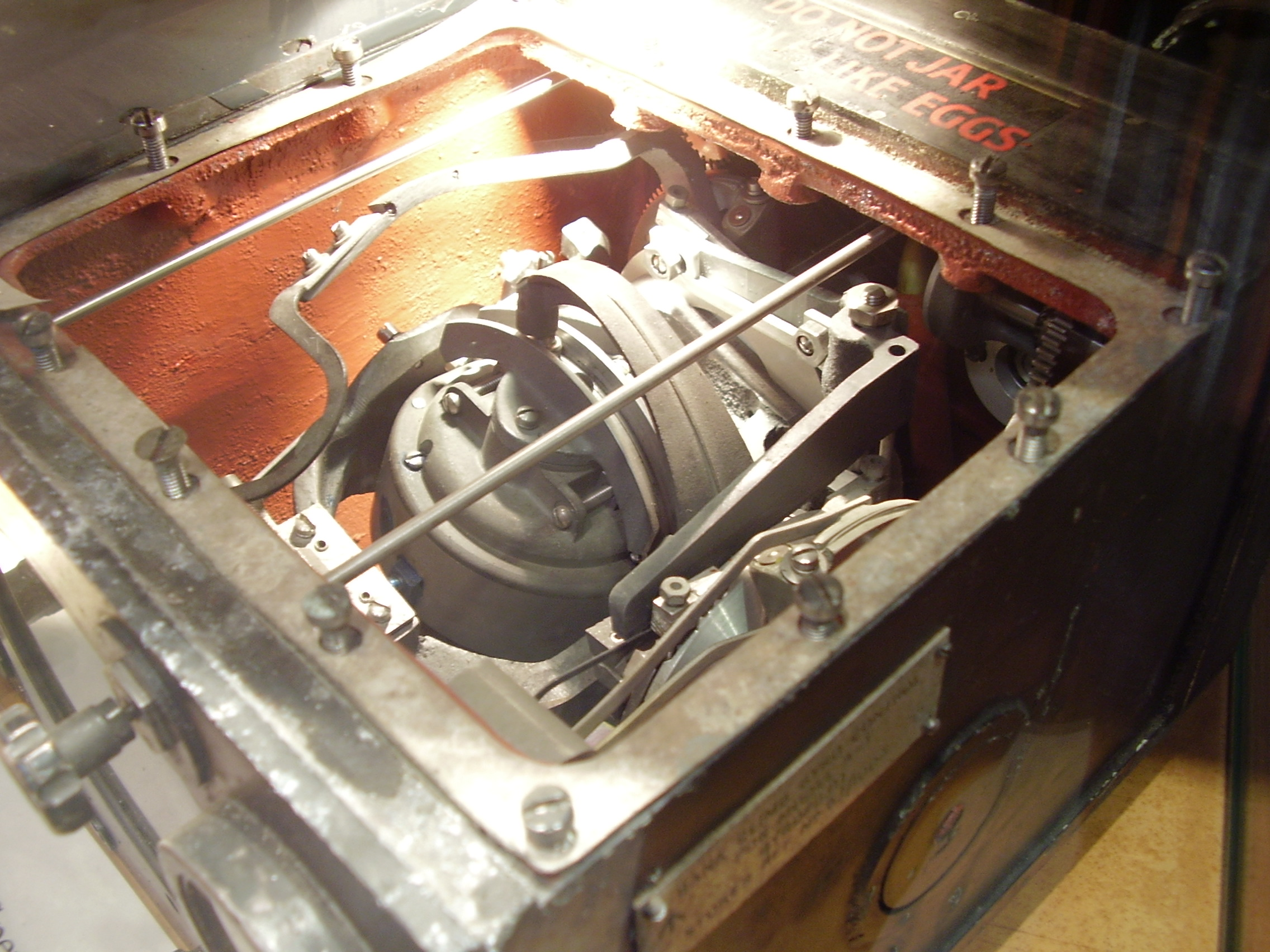
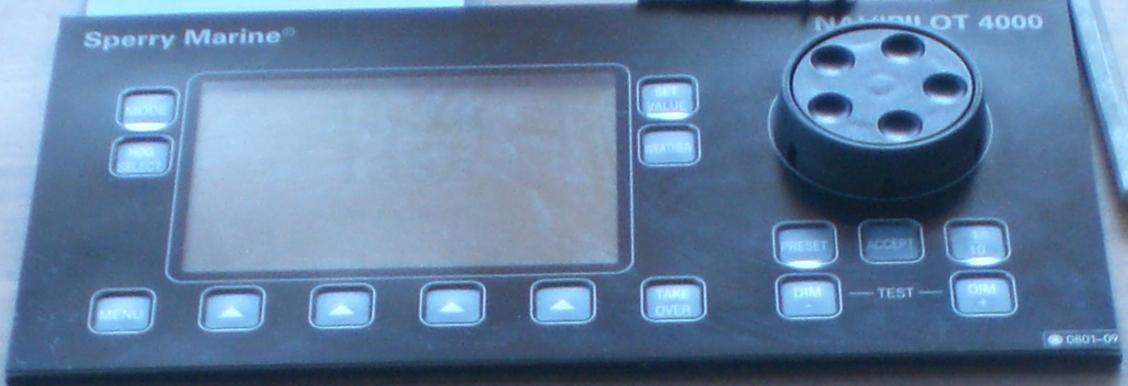

### Радіолокаційні засоби

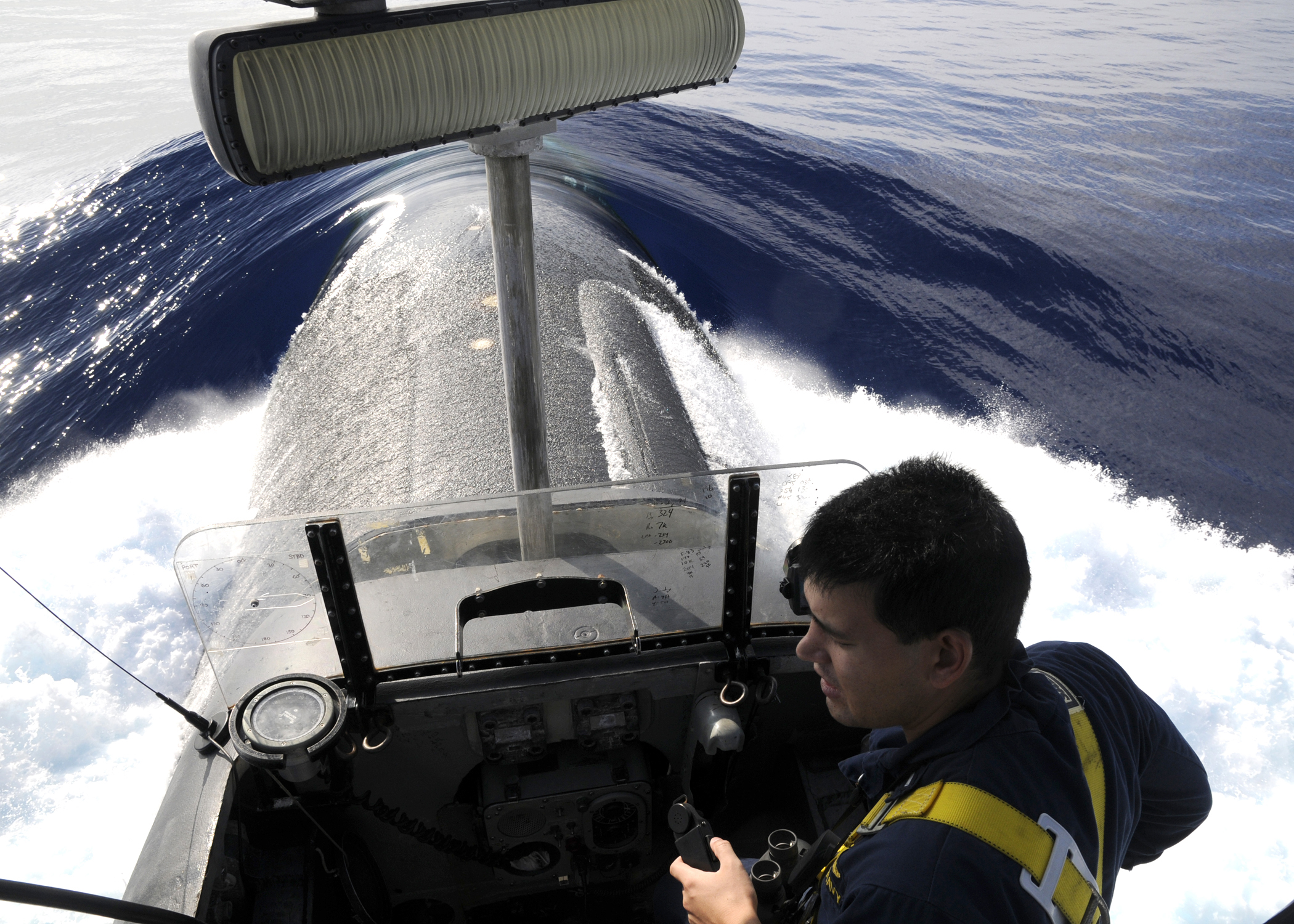
AN/BPS-15[pl]
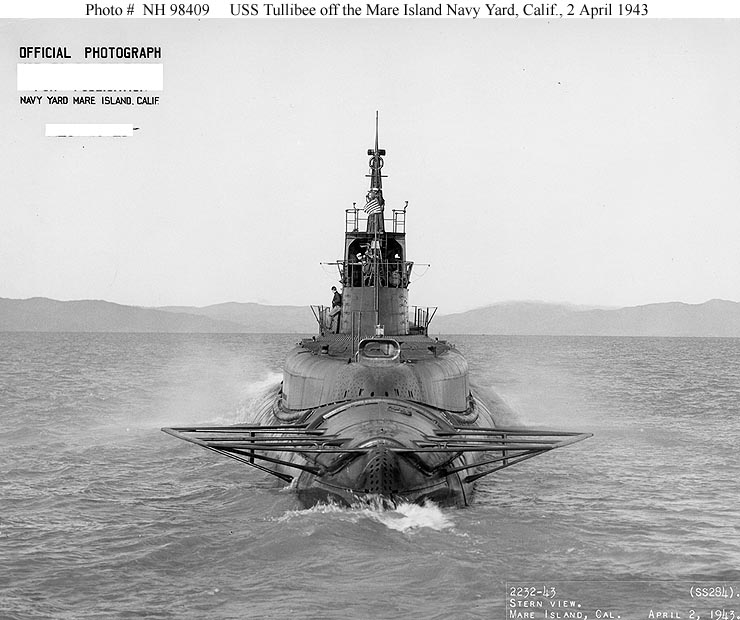
AN/BQQ-2[ru]
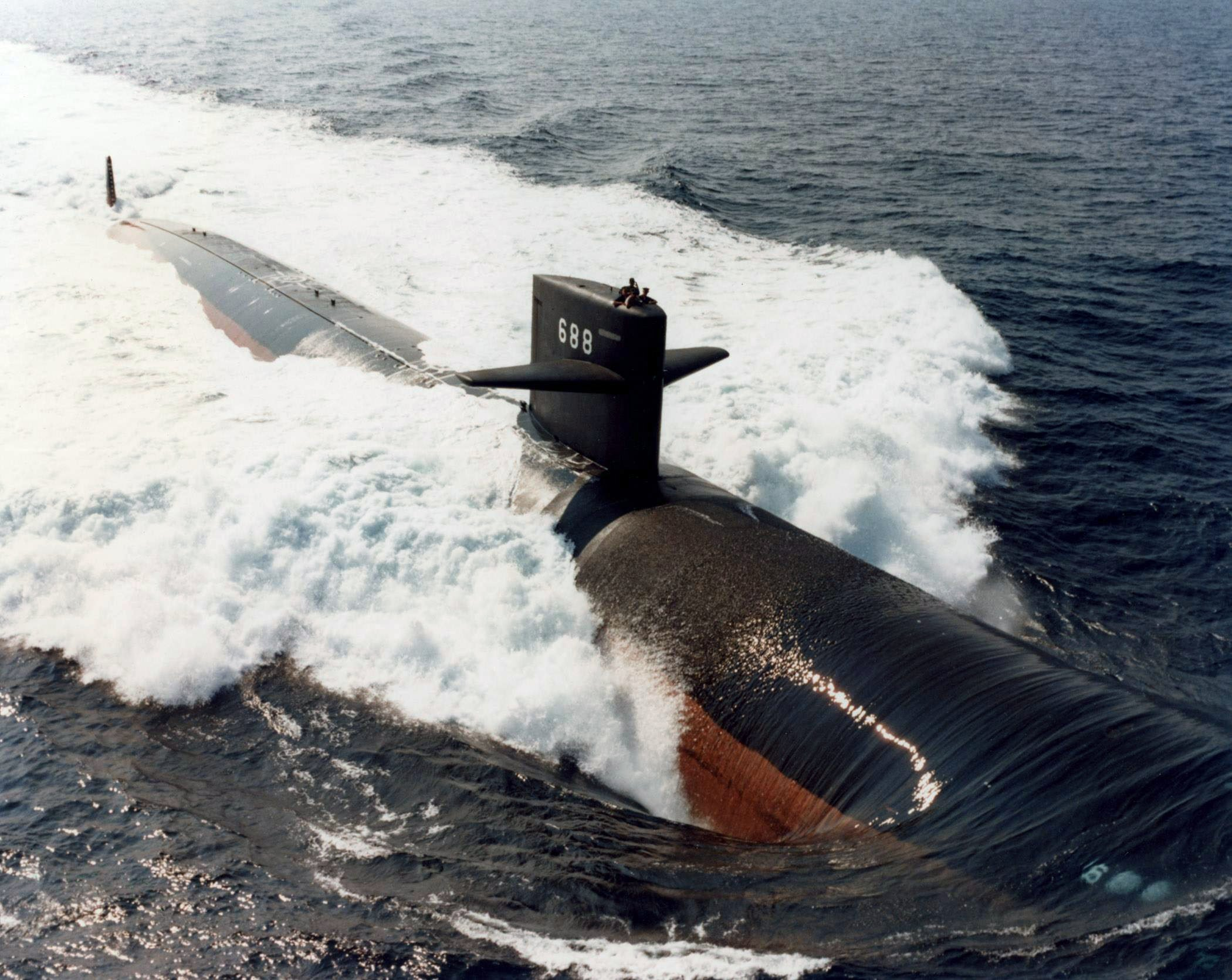
AN/BQS-13[pl]
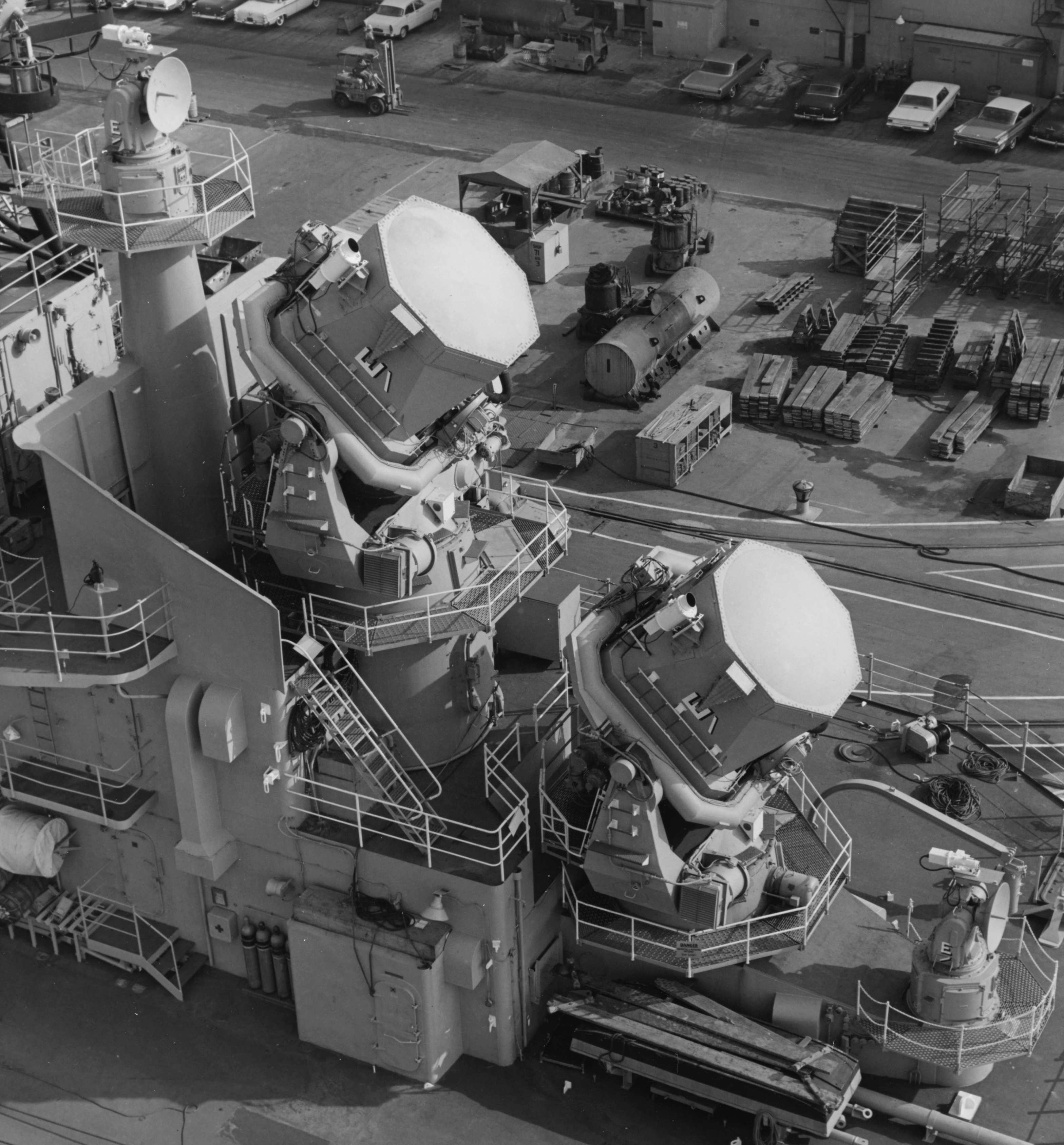
AN/SPG-49(інші мови)
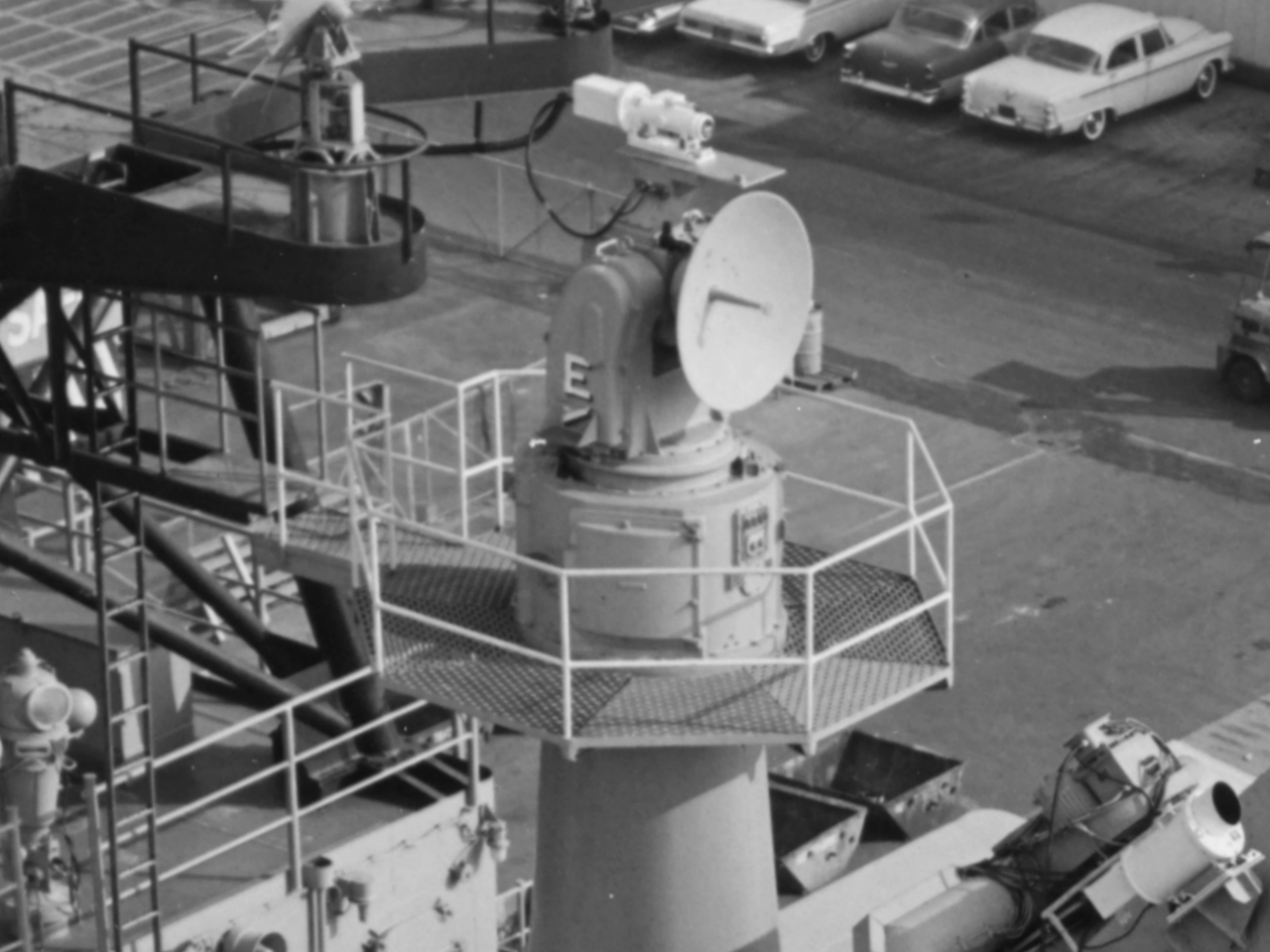
AN/SPW-2[ru]
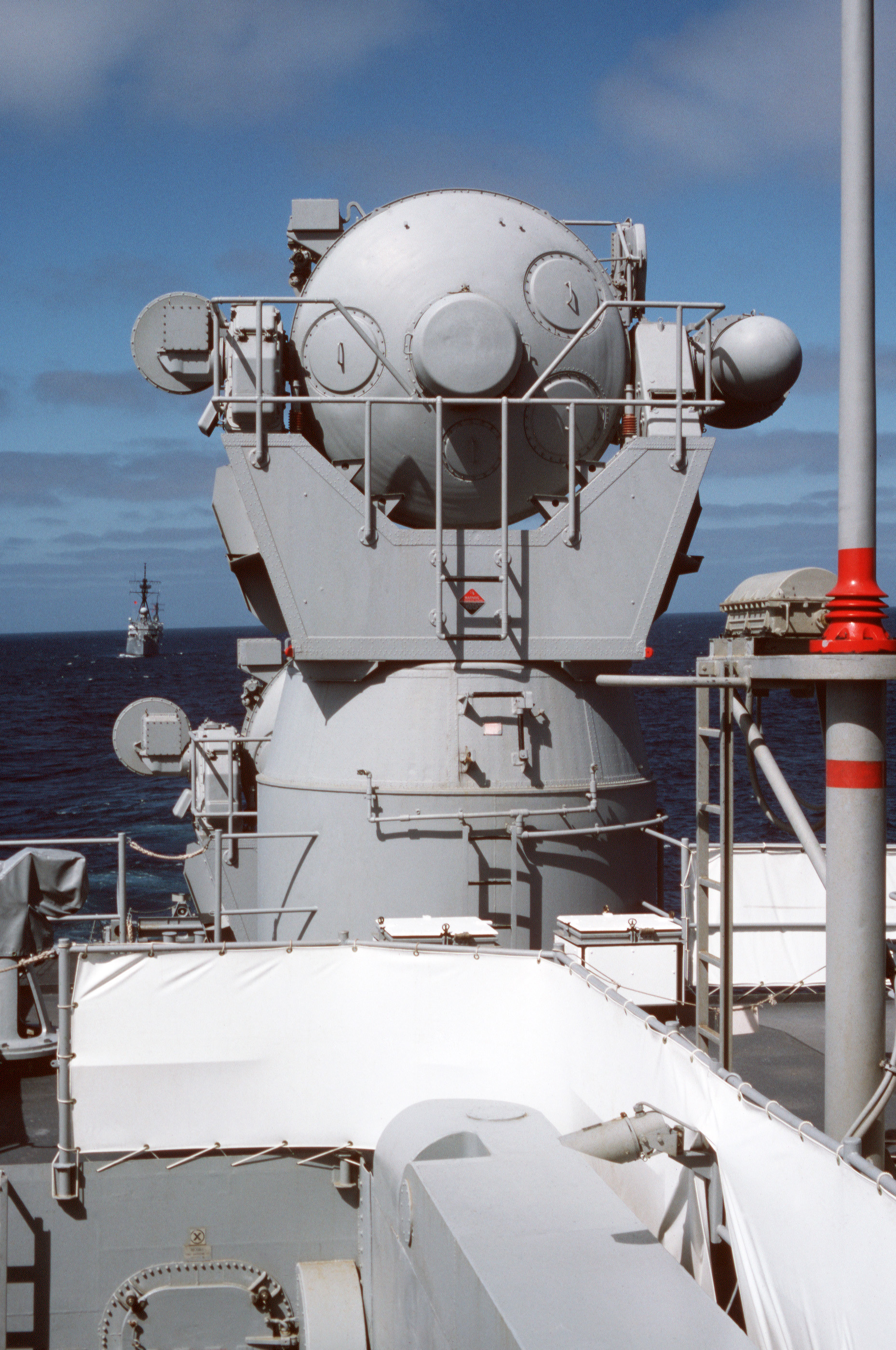
AN/SPG-55[en]
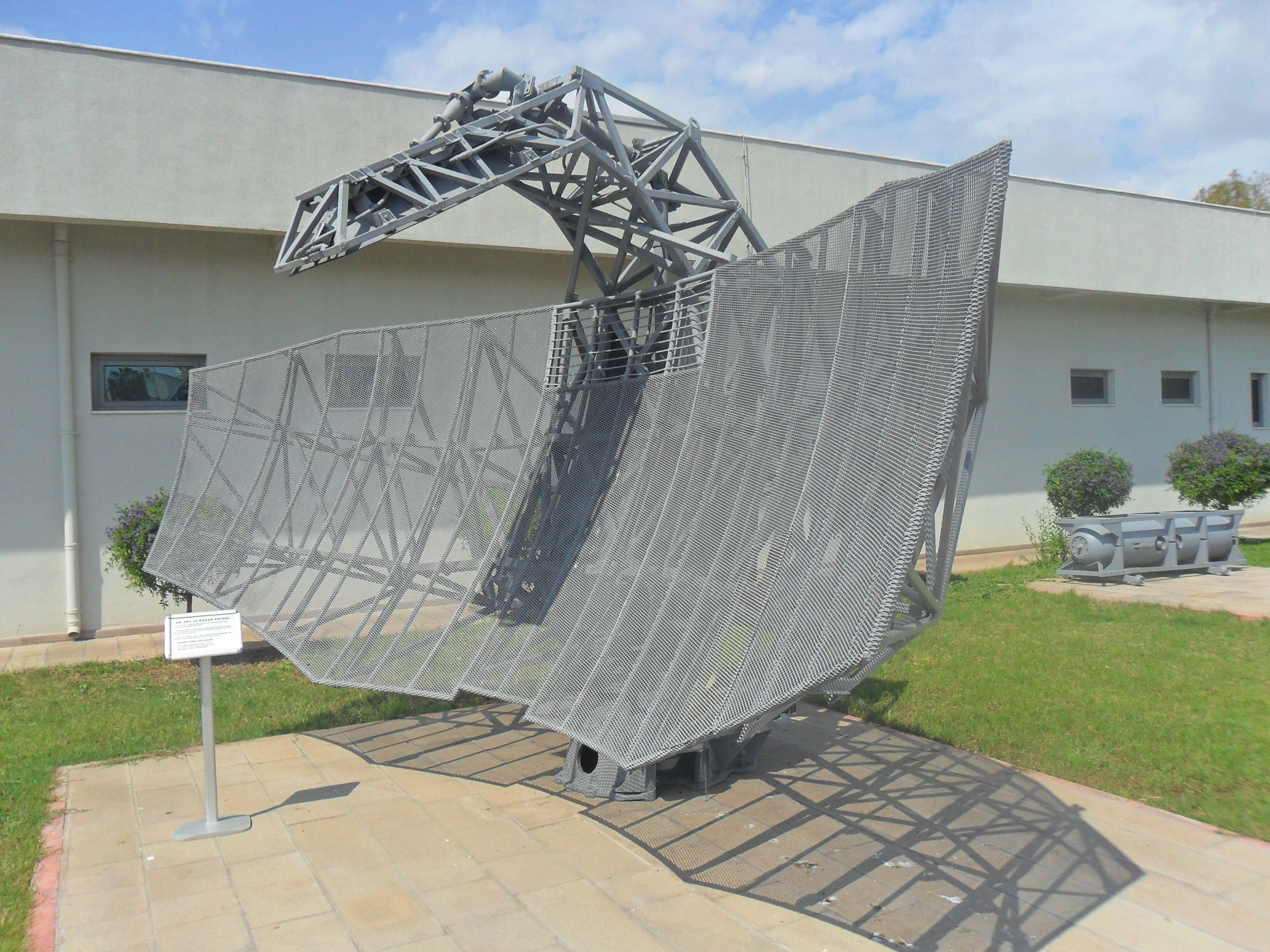
AN/SPS-40A[en]
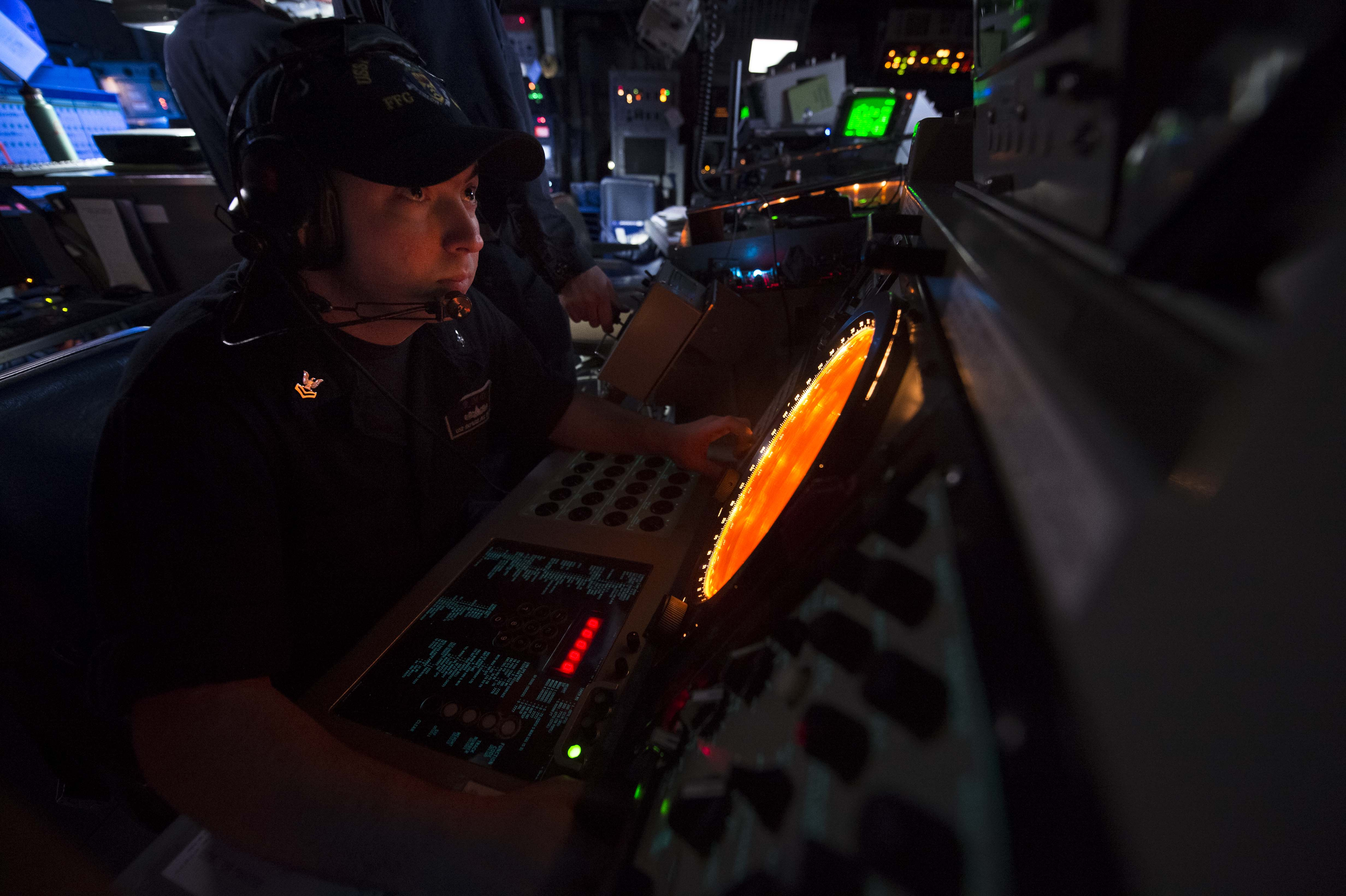
AN/SQQ-23[ru]
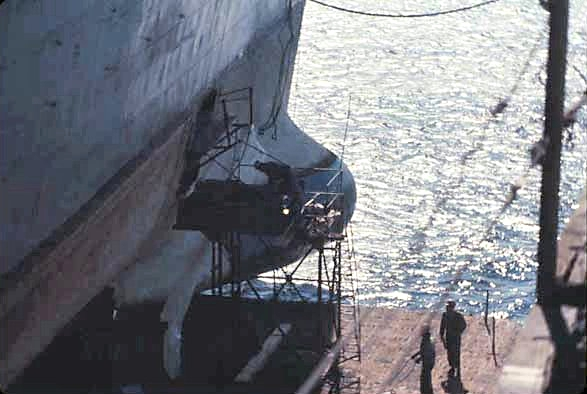
AN/SQS-26[en]
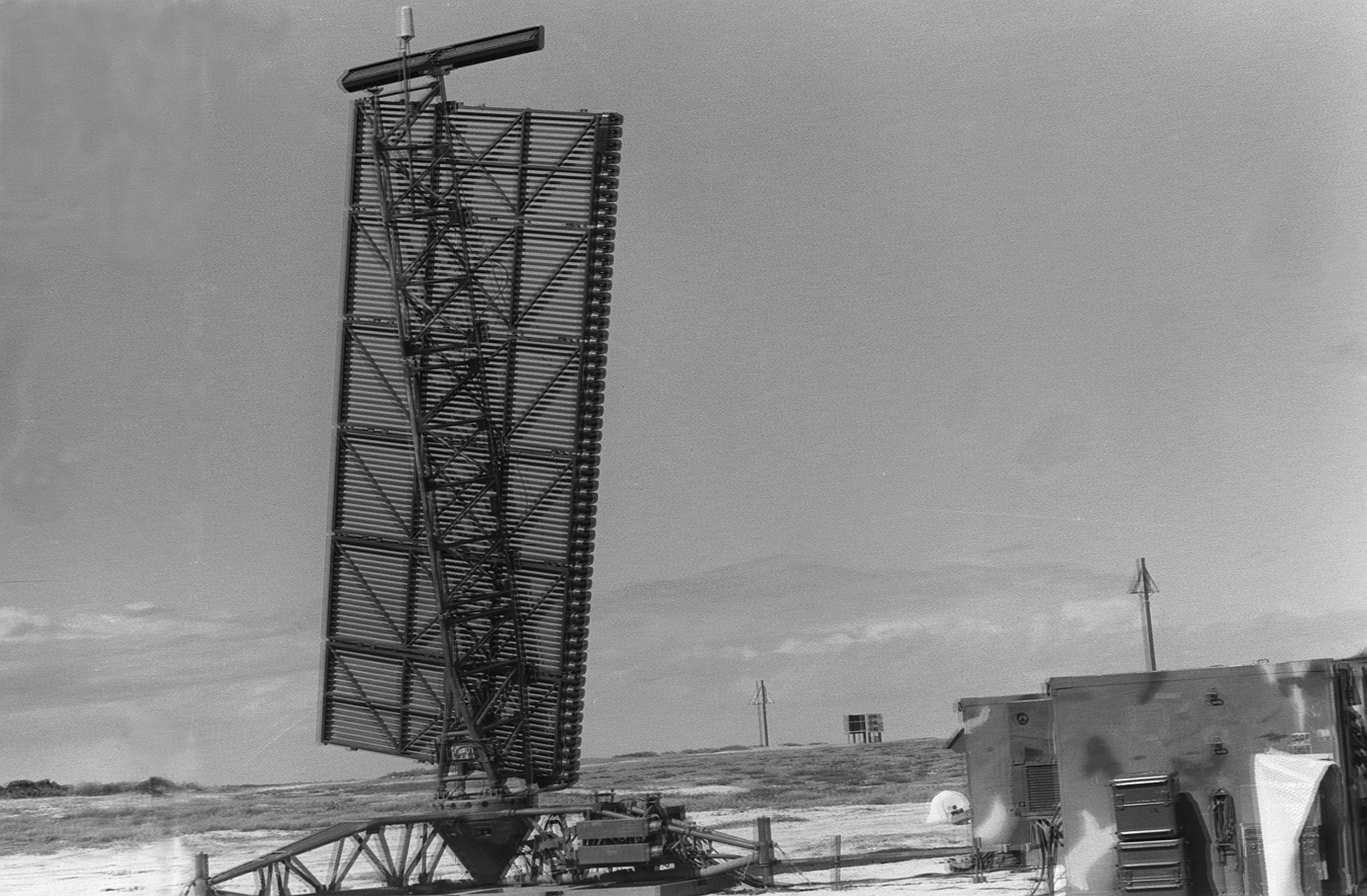
AN/TPS-32[en]
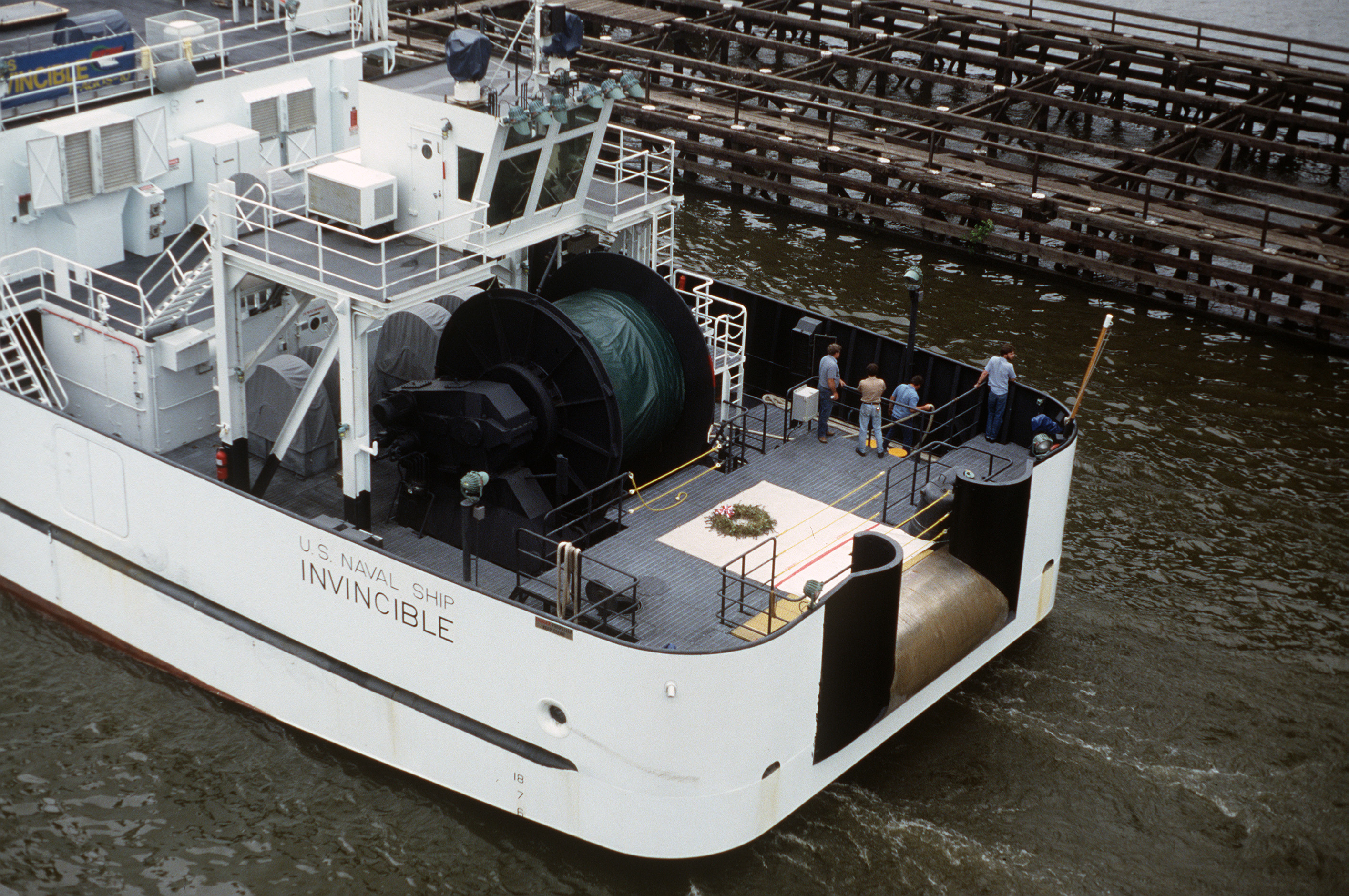
AN/UQQ-2[en]
AN/WLR-9[ru]
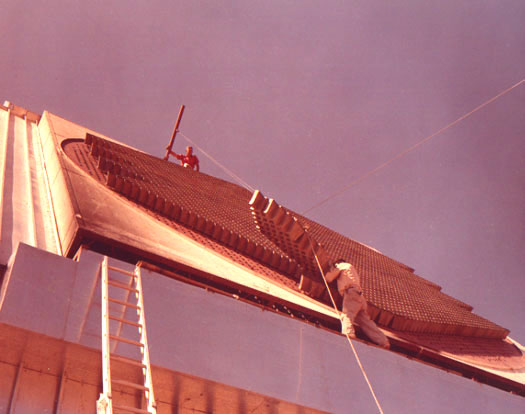
HAPDAR
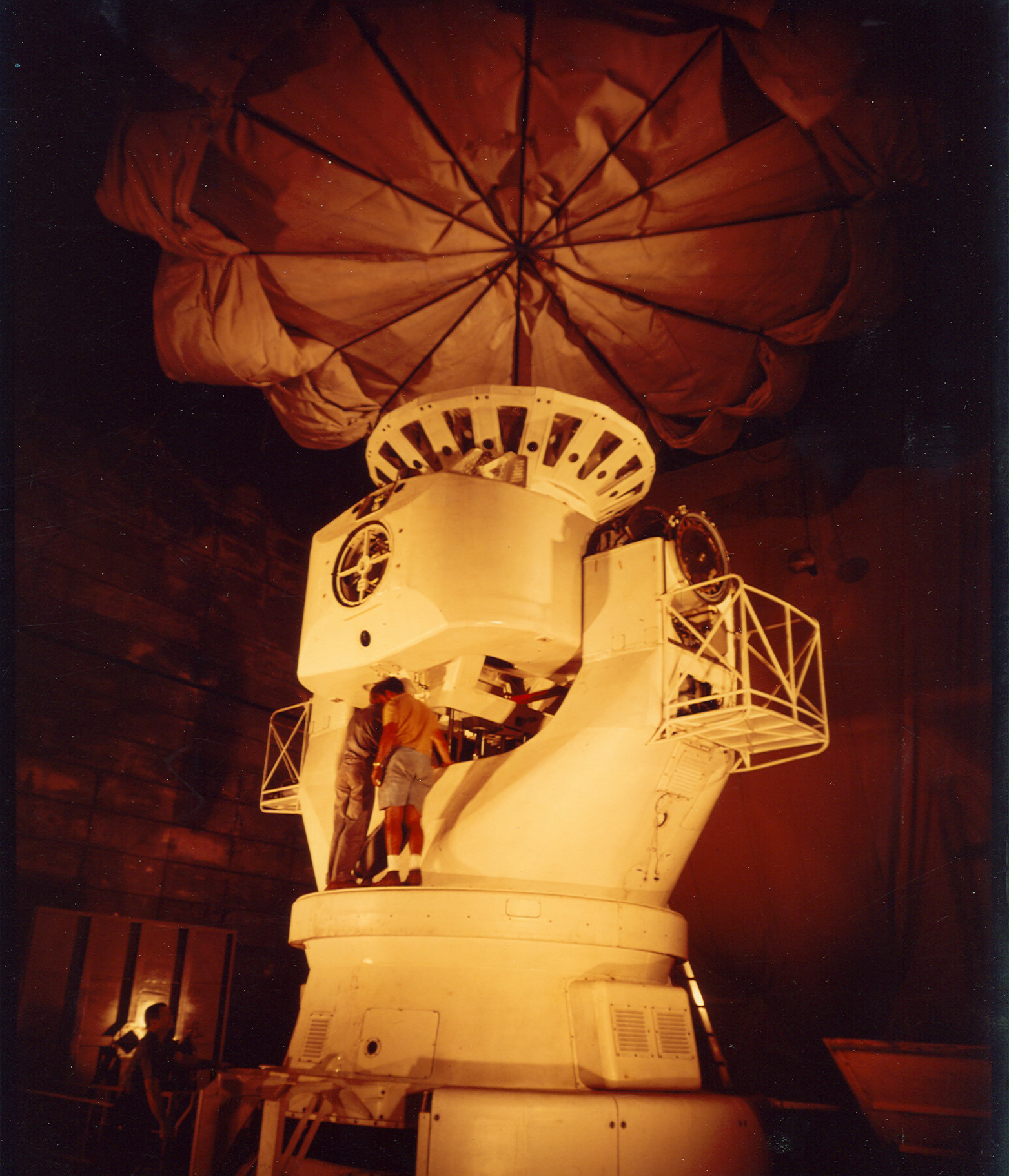
Zeus Target Track Radar

### Бортове радіоелектронне обладнання

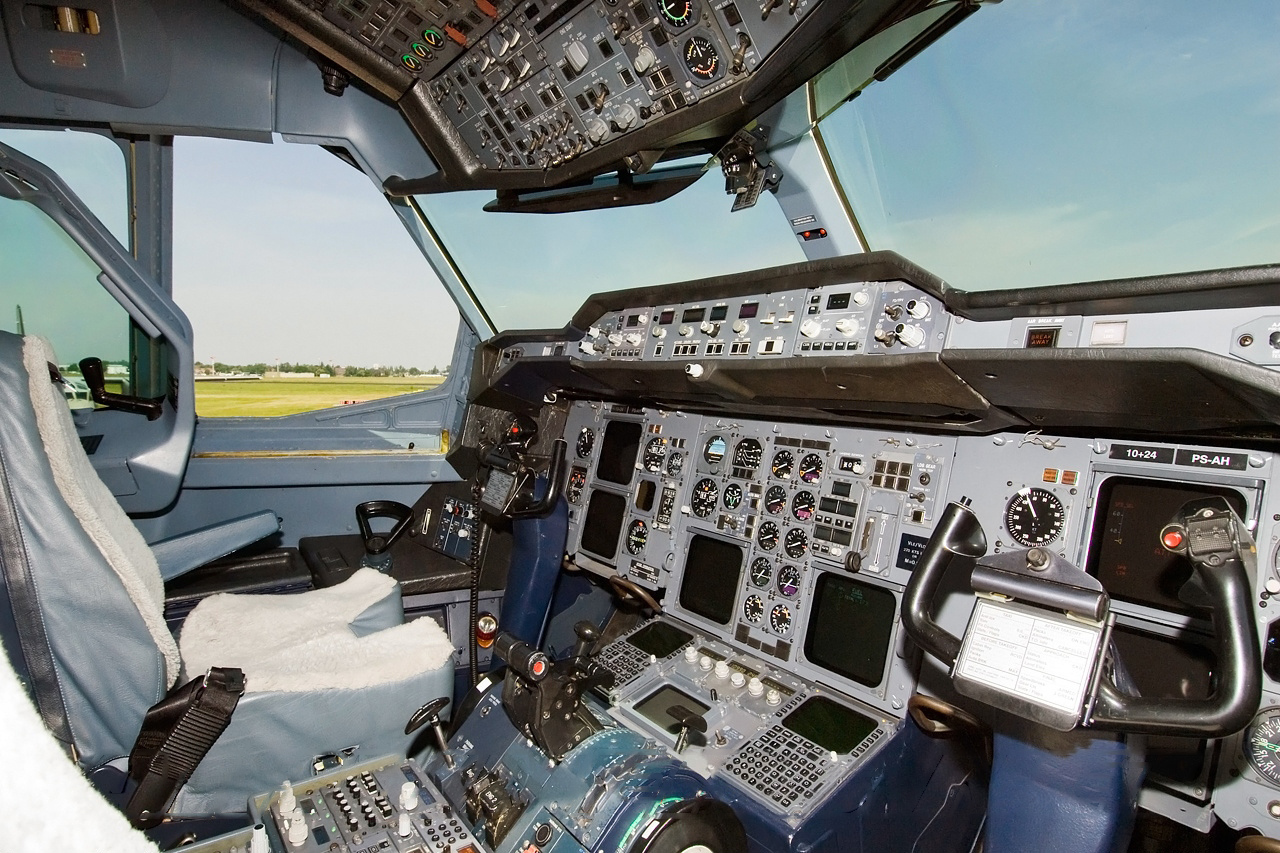
Airbus Flight Management System
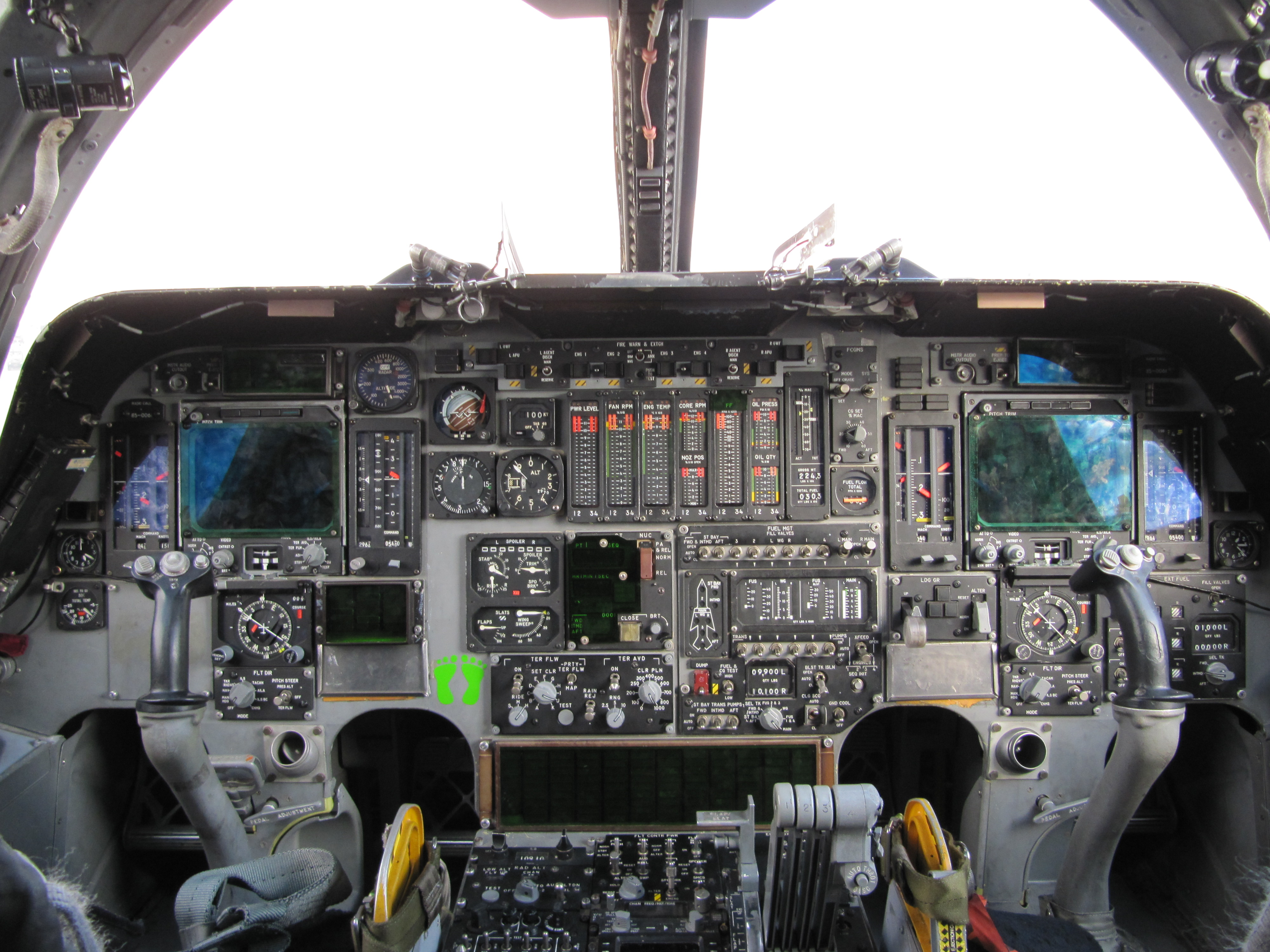
B-1 Flight Control System
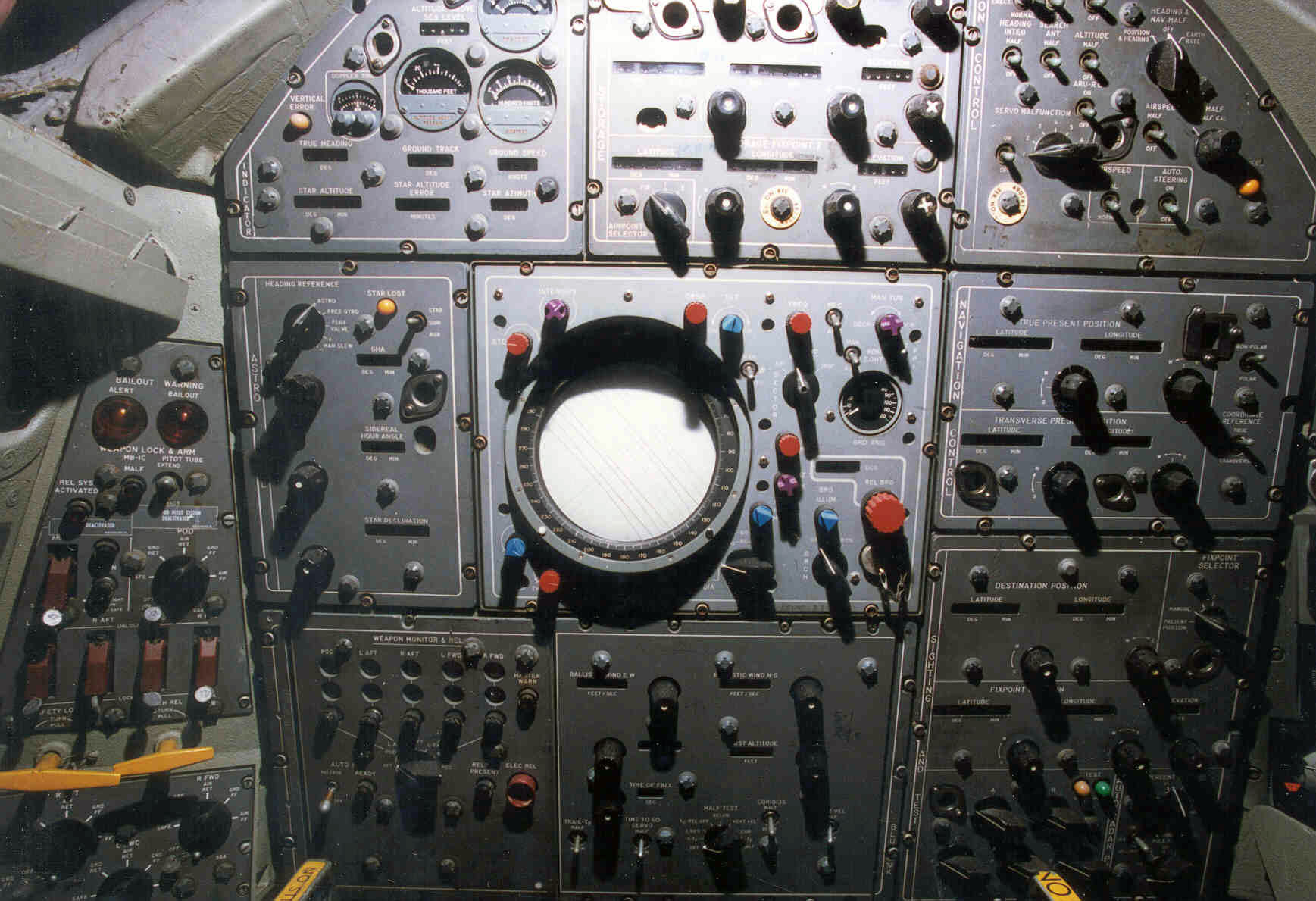
B-58 Bomb Navigation System
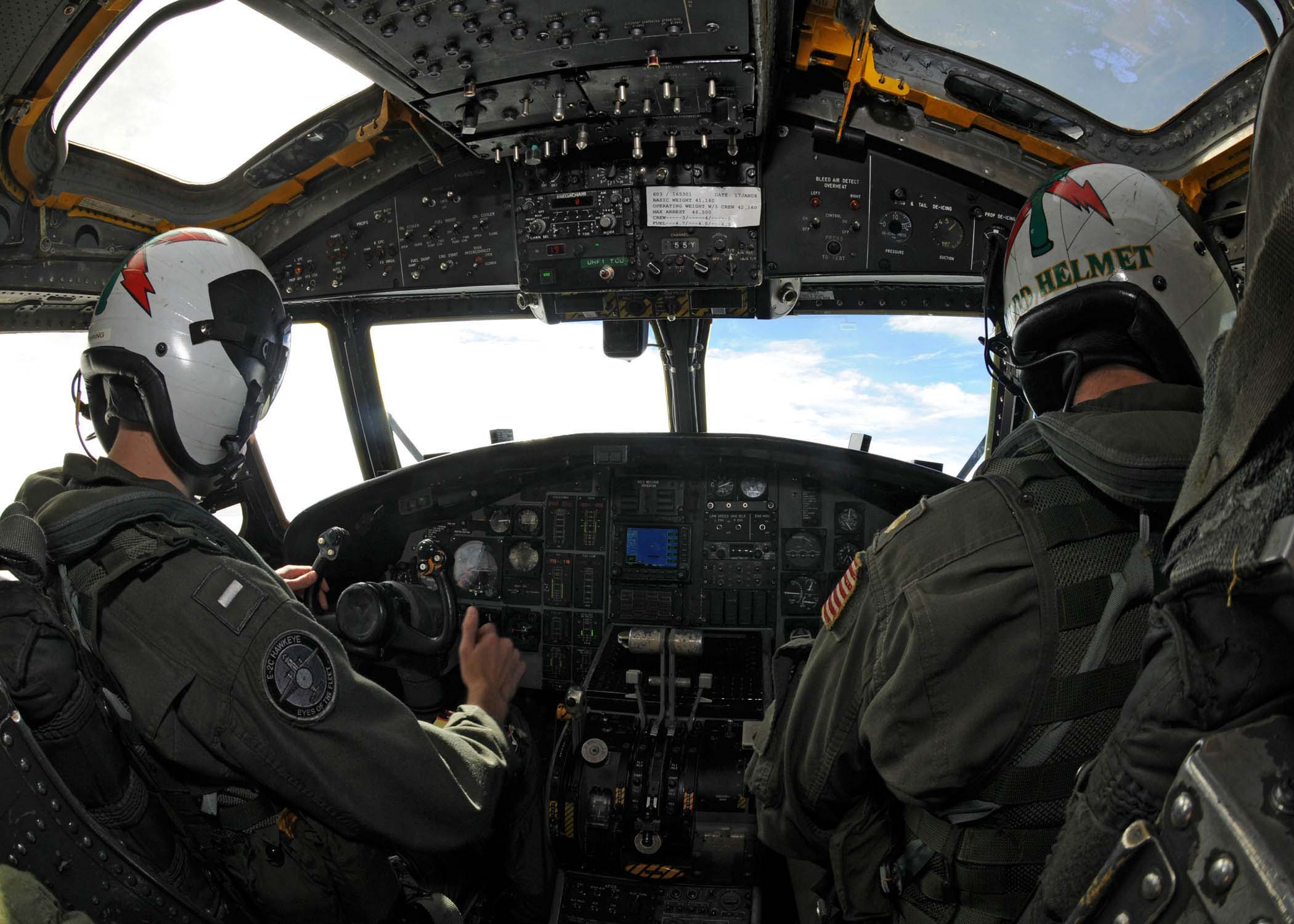
E-2 Auto-Pilot
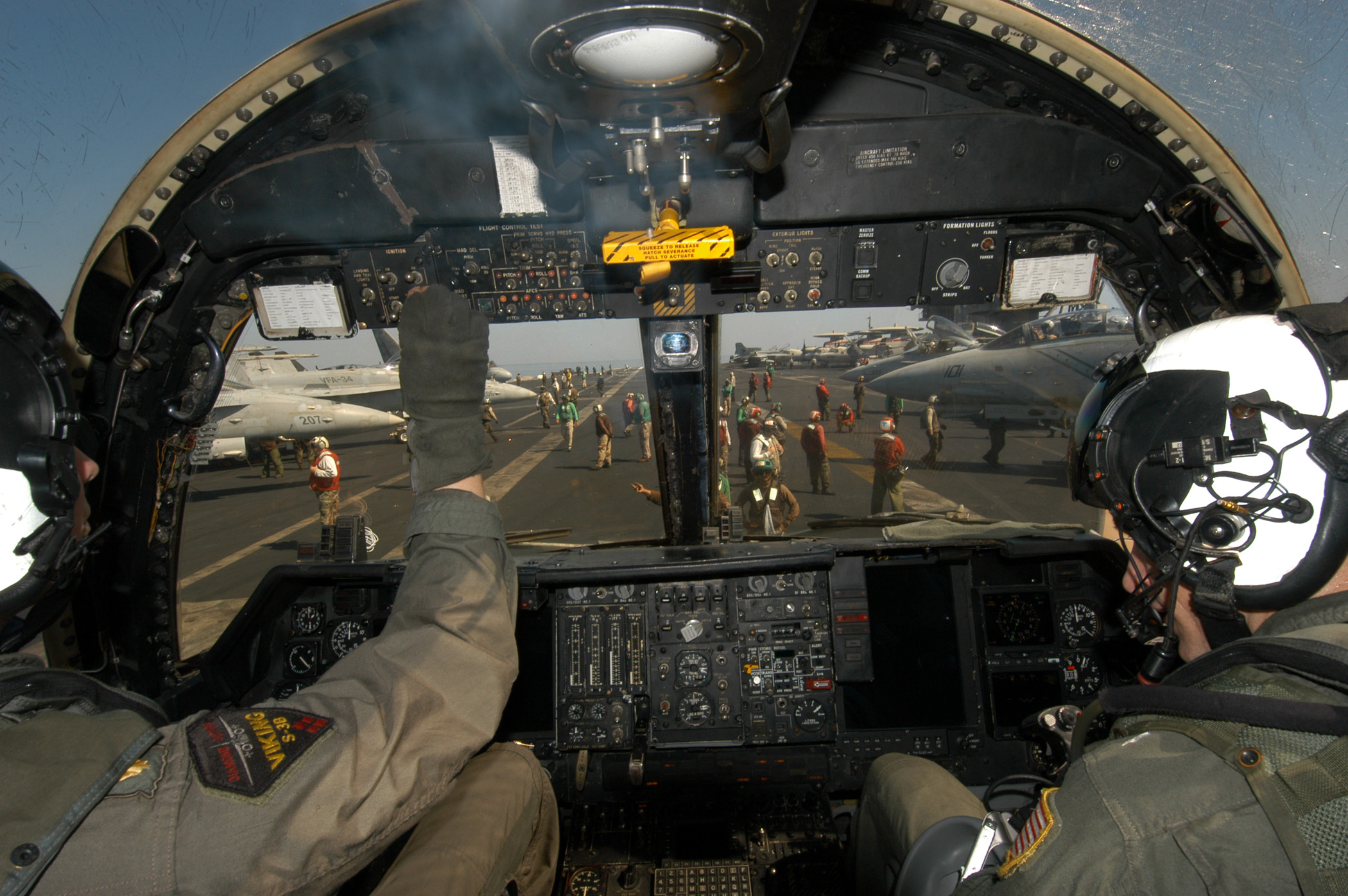
S-3 Flight Control System
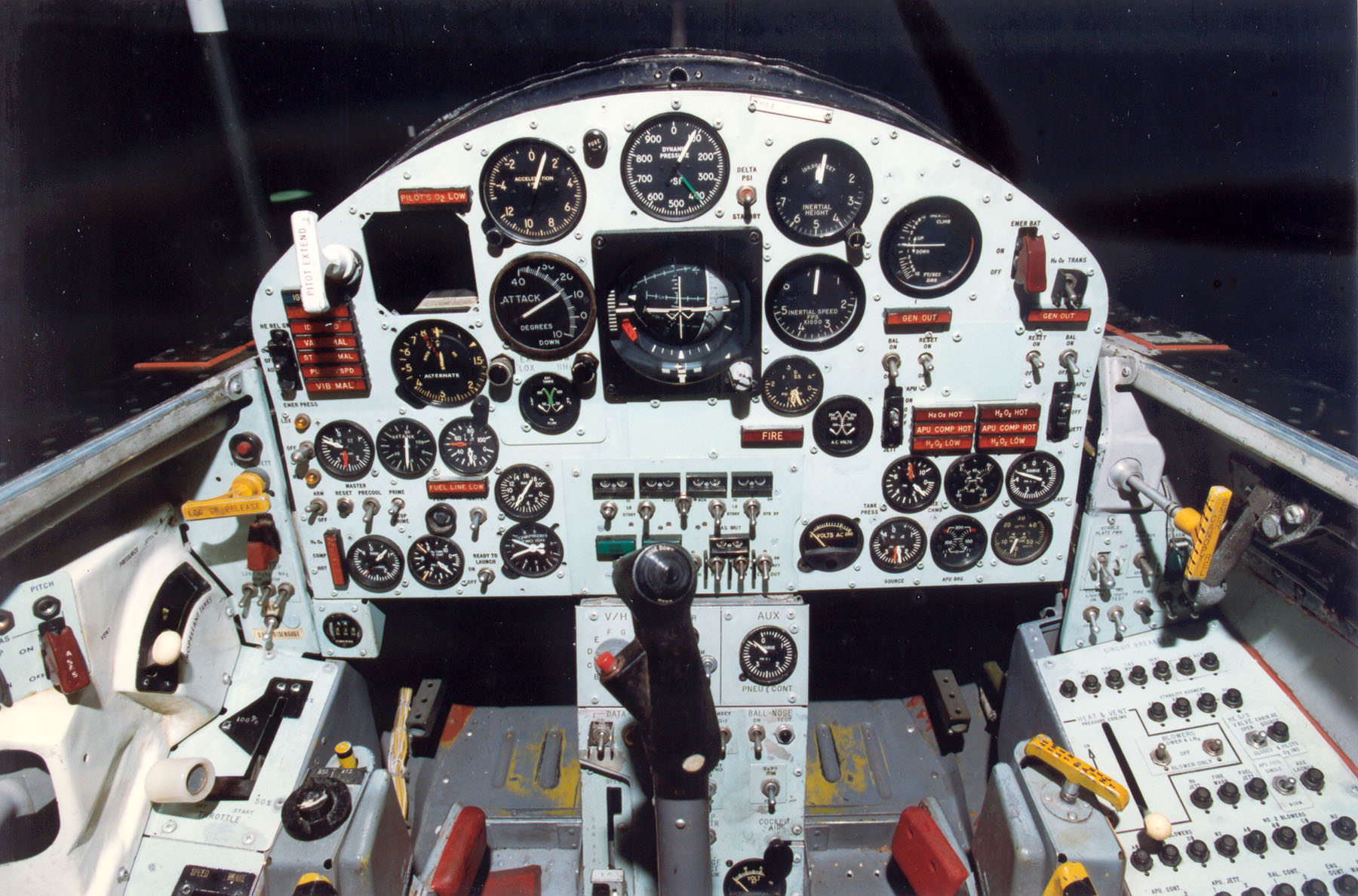
X-15 Flight Control System
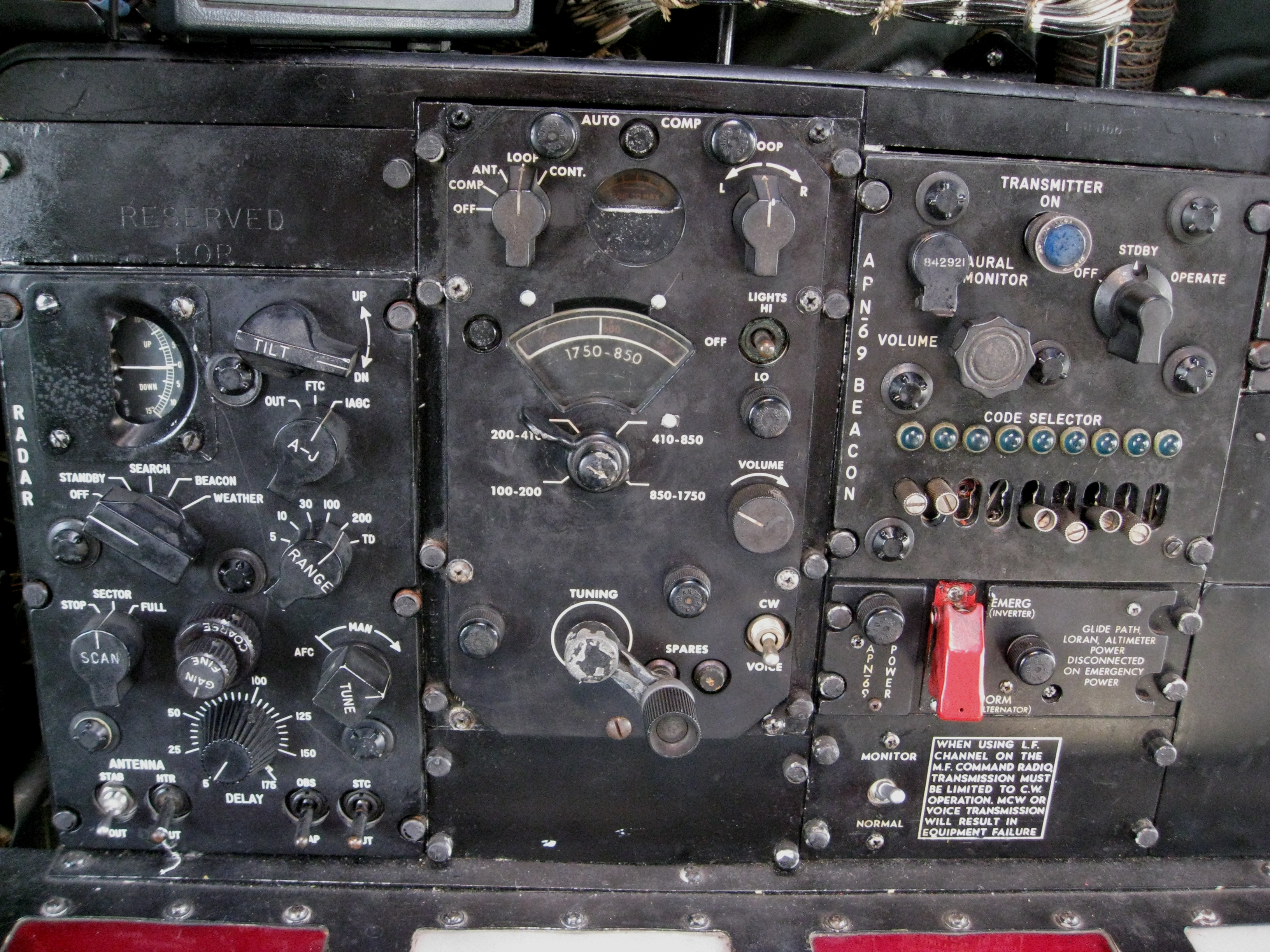
AN/APN-69
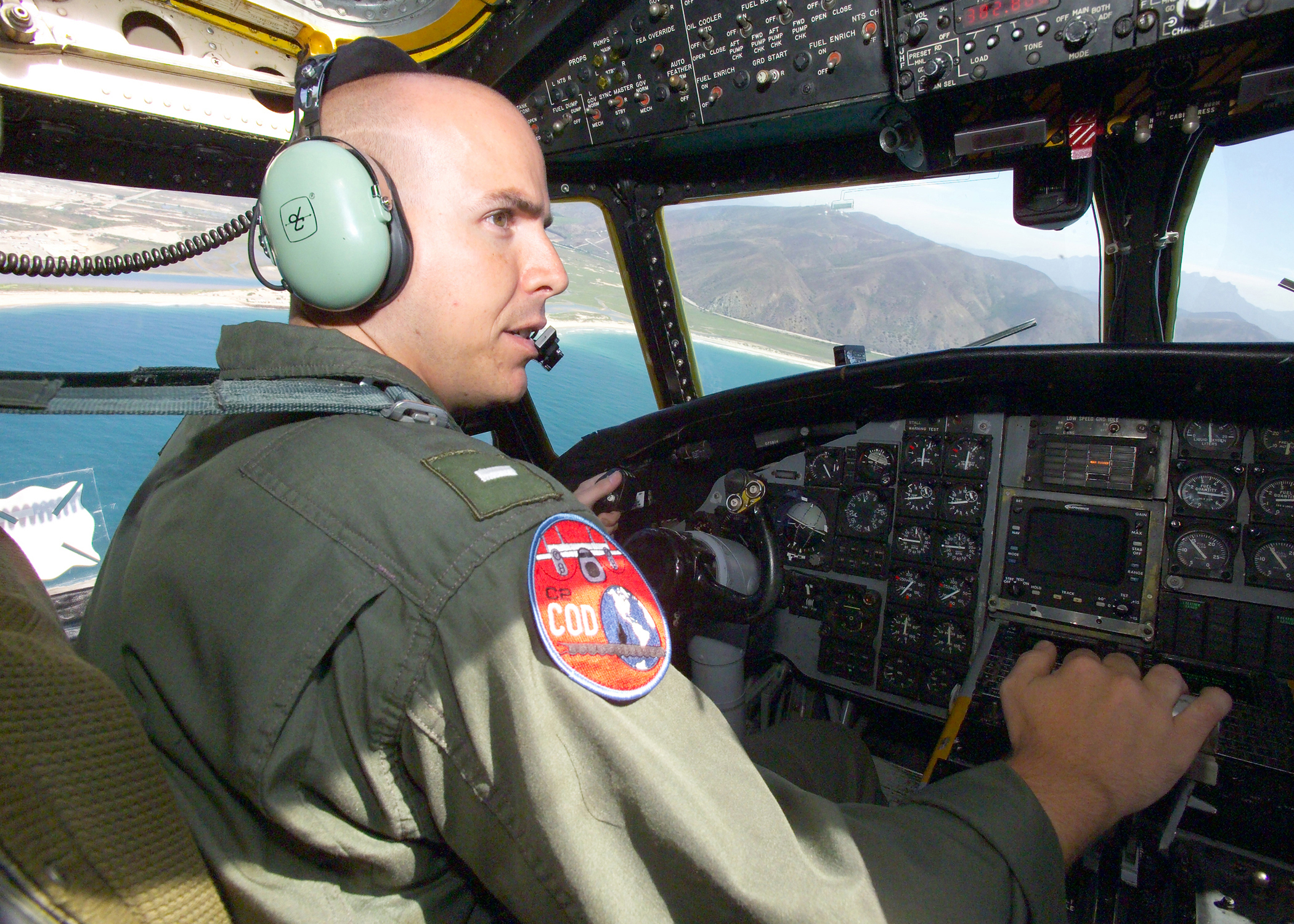
AN/ASW-15

### Літальні апарати

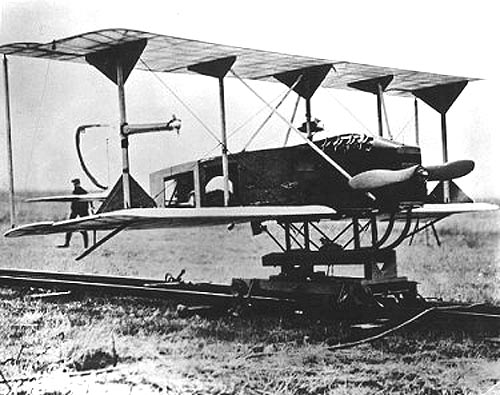
Automatic Airplane
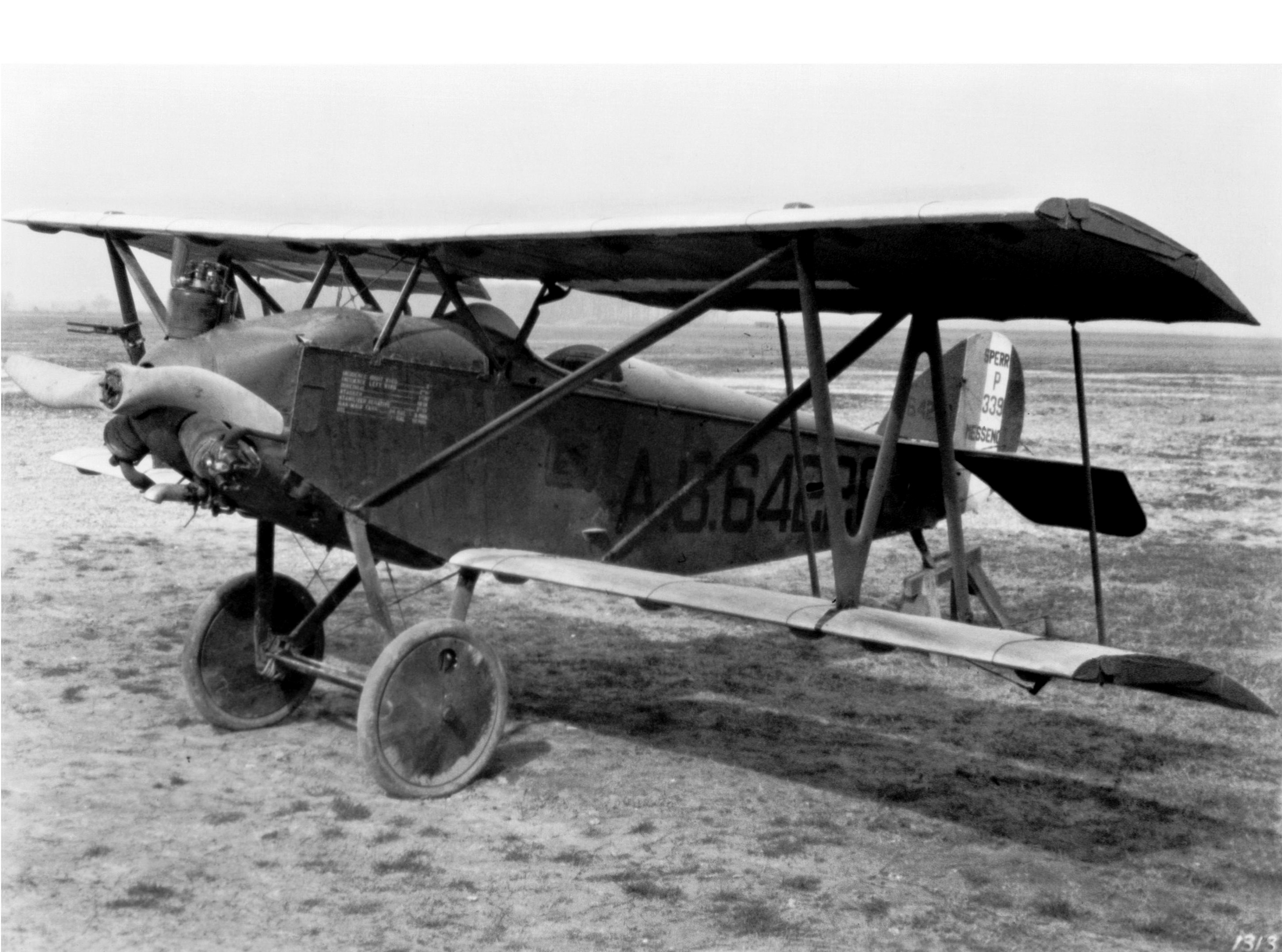
Verville-Sperry M-1 Messenger[en]
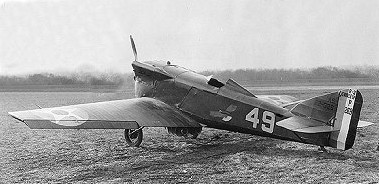
Verville-Sperry R-3 Racer[en]
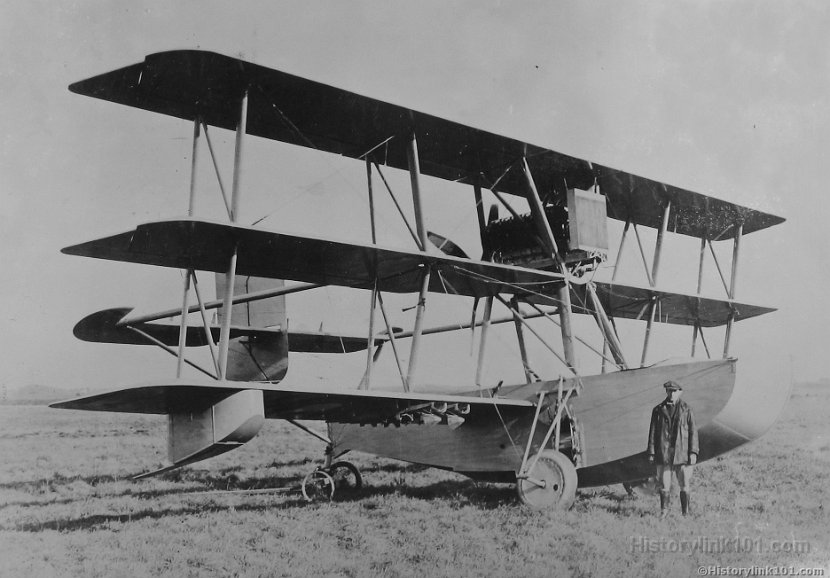
Sperry Land and Sea Triplane[en]
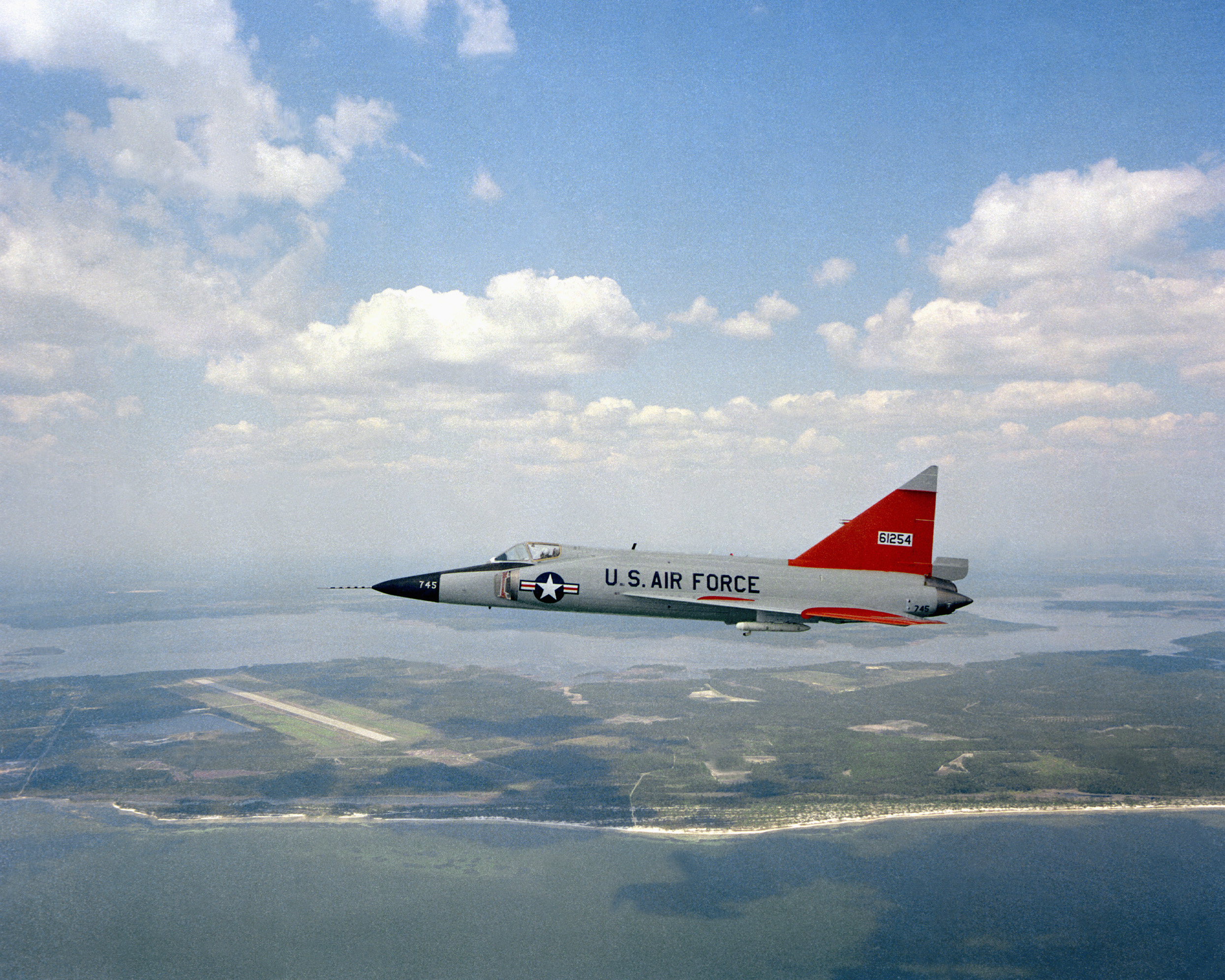
PQM-102[en]

### Рейковий рухомий склад
Для технічного обслуговування, регламентних та ремонтних робіт з підтримання роботоздатності залізничних шляхів, колії та інфраструктури у цілому компанією Sperry Rail Service (SRS) у Данбері, штат Коннектикут (згодом разом з австралійською філією Automation-Sperry була продана Automation Industries, Inc.) виготовлялись різноманітні колійні машини: вагони-дефектоскопи, колієвимірювачі, вагони-лабораторії тощо. SRS була піонером у сфері виробництва колійних машин для обслуговування залізничної інфраструктури.

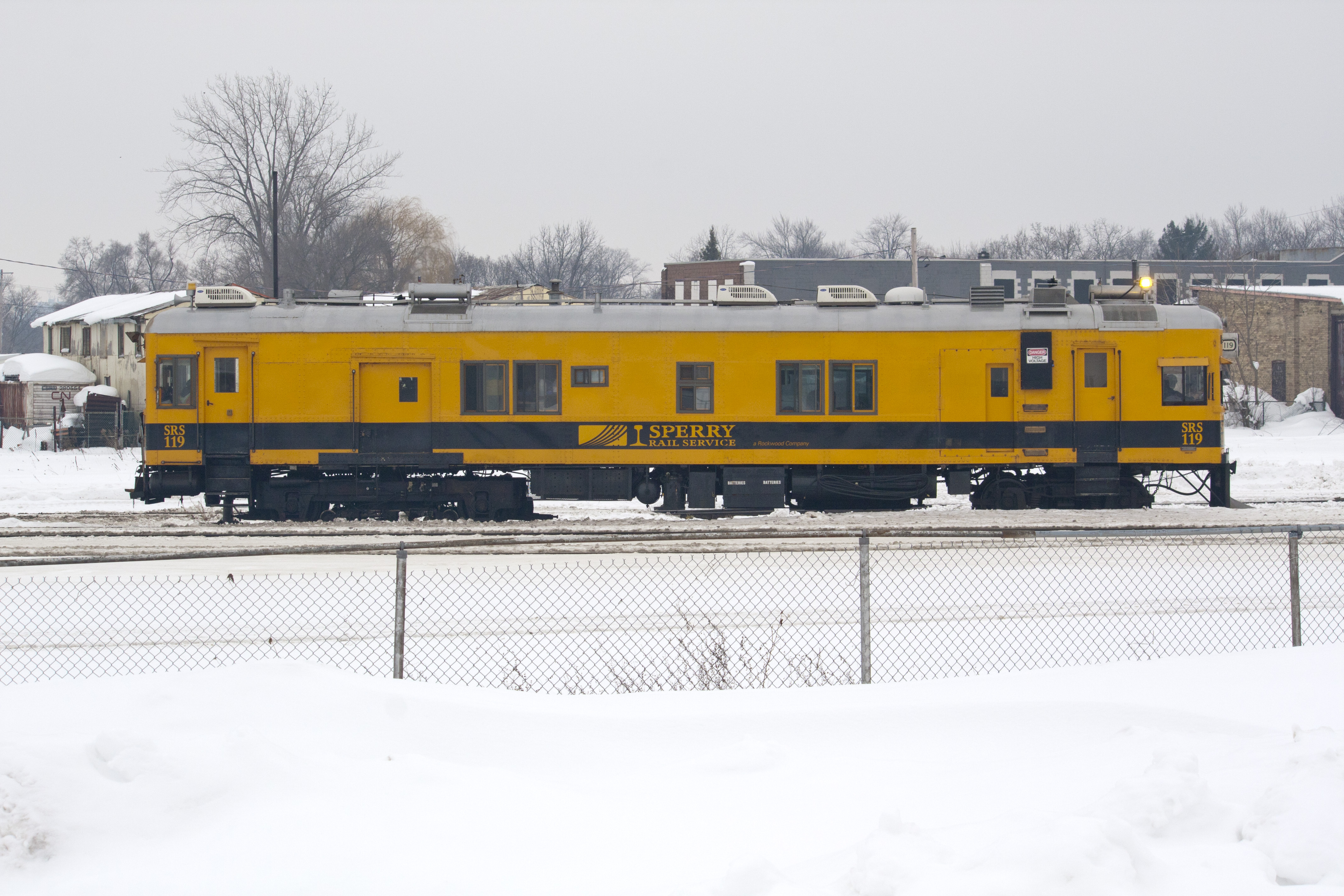
SRS 119
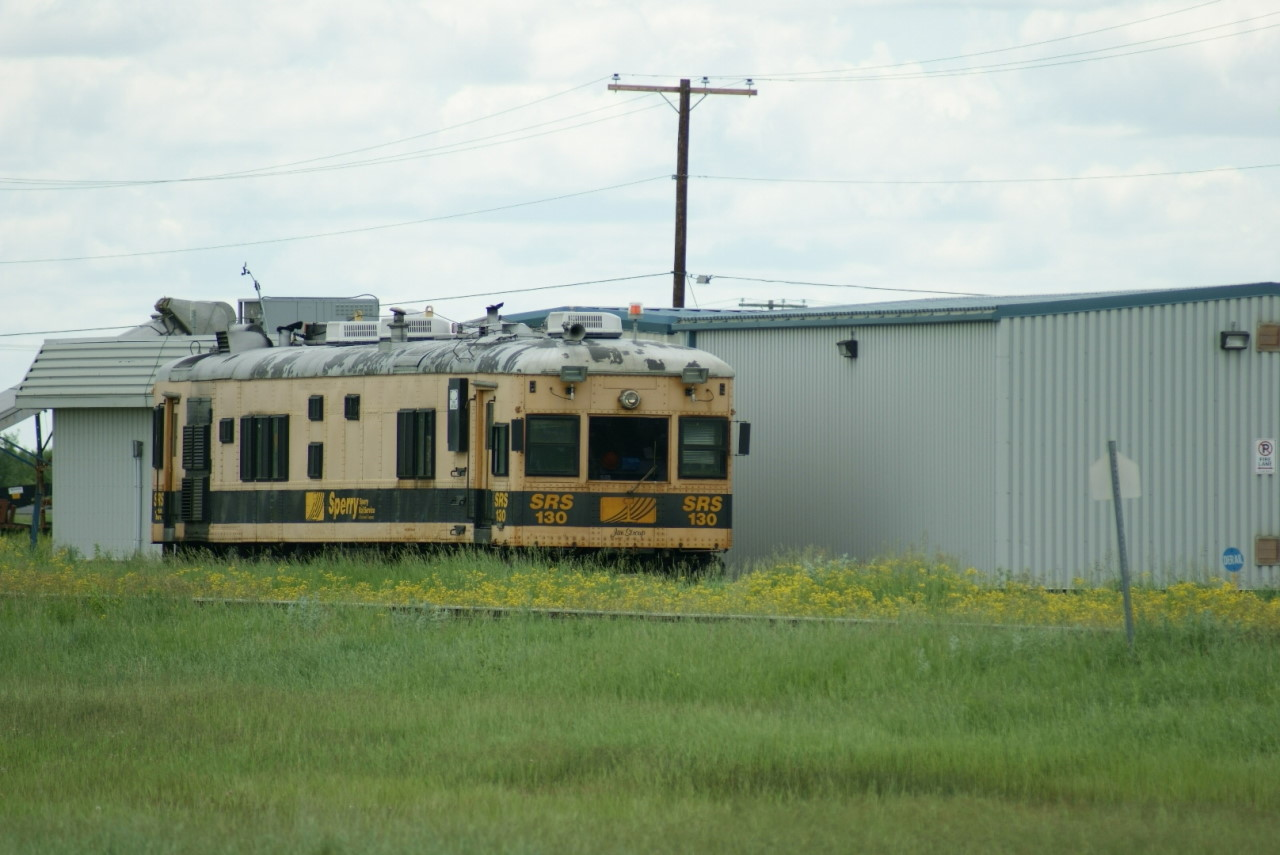
SRS 130
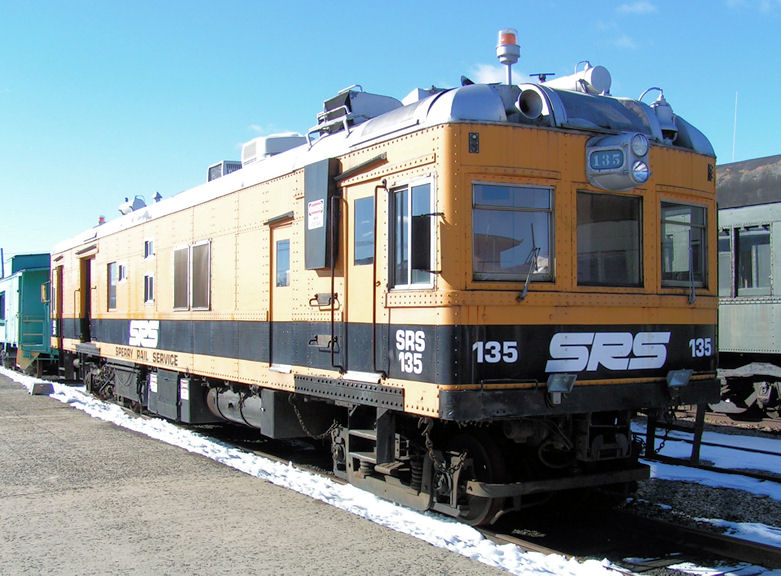
SRS 135
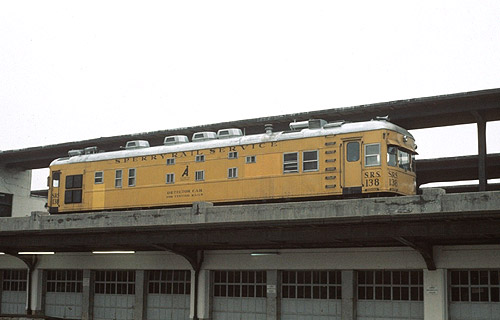
SRS 138
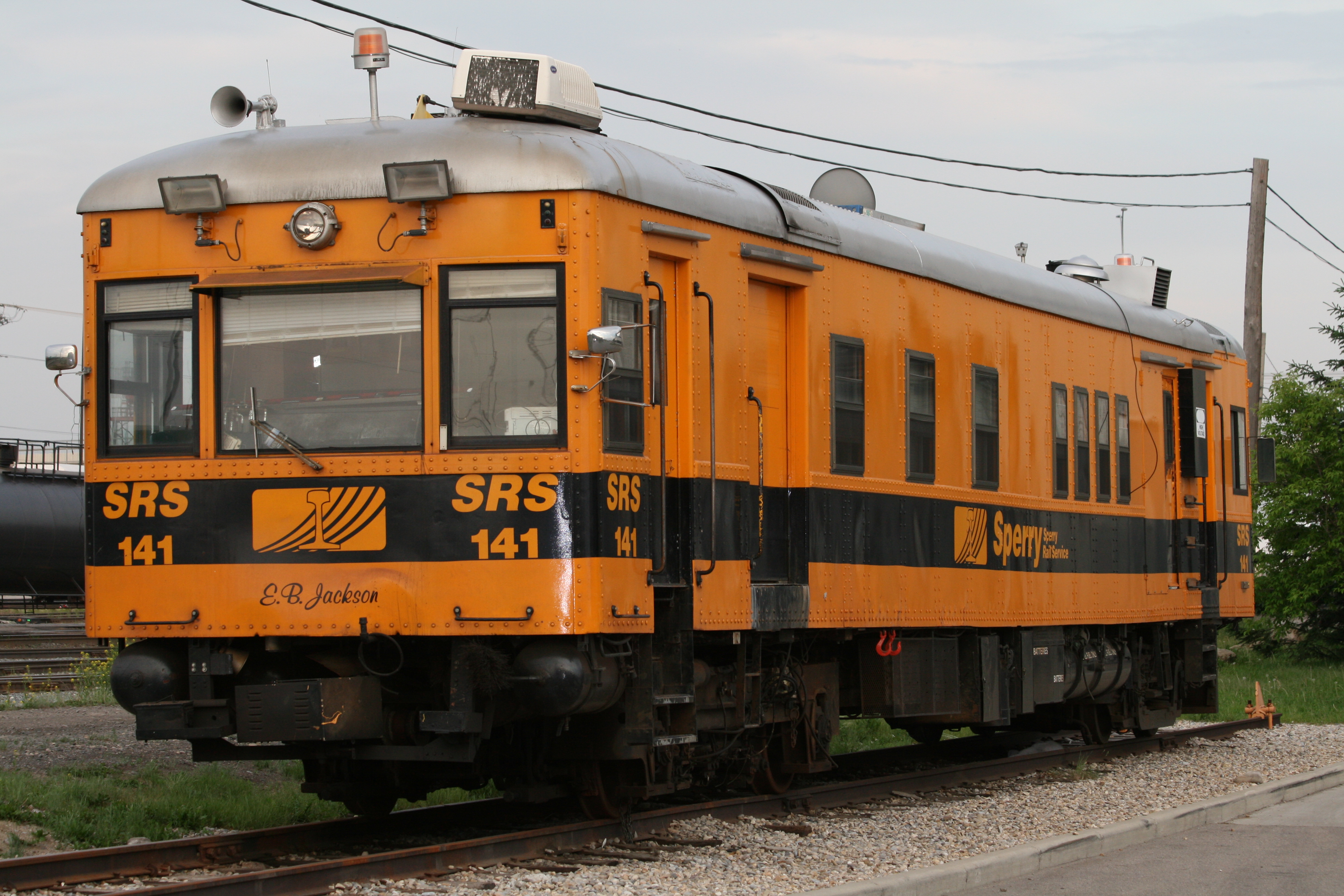
SRS 141
SRS 143
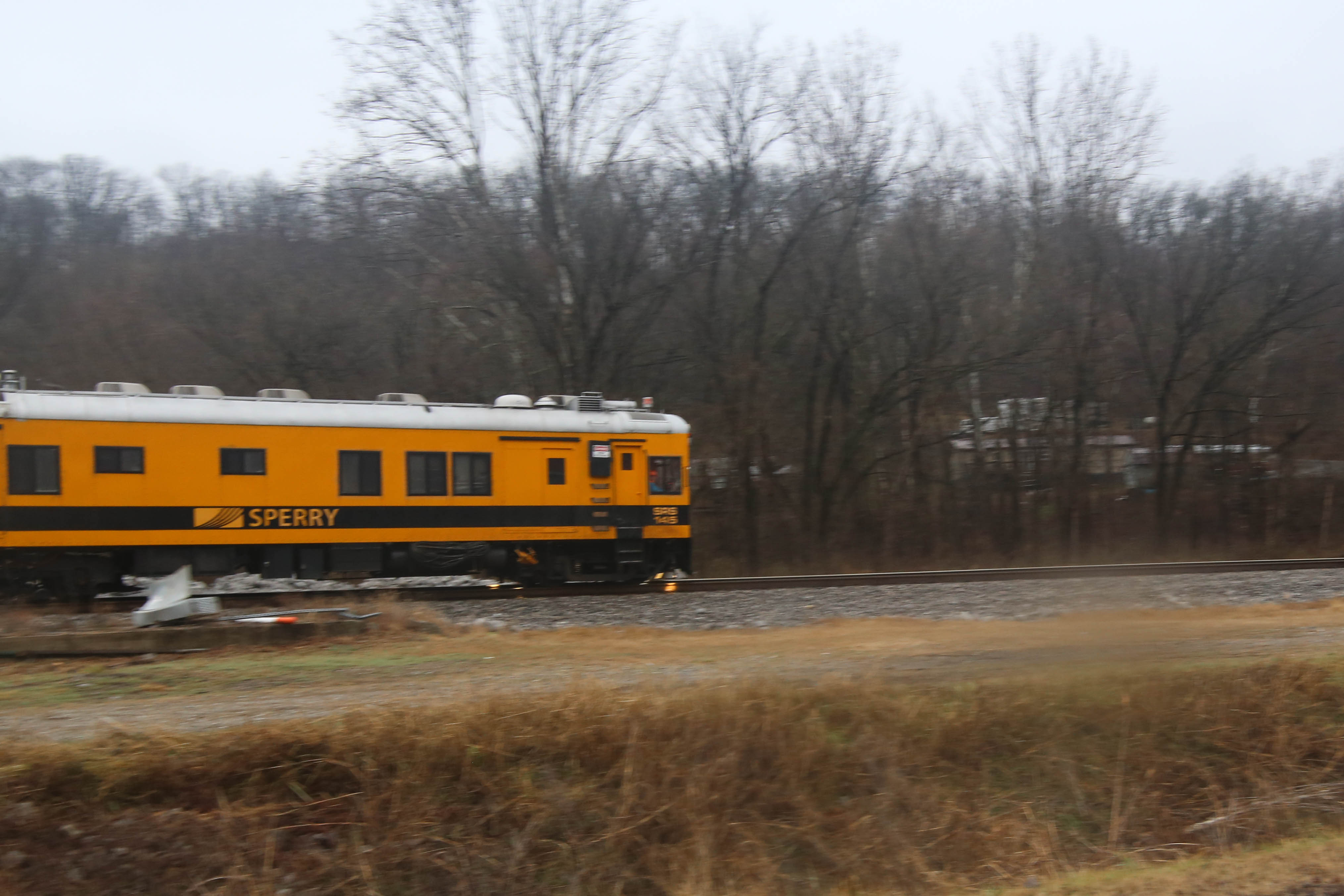
SRS 145
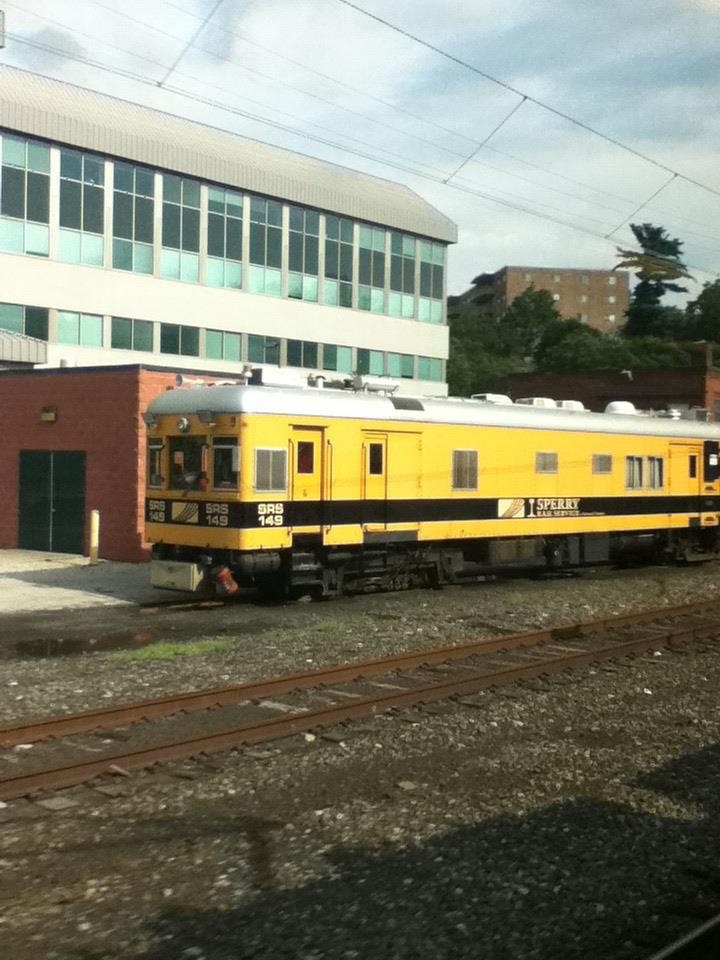
SRS 149
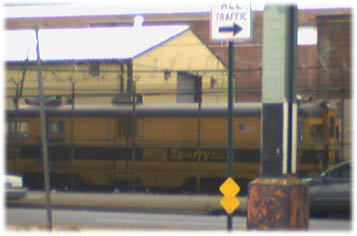
SRS 403
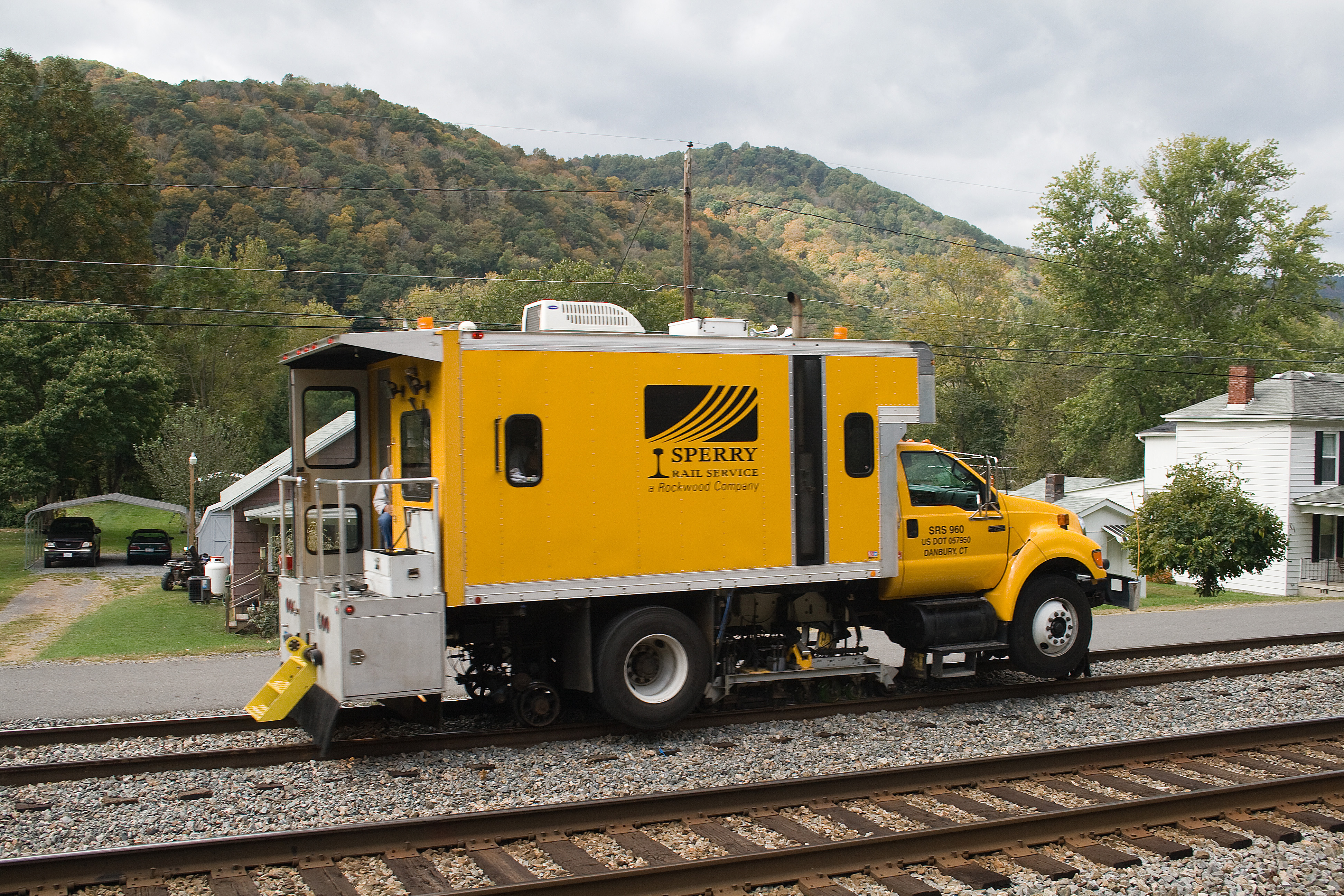
SRS 960

## Сільськогосподарська техніка
Після придбання у 1947 році компанії виробника сільськогосподарської техніки New Holland Machine Company у Нью-Голланді, штат Пенсільванія, лінійку продукції компанії доповнили сільськогосподарські трактори і зернозбиральні комбайни Sperry New Holland (SNH) (випускалась під торговими марками «New Holland» і «Clayson», згодом була продана Ford Motor Company). Продукція SNH постачалась на експорт.

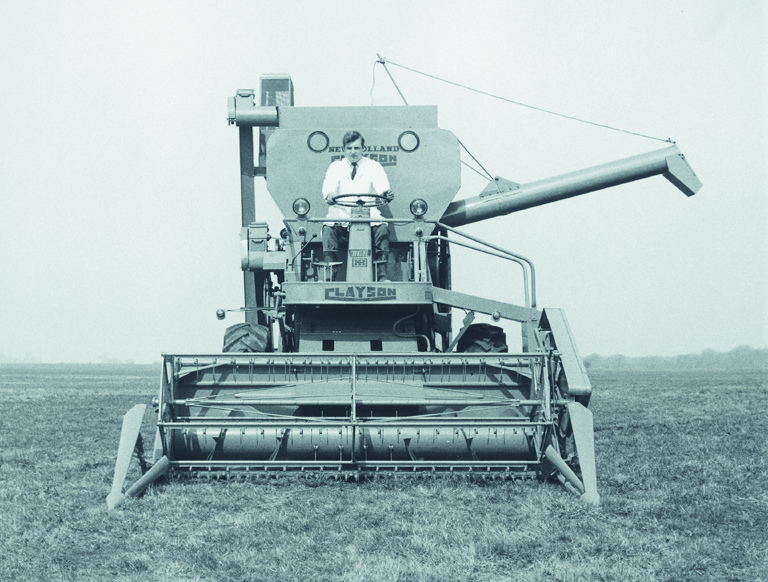
Clayson-103
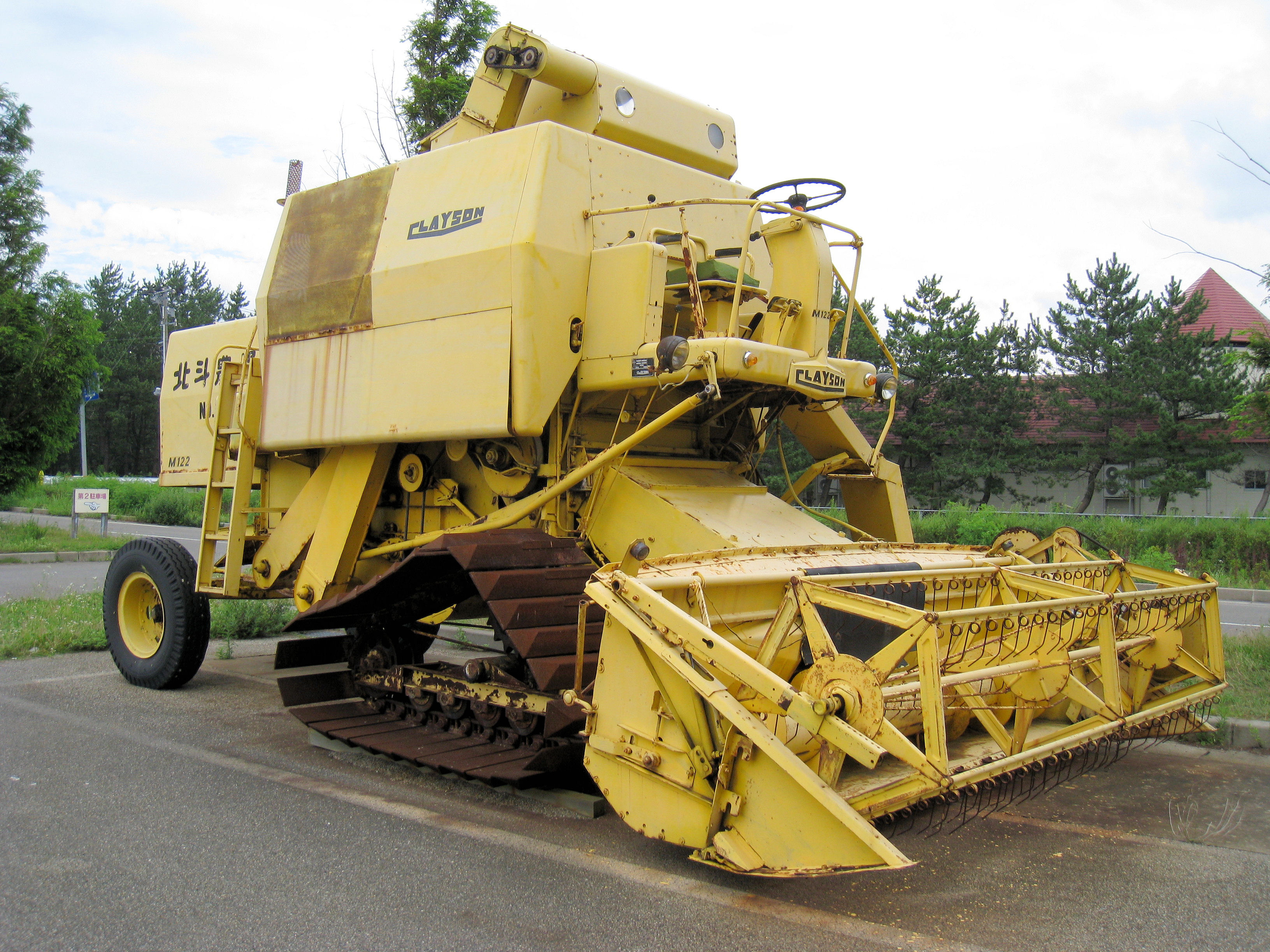
Clayson-122
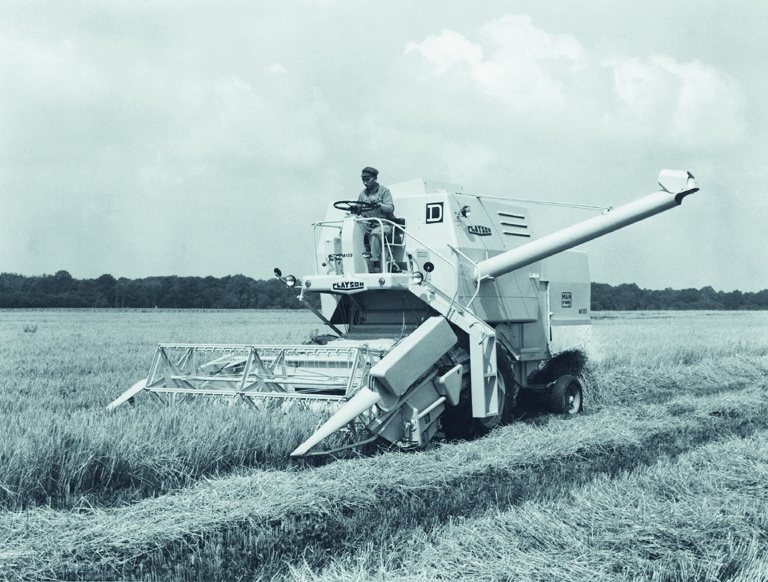
Clayson-133
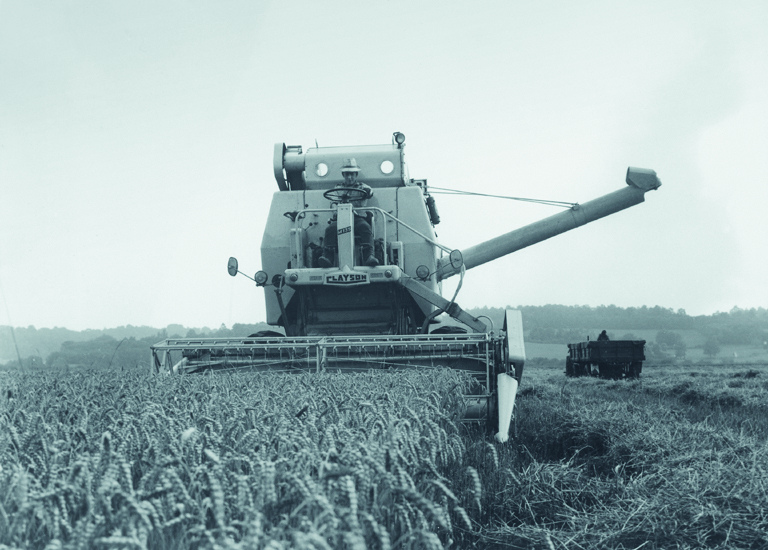
Clayson-135
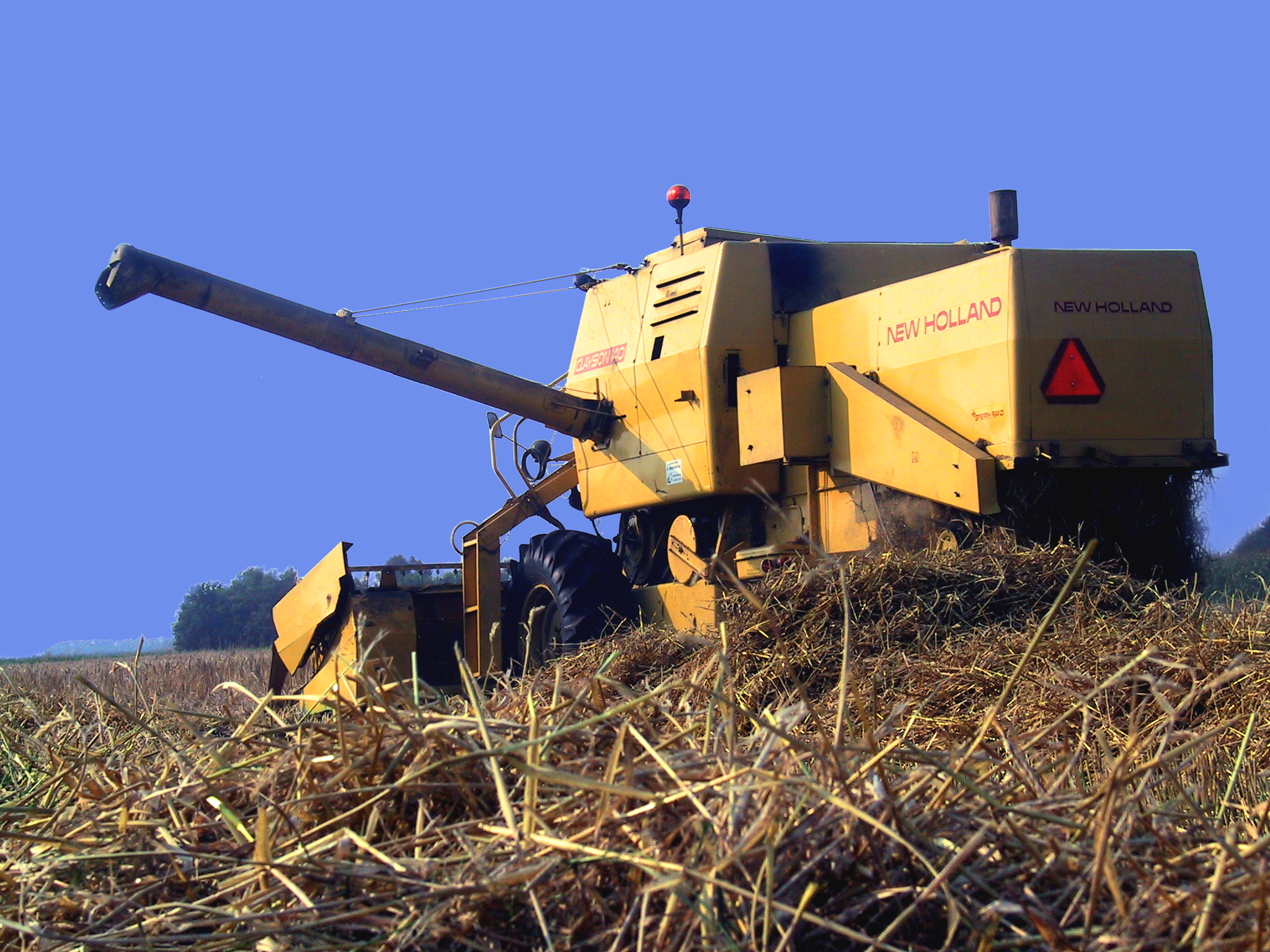
Clayson-140
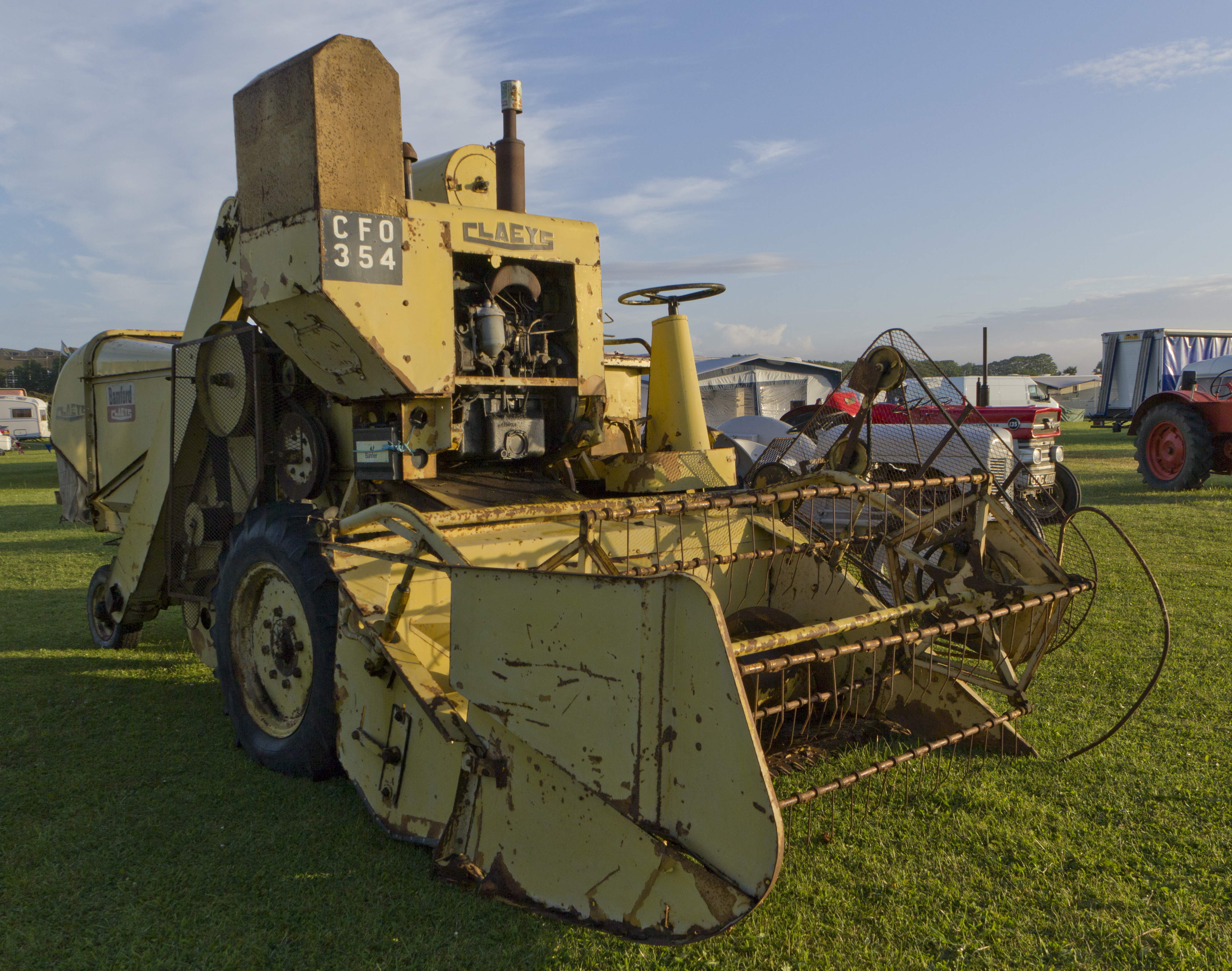
Clayson-354
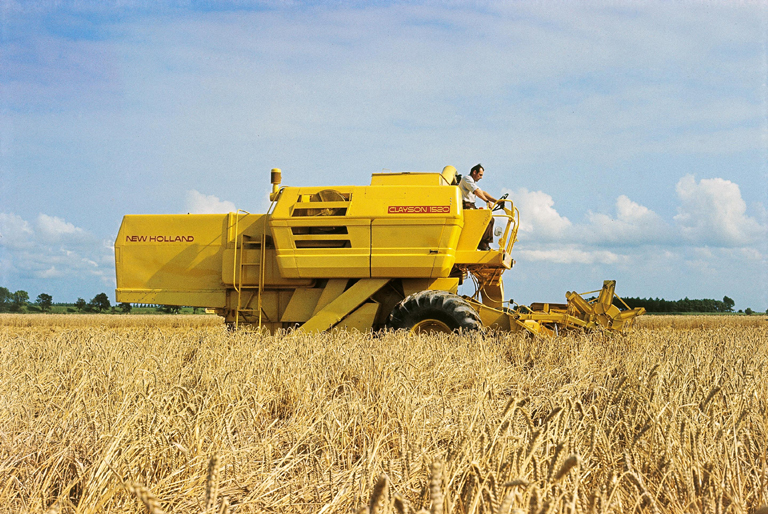
Clayson-1520
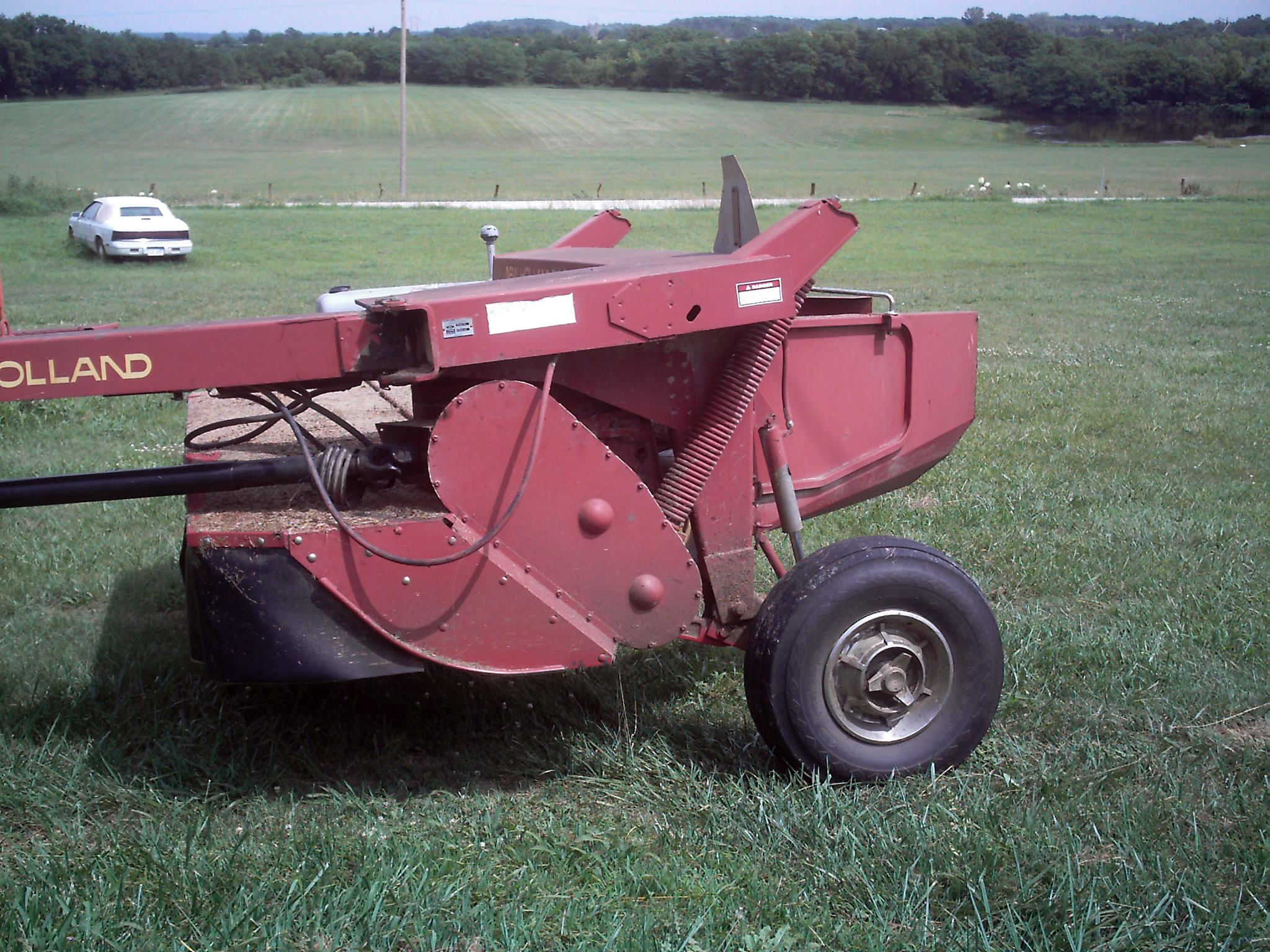
Discbine 411
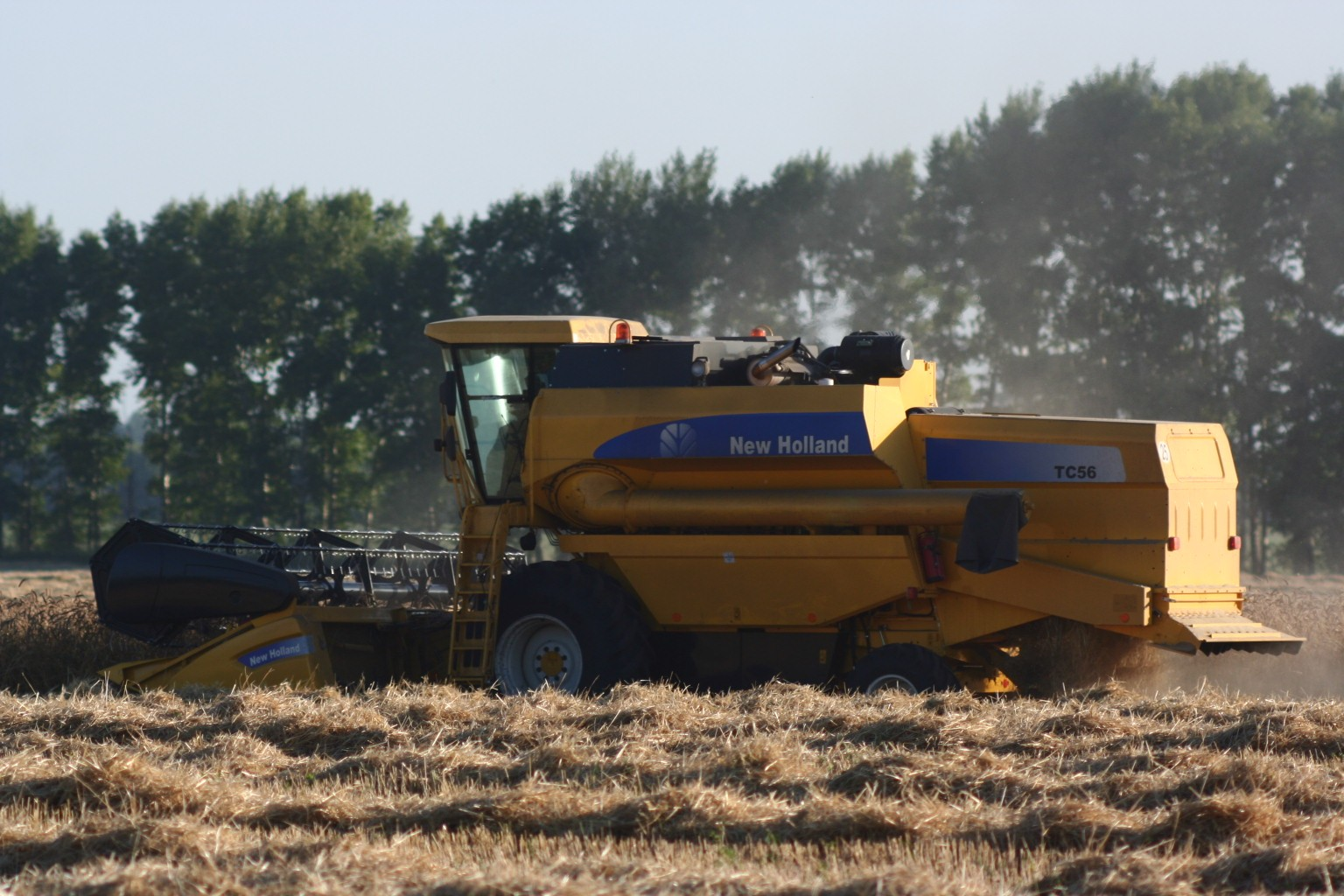
TC56
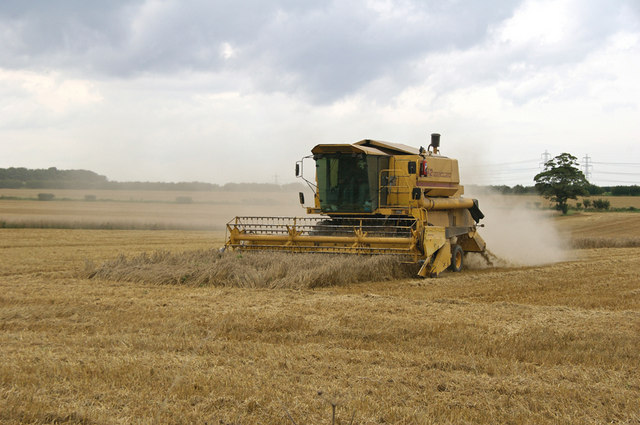
TF42
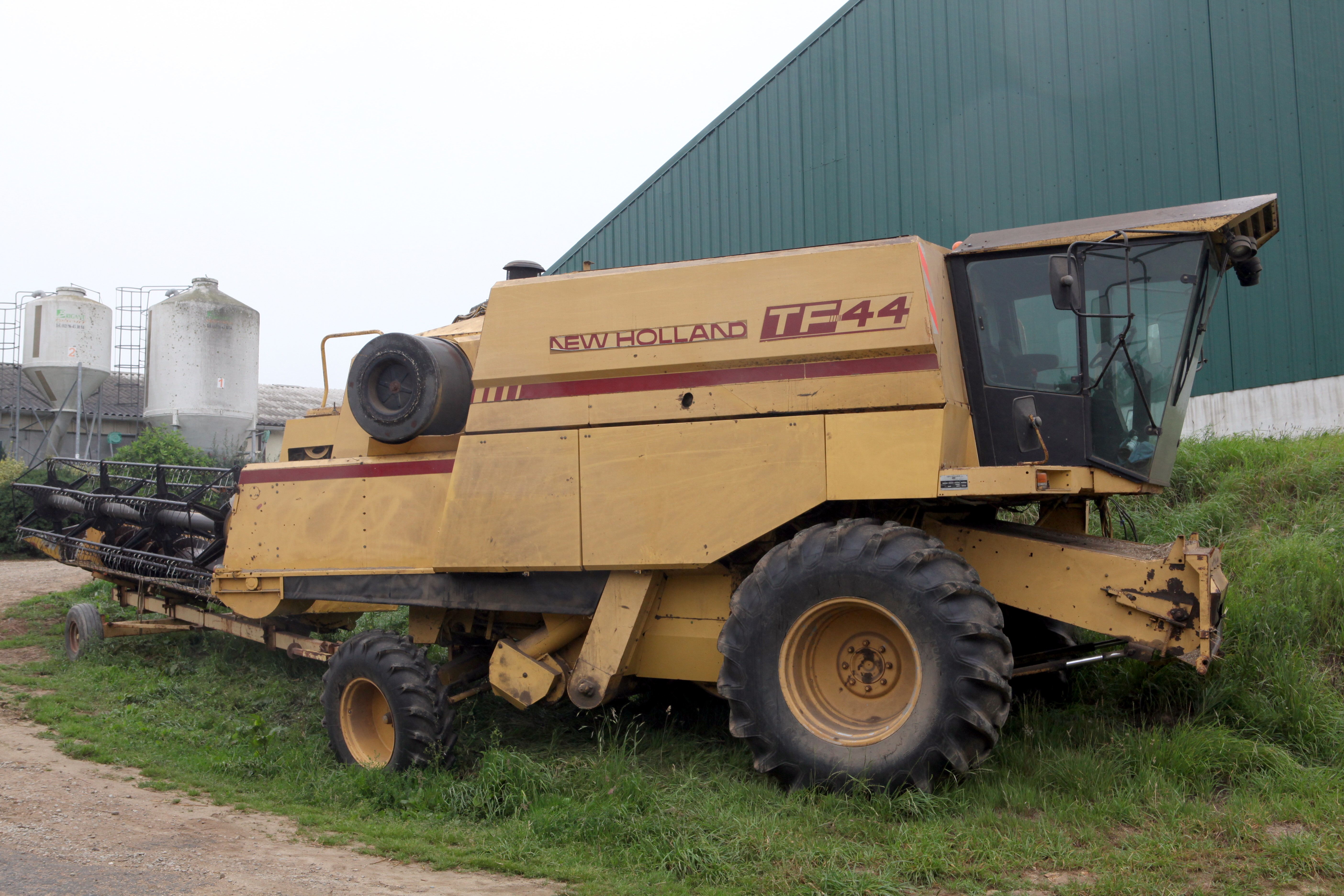
TF44
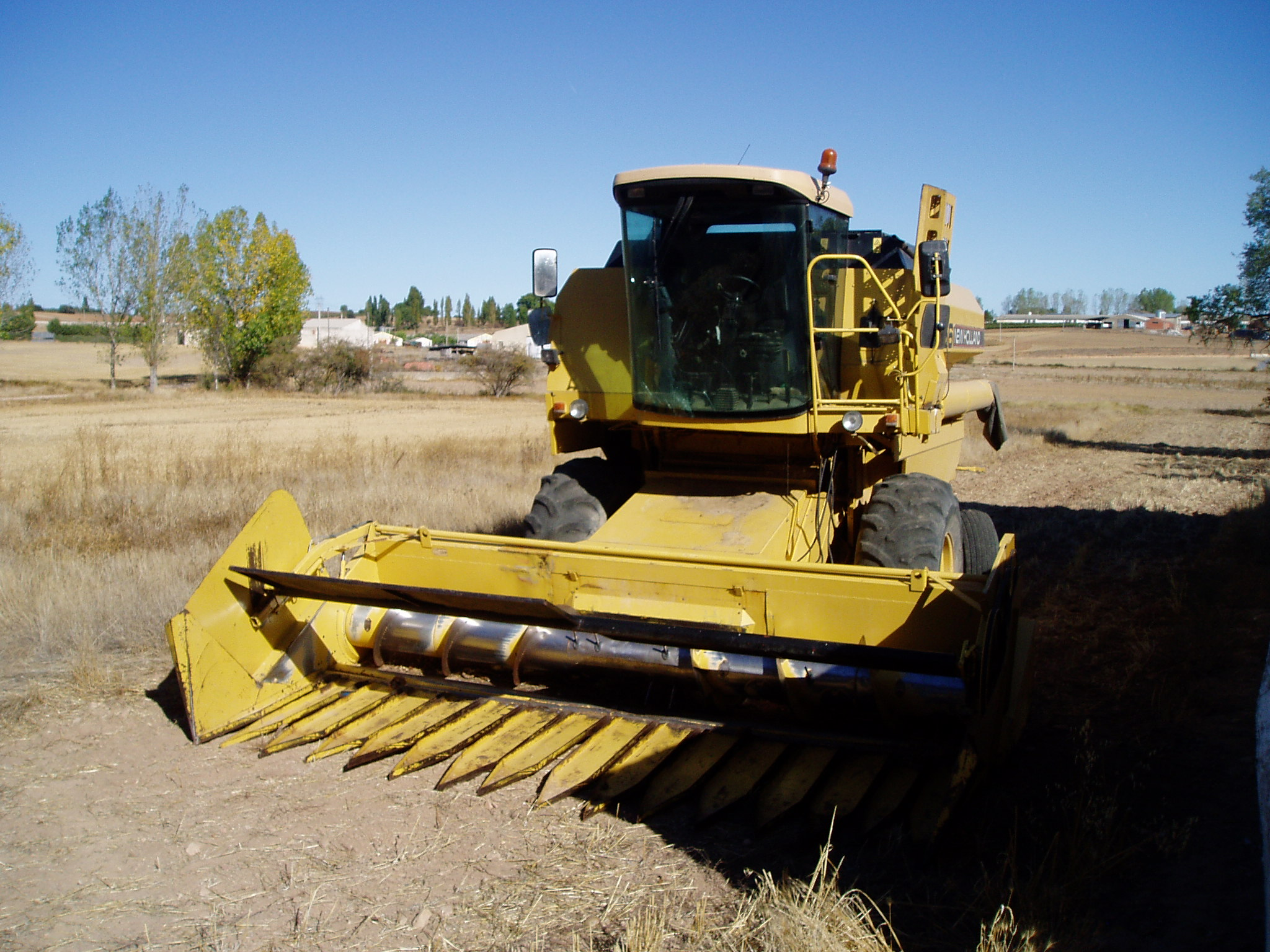
TF76
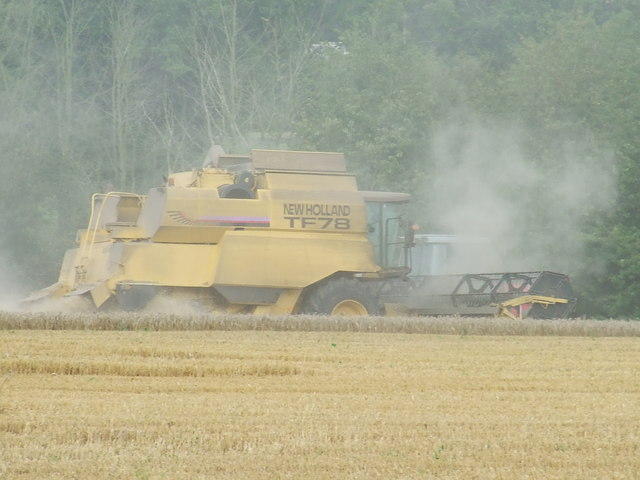
TF78
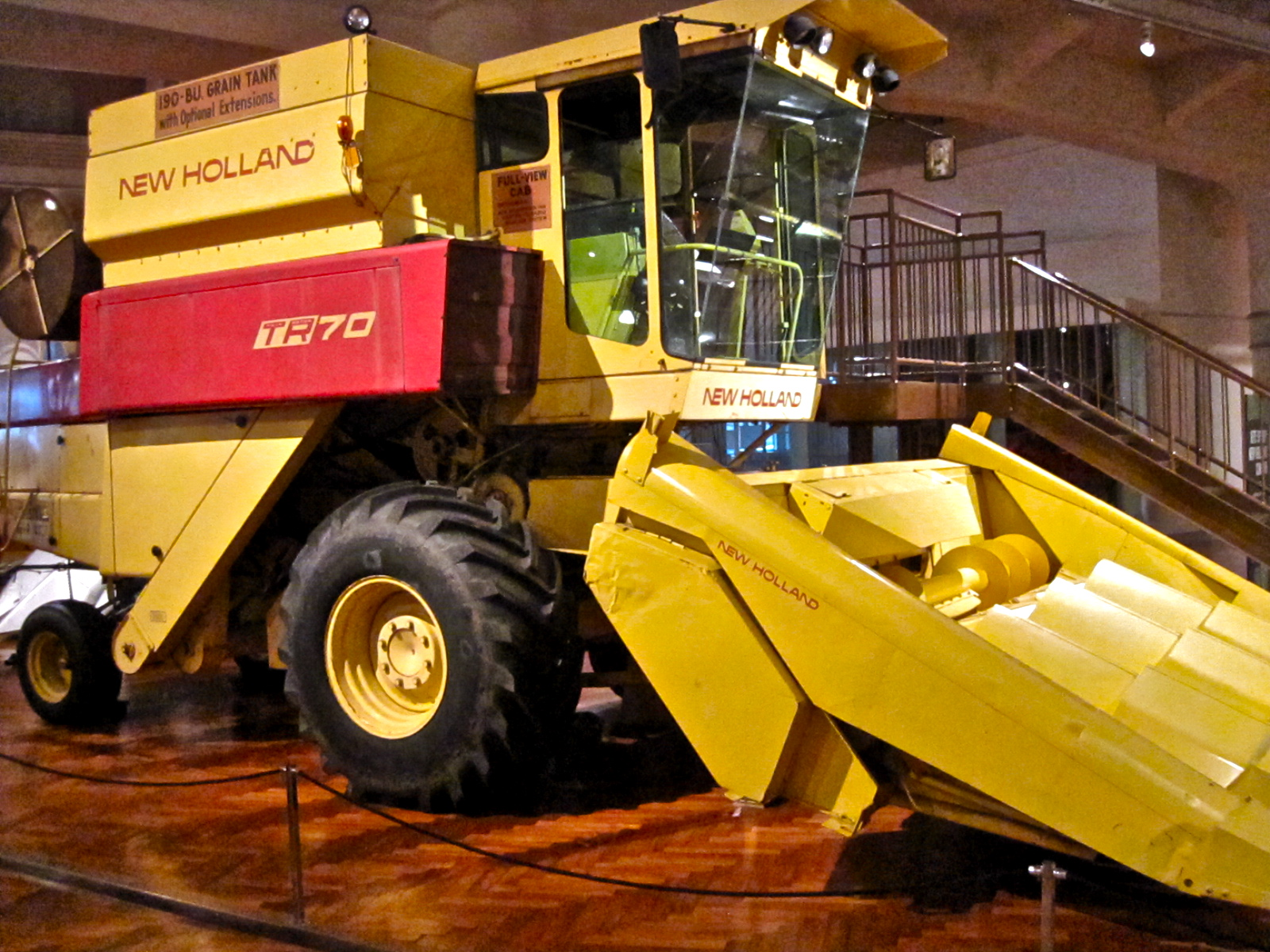
TR70
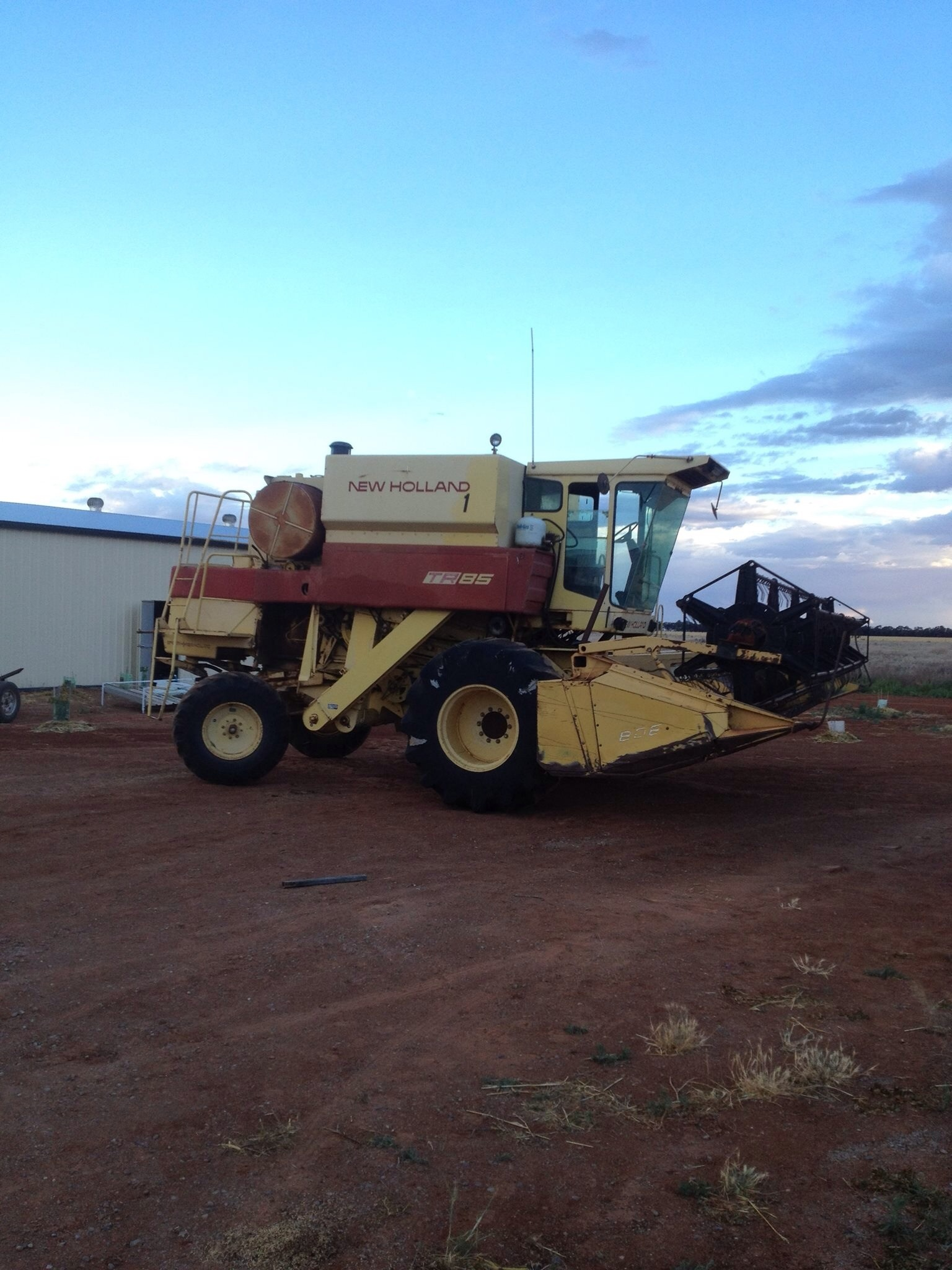
TR85
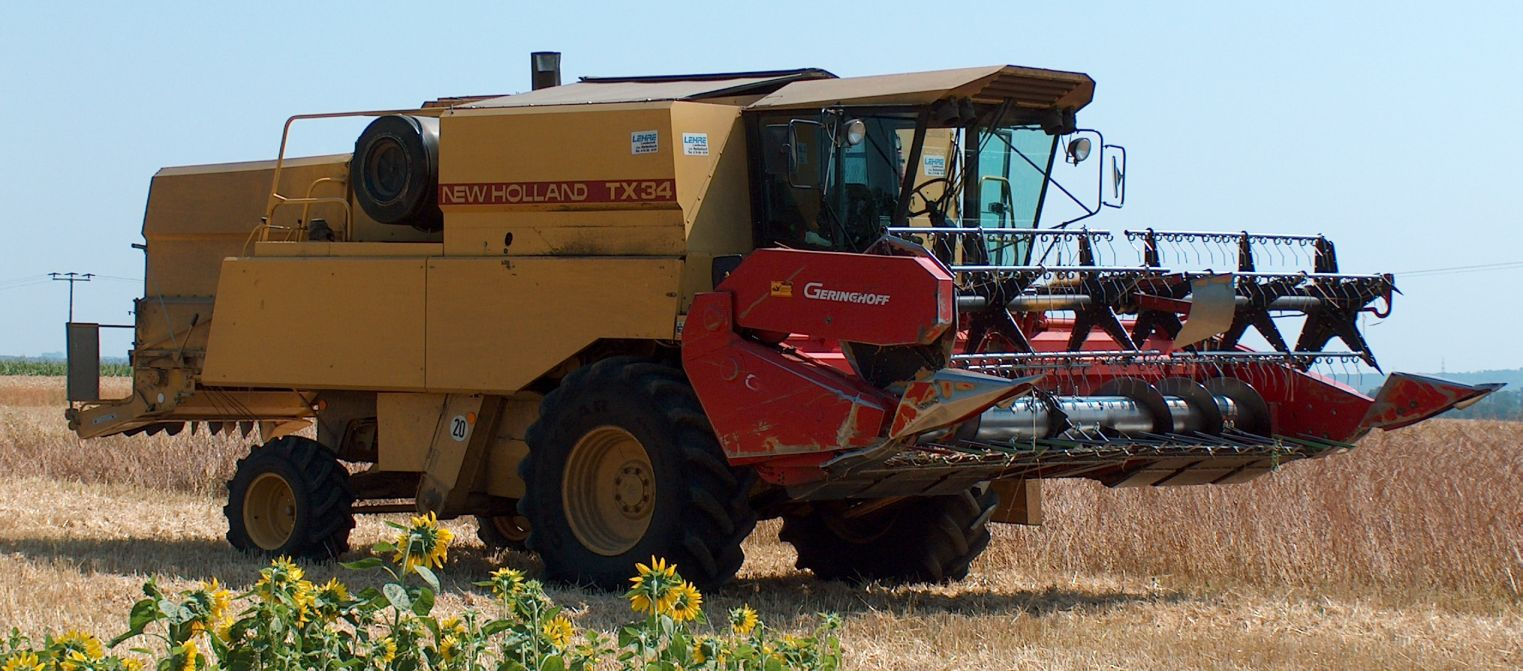
TX34
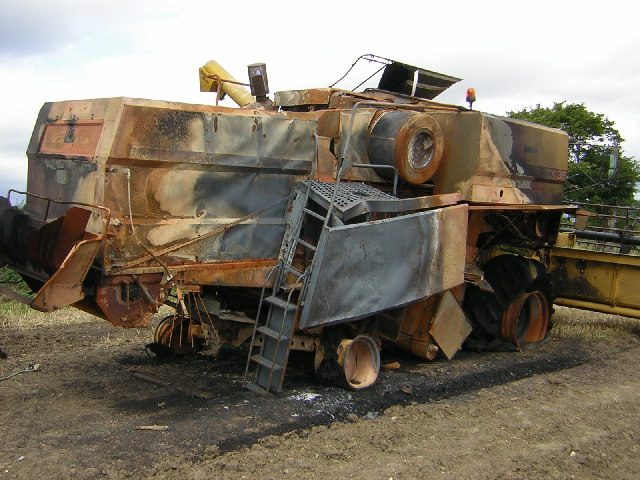
TX36
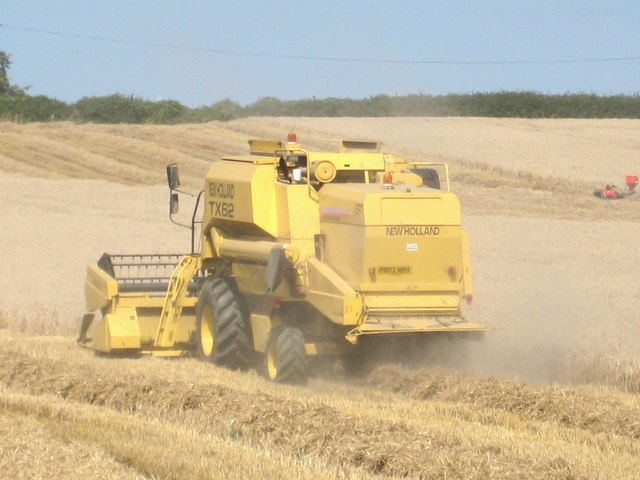
TX62
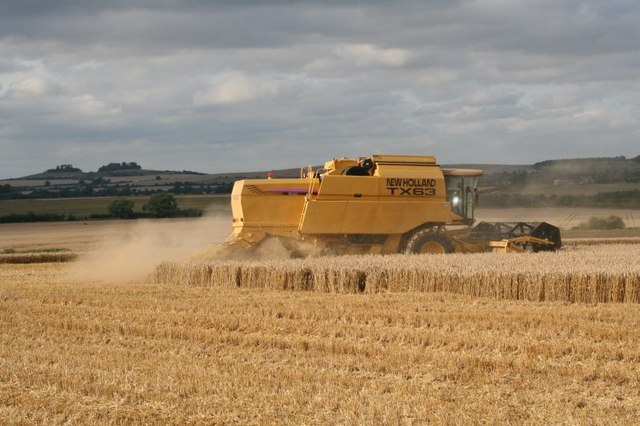
TX63
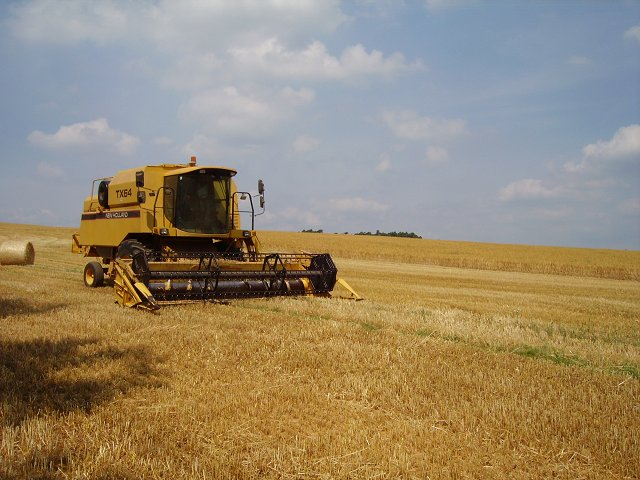
TX64
TX65
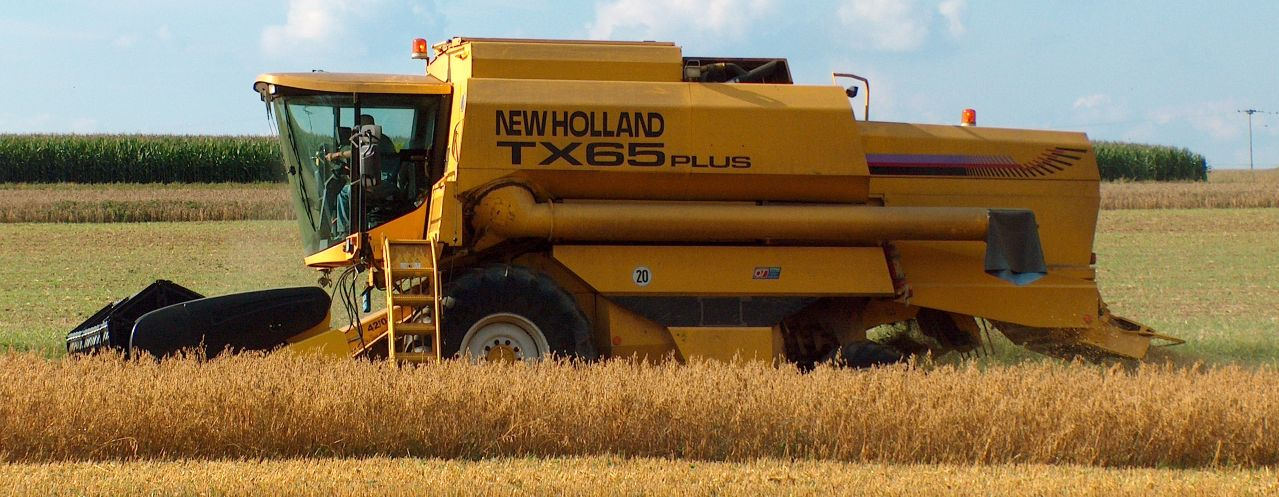
TX65+
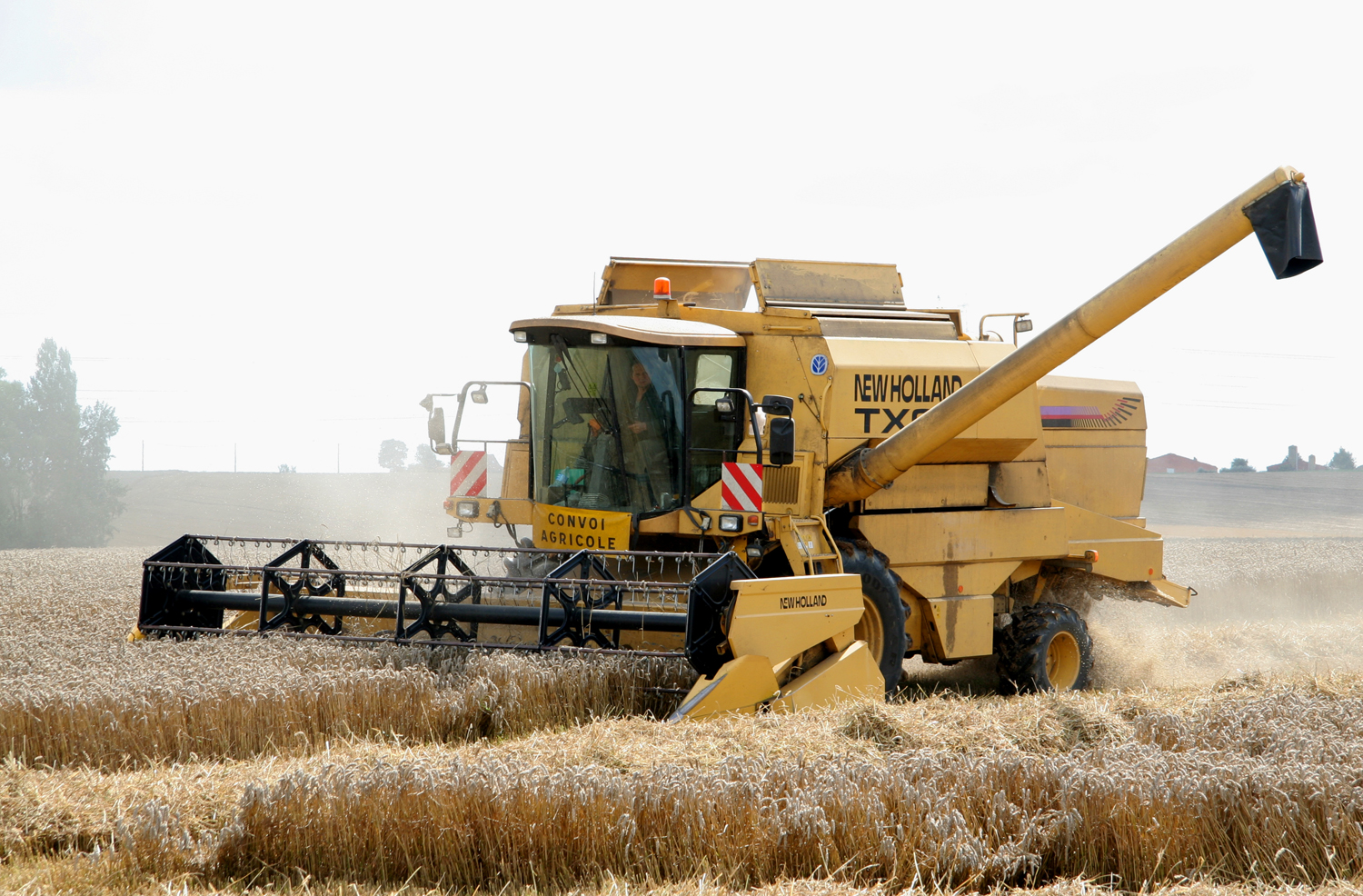
TX66
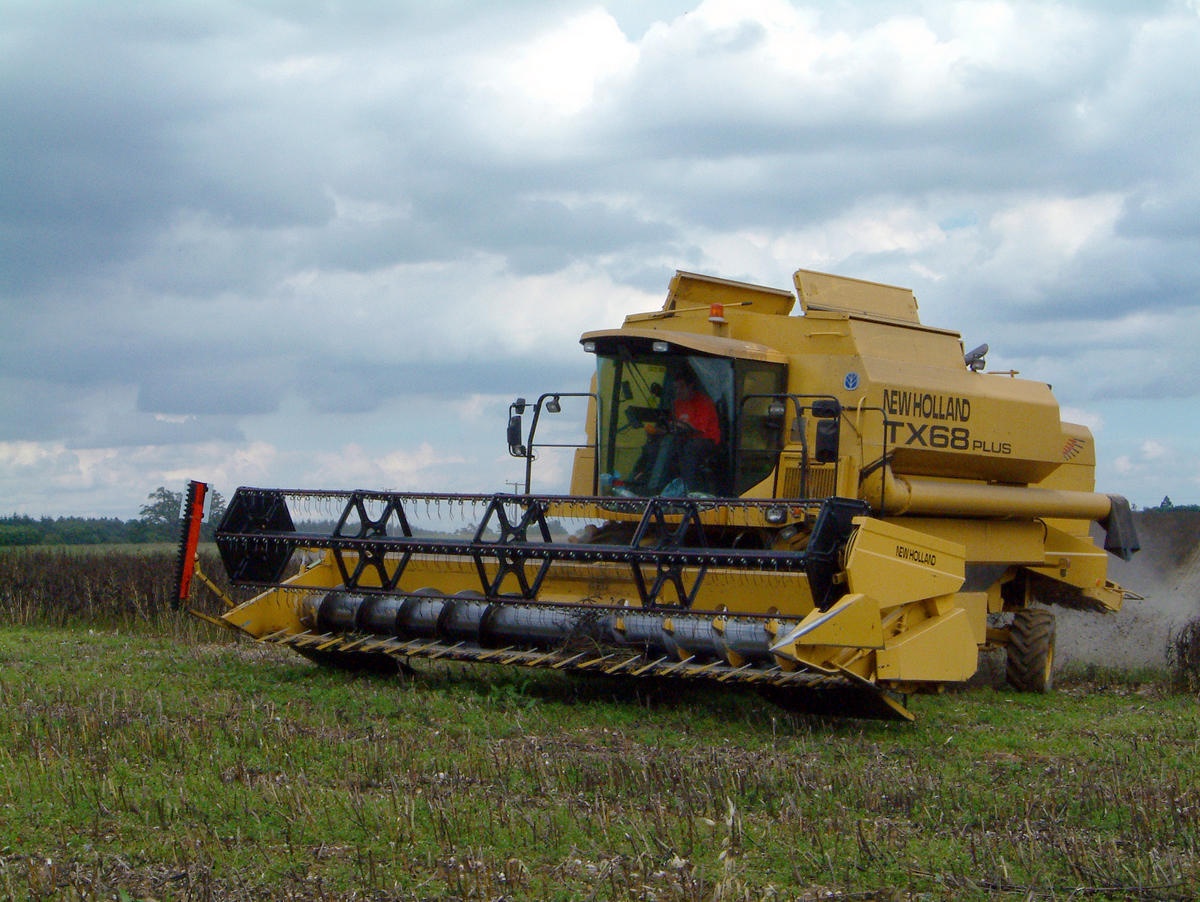
TX68
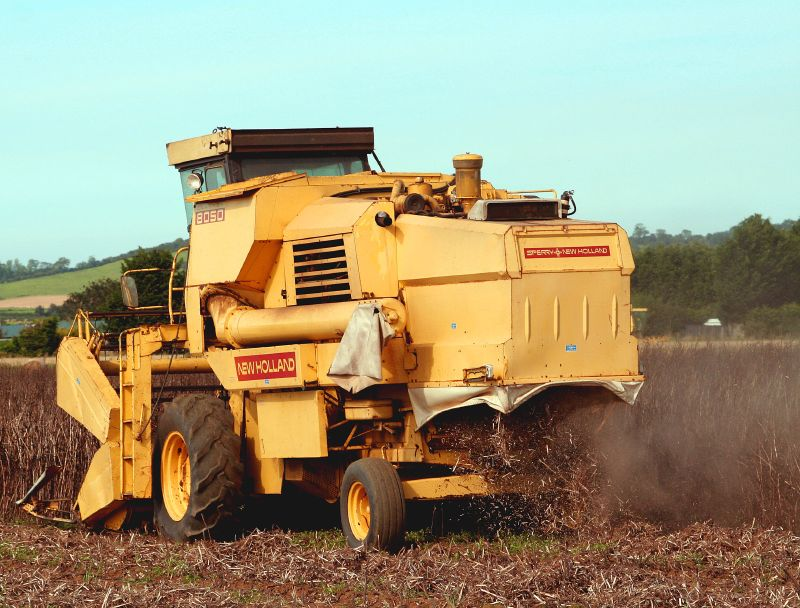
SNH 8050
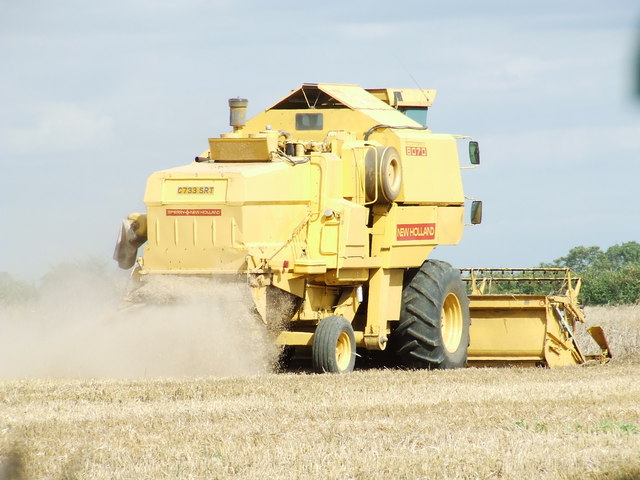
SNH 8070
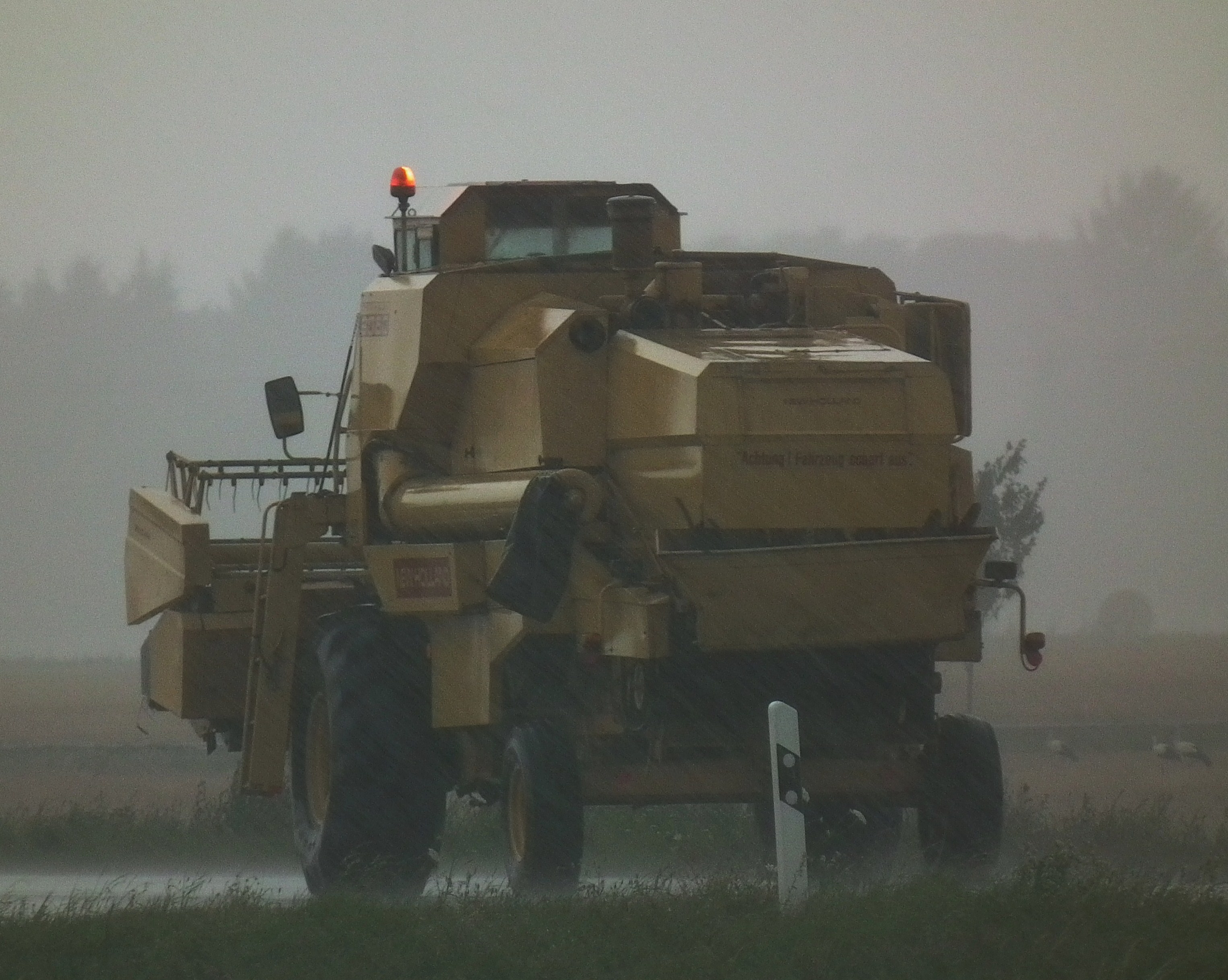
SNH 8080